# Nadia (cantante)
Nadia Yvonne López Ayuso, (Oaxaca de Juárez; 21 de junio de 1983), más conocida simplemente como Nadia; es una cantautora y actriz mexicana. Se dio a conocer en 2002 como integrante del reality show La Academia en su primera generación, donde obtuvo el quinto lugar de la competencia. Cuenta con 14 producciones discográficas, 9 álbumes de estudio y 5 remixes, las cuales han alcanzado altas ventas, siendo galardonadas con Discos de Oro y Discos de platino. Nadia ha sido galardonada de distingidos reconocimientos nacionales e internacionales, como la Musa de Plata del Auditorio Nacional y el título de Embajadora de la Música Mexicana en Nueva York.
En 2009 su álbum «A puro dolor» estuvo nominado a los Premios Grammy en la categoría de «Mejor álbum regional mexicano». Actualmente ha extendido su carrera a la locución en el programa de radio NADIA MÚSICA: el idioma del amor que se transmite por ABC RADIO en cadena nacional en 24 estaciones de la república mexicana. En 2016 debuta en la conducción en el programa de televisión VIVE MÁS, el cual se transmite en la cadena MVS TV.

## Trayectoria
Cuenta con más de 25 años de trayectoria. Cantante por vocación, ha sido una artista versátil, siendo su género musical predilecto, la Música Ranchera. Ha sido la voz principal de 3 temas de telenovela La duda (2002), Contigo sí (Soñarás 2003) y Yo te pido amor (Corazón apasionado 2015).

### Duetos y colaboraciones
Yahir (Contigo sí, a dueto), Los Tigres del Norte (Que te parece), Obie Bermúdez (Todo mi amor eres tú), María del Sol (Venid y adoremos), Pandora y Mijares (tema institucional Iniciativa México), Big Band Jazz de México, entre otros.

### Primeros años
Desde pequeña mostró sus dotes musicales participando en varios eventos musicales, entre ellos, el de Fantasía musical en 1988 (en ese mismo festival también participó Lynda Thomas en 1989), Instituto Nacional de Bellas Artes (INBA) y el Cedart Miguel Cabrera. Nadia además estaba estudiando la carrera profesional de psicología en la Universidad Mesoamericana. De igual forma estudió la carrera de mercadotecnia en el Tecnológico Milenio.

### La Academia
Participó en 2002, en el reality show de Televisión Azteca, La Academia. Su vida cambia en ese año con su ingreso a La Academia, primera generación (TV Azteca) en donde logra proyectar su carisma y su talento en la música, a pesar de que fuera eliminada en una ocasión, mismo que la lleva a estar dentro de los finalistas, quedando en el quinto lugar del certamen de canto mexicano.
La siguiente es una lista con las presentaciones de Nadia durante La Academia:
| Concierto | Concierto | Concierto | Concierto | Concierto | Concierto | Concierto | Concierto | Concierto | Concierto | Concierto | Concierto | Concierto | Concierto | Concierto | Concierto | Concierto | Concierto | Concierto | Concierto | Concierto | Concierto | Concierto | Concierto | Concierto | Concierto | Concierto | Concierto | Concierto | Concierto | Concierto | Concierto | Concierto | Concierto | Concierto | Concierto | Concierto | Concierto | Concierto | Concierto | Concierto | Concierto | Concierto | Concierto | Concierto | Concierto | Concierto | Concierto | Concierto | Concierto | Concierto | Concierto | Concierto | Concierto | Concierto | Concierto | Concierto | Concierto | Concierto | Concierto | Concierto | Concierto | Concierto | Concierto | Concierto | Concierto | Concierto | Concierto | Concierto | Concierto | Concierto | Concierto | Concierto | Concierto | Concierto | Concierto | Concierto | Concierto | Concierto | Concierto | Concierto | Concierto | Concierto | Concierto | Concierto | Concierto | Concierto | Concierto | Concierto | Concierto | Canción                                  | Canción                                  | Canción                                  | Canción                                  | Canción                                  | Canción                                  | Canción                                  | Canción                                  | Canción                                  | Canción                                  | Canción                                  | Canción                                  | Canción                                  | Canción                                  | Canción                                  | Canción                                  | Canción                                  | Canción                                  | Canción                                  | Canción                                  | Canción                                  | Canción                                  | Canción                                  | Canción                                  | Canción                                  | Canción                                  | Canción                                  | Canción                                  | Canción                                  | Canción                                  | Canción                                  | Canción                                  | Canción                                  | Canción                                  | Canción                                  | Canción                                  | Canción                                  | Canción                                  | Canción                                  | Canción                                  | Canción                                  | Canción                                  | Canción                                  | Canción                                  | Canción                                  | Canción                                  | Canción                                  | Canción                                  | Canción                                  | Canción                                  | Canción                                  | Canción                                  | Canción                                  | Canción                                  | Canción                                  | Canción                                  | Canción                                  | Canción                                  | Canción                                  | Canción                                  | Canción                                  | Canción                                  | Canción                                  | Canción                                  | Canción                                  | Canción                                  | Canción                                  | Canción                                  | Canción                                  | Canción                                  | Canción                                  | Canción                                  | Canción                                  | Canción                                  | Canción                                  | Canción                                  | Canción                                  | Canción                                  | Canción                                  | Canción                                  | Canción                                  | Canción                                  | Canción                                  | Canción                                  | Canción                                  | Canción                                  | Canción                                  | Canción                                  | Canción                                  | Canción                                  | Canción                                  | Canción                                  | Canción                                  | Canción                                  | Canción                                  | Canción                                  | Canción                                  | Canción                                  | Canción                                  | Canción                                  | Canción                       | Canción                       | Canción                       | Canción                       | Canción                       | Canción                       | Canción                       | Canción                       | Canción                       | Canción                       | Canción                       | Canción                       | Canción                       | Canción                       | Canción                       | Canción                       | Canción                       | Canción                       | Canción                       | Canción                       | Canción                       | Canción                       | Canción                       | Canción                       | Canción                       | Canción                       | Canción                       | Canción                       | Canción                       | Canción                       | Artista original              | Artista original              | Artista original              | Artista original              | Artista original              | Artista original              | Artista original              | Artista original              | Artista original              | Artista original              | Artista original              | Artista original              | Artista original              | Artista original              | Artista original              | Artista original              | Artista original              | Artista original              | Artista original              | Artista original              | Artista original              | Artista original              | Artista original              | Artista original              | Artista original              | Artista original              | Artista original              | Artista original              | Artista original              | Artista original              | Artista original              | Artista original              | Artista original              | Artista original              | Artista original              | Artista original              | Artista original              | Artista original              | Artista original              | Artista original              | Artista original              | Artista original              | Artista original              | Artista original              | Artista original              | Artista original              | Artista original              | Artista original              | Artista original              | Artista original              | Artista original              | Artista original              | Artista original              | Artista original              | Artista original              | Artista original              | Artista original              | Artista original              | Artista original              | Artista original              | Artista original              | Artista original              | Artista original              | Artista original              | Artista original              | Artista original              | Artista original              | Artista original              | Artista original              | Artista original              | Artista original              | Artista original              | Artista original              | Artista original              | Artista original              | Artista original              | Artista original              | Artista original              | Artista original              | Artista original              | Artista original              | Artista original              | Artista original              | Artista original              | Artista original              | Artista original              | Artista original              | Artista original              | Artista original              | Artista original              | Artista original              | Artista original              | Artista original              | Artista original              | Artista original              | Artista original              | Artista original              | Artista original              | Artista original              | Artista original              |
| 01        | 01        | 01        | 01        | 01        | 01        | 01        | 01        | 01        | 01        | 01        | 01        | 01        | 01        | 01        | 01        | 01        | 01        | 01        | 01        | 01        | 01        | 01        | 01        | 01        | 01        | 01        | 01        | 01        | 01        | 01        | 01        | 01        | 01        | 01        | 01        | 01        | 01        | 01        | 01        | 01        | 01        | 01        | 01        | 01        | 01        | 01        | 01        | 01        | 01        | 01        | 01        | 01        | 01        | 01        | 01        | 01        | 01        | 01        | 01        | 01        | 01        | 01        | 01        | 01        | 01        | 01        | 01        | 01        | 01        | 01        | 01        | 01        | 01        | 01        | 01        | 01        | 01        | 01        | 01        | 01        | 01        | 01        | 01        | 01        | 01        | 01        | 01        | 01        | 01        | Y tu te vas (a dúo con Miguel Ángel).    | Y tu te vas (a dúo con Miguel Ángel).    | Y tu te vas (a dúo con Miguel Ángel).    | Y tu te vas (a dúo con Miguel Ángel).    | Y tu te vas (a dúo con Miguel Ángel).    | Y tu te vas (a dúo con Miguel Ángel).    | Y tu te vas (a dúo con Miguel Ángel).    | Y tu te vas (a dúo con Miguel Ángel).    | Y tu te vas (a dúo con Miguel Ángel).    | Y tu te vas (a dúo con Miguel Ángel).    | Y tu te vas (a dúo con Miguel Ángel).    | Y tu te vas (a dúo con Miguel Ángel).    | Y tu te vas (a dúo con Miguel Ángel).    | Y tu te vas (a dúo con Miguel Ángel).    | Y tu te vas (a dúo con Miguel Ángel).    | Y tu te vas (a dúo con Miguel Ángel).    | Y tu te vas (a dúo con Miguel Ángel).    | Y tu te vas (a dúo con Miguel Ángel).    | Y tu te vas (a dúo con Miguel Ángel).    | Y tu te vas (a dúo con Miguel Ángel).    | Y tu te vas (a dúo con Miguel Ángel).    | Y tu te vas (a dúo con Miguel Ángel).    | Y tu te vas (a dúo con Miguel Ángel).    | Y tu te vas (a dúo con Miguel Ángel).    | Y tu te vas (a dúo con Miguel Ángel).    | Y tu te vas (a dúo con Miguel Ángel).    | Y tu te vas (a dúo con Miguel Ángel).    | Y tu te vas (a dúo con Miguel Ángel).    | Y tu te vas (a dúo con Miguel Ángel).    | Y tu te vas (a dúo con Miguel Ángel).    | Y tu te vas (a dúo con Miguel Ángel).    | Y tu te vas (a dúo con Miguel Ángel).    | Y tu te vas (a dúo con Miguel Ángel).    | Y tu te vas (a dúo con Miguel Ángel).    | Y tu te vas (a dúo con Miguel Ángel).    | Y tu te vas (a dúo con Miguel Ángel).    | Y tu te vas (a dúo con Miguel Ángel).    | Y tu te vas (a dúo con Miguel Ángel).    | Y tu te vas (a dúo con Miguel Ángel).    | Y tu te vas (a dúo con Miguel Ángel).    | Y tu te vas (a dúo con Miguel Ángel).    | Y tu te vas (a dúo con Miguel Ángel).    | Y tu te vas (a dúo con Miguel Ángel).    | Y tu te vas (a dúo con Miguel Ángel).    | Y tu te vas (a dúo con Miguel Ángel).    | Y tu te vas (a dúo con Miguel Ángel).    | Y tu te vas (a dúo con Miguel Ángel).    | Y tu te vas (a dúo con Miguel Ángel).    | Y tu te vas (a dúo con Miguel Ángel).    | Y tu te vas (a dúo con Miguel Ángel).    | Y tu te vas (a dúo con Miguel Ángel).    | Y tu te vas (a dúo con Miguel Ángel).    | Y tu te vas (a dúo con Miguel Ángel).    | Y tu te vas (a dúo con Miguel Ángel).    | Y tu te vas (a dúo con Miguel Ángel).    | Y tu te vas (a dúo con Miguel Ángel).    | Y tu te vas (a dúo con Miguel Ángel).    | Y tu te vas (a dúo con Miguel Ángel).    | Y tu te vas (a dúo con Miguel Ángel).    | Y tu te vas (a dúo con Miguel Ángel).    | Y tu te vas (a dúo con Miguel Ángel).    | Y tu te vas (a dúo con Miguel Ángel).    | Y tu te vas (a dúo con Miguel Ángel).    | Y tu te vas (a dúo con Miguel Ángel).    | Y tu te vas (a dúo con Miguel Ángel).    | Y tu te vas (a dúo con Miguel Ángel).    | Y tu te vas (a dúo con Miguel Ángel).    | Y tu te vas (a dúo con Miguel Ángel).    | Y tu te vas (a dúo con Miguel Ángel).    | Y tu te vas (a dúo con Miguel Ángel).    | Y tu te vas (a dúo con Miguel Ángel).    | Y tu te vas (a dúo con Miguel Ángel).    | Y tu te vas (a dúo con Miguel Ángel).    | Y tu te vas (a dúo con Miguel Ángel).    | Y tu te vas (a dúo con Miguel Ángel).    | Y tu te vas (a dúo con Miguel Ángel).    | Y tu te vas (a dúo con Miguel Ángel).    | Y tu te vas (a dúo con Miguel Ángel).    | Y tu te vas (a dúo con Miguel Ángel).    | Y tu te vas (a dúo con Miguel Ángel).    | Y tu te vas (a dúo con Miguel Ángel).    | Y tu te vas (a dúo con Miguel Ángel).    | Y tu te vas (a dúo con Miguel Ángel).    | Y tu te vas (a dúo con Miguel Ángel).    | Y tu te vas (a dúo con Miguel Ángel).    | Y tu te vas (a dúo con Miguel Ángel).    | Y tu te vas (a dúo con Miguel Ángel).    | Y tu te vas (a dúo con Miguel Ángel).    | Y tu te vas (a dúo con Miguel Ángel).    | Y tu te vas (a dúo con Miguel Ángel).    | Y tu te vas (a dúo con Miguel Ángel).    | Y tu te vas (a dúo con Miguel Ángel).    | Y tu te vas (a dúo con Miguel Ángel).    | Y tu te vas (a dúo con Miguel Ángel).    | Y tu te vas (a dúo con Miguel Ángel).    | Y tu te vas (a dúo con Miguel Ángel).    | Y tu te vas (a dúo con Miguel Ángel).    | Y tu te vas (a dúo con Miguel Ángel).    | Y tu te vas (a dúo con Miguel Ángel).    | Y tu te vas (a dúo con Miguel Ángel).    | Chayanne                      | Chayanne                      | Chayanne                      | Chayanne                      | Chayanne                      | Chayanne                      | Chayanne                      | Chayanne                      | Chayanne                      | Chayanne                      | Chayanne                      | Chayanne                      | Chayanne                      | Chayanne                      | Chayanne                      | Chayanne                      | Chayanne                      | Chayanne                      | Chayanne                      | Chayanne                      | Chayanne                      | Chayanne                      | Chayanne                      | Chayanne                      | Chayanne                      | Chayanne                      | Chayanne                      | Chayanne                      | Chayanne                      | Chayanne                      | Chayanne                      | Chayanne                      | Chayanne                      | Chayanne                      | Chayanne                      | Chayanne                      | Chayanne                      | Chayanne                      | Chayanne                      | Chayanne                      | Chayanne                      | Chayanne                      | Chayanne                      | Chayanne                      | Chayanne                      | Chayanne                      | Chayanne                      | Chayanne                      | Chayanne                      | Chayanne                      | Chayanne                      | Chayanne                      | Chayanne                      | Chayanne                      | Chayanne                      | Chayanne                      | Chayanne                      | Chayanne                      | Chayanne                      | Chayanne                      | Chayanne                      | Chayanne                      | Chayanne                      | Chayanne                      | Chayanne                      | Chayanne                      | Chayanne                      | Chayanne                      | Chayanne                      | Chayanne                      | Chayanne                      | Chayanne                      | Chayanne                      | Chayanne                      | Chayanne                      | Chayanne                      | Chayanne                      | Chayanne                      | Chayanne                      | Chayanne                      | Chayanne                      | Chayanne                      | Chayanne                      | Chayanne                      | Chayanne                      | Chayanne                      | Chayanne                      | Chayanne                      | Chayanne                      | Chayanne                      | Chayanne                      | Chayanne                      | Chayanne                      | Chayanne                      | Chayanne                      | Chayanne                      | Chayanne                      | Chayanne                      | Chayanne                      | Chayanne                      | Chayanne                      | Chayanne                      | Chayanne                      | Chayanne                      | Chayanne                      | Chayanne                      | Chayanne                      | Chayanne                      | Chayanne                      | Chayanne                      | Chayanne                      | Chayanne                      | Chayanne                      | Chayanne                      | Chayanne                      | Chayanne                      | Chayanne                      | Chayanne                      | Chayanne                      | Chayanne                      | Chayanne                      | Chayanne                      | Chayanne                      | Chayanne                      | Chayanne                      | Chayanne                      | Chayanne                      | Chayanne                      | Chayanne                      | Chayanne                      |
| 02        | 02        | 02        | 02        | 02        | 02        | 02        | 02        | 02        | 02        | 02        | 02        | 02        | 02        | 02        | 02        | 02        | 02        | 02        | 02        | 02        | 02        | 02        | 02        | 02        | 02        | 02        | 02        | 02        | 02        | 02        | 02        | 02        | 02        | 02        | 02        | 02        | 02        | 02        | 02        | 02        | 02        | 02        | 02        | 02        | 02        | 02        | 02        | 02        | 02        | 02        | 02        | 02        | 02        | 02        | 02        | 02        | 02        | 02        | 02        | 02        | 02        | 02        | 02        | 02        | 02        | 02        | 02        | 02        | 02        | 02        | 02        | 02        | 02        | 02        | 02        | 02        | 02        | 02        | 02        | 02        | 02        | 02        | 02        | 02        | 02        | 02        | 02        | 02        | 02        | Suavemente (a dúo con Myriam Montemayor) | Suavemente (a dúo con Myriam Montemayor) | Suavemente (a dúo con Myriam Montemayor) | Suavemente (a dúo con Myriam Montemayor) | Suavemente (a dúo con Myriam Montemayor) | Suavemente (a dúo con Myriam Montemayor) | Suavemente (a dúo con Myriam Montemayor) | Suavemente (a dúo con Myriam Montemayor) | Suavemente (a dúo con Myriam Montemayor) | Suavemente (a dúo con Myriam Montemayor) | Suavemente (a dúo con Myriam Montemayor) | Suavemente (a dúo con Myriam Montemayor) | Suavemente (a dúo con Myriam Montemayor) | Suavemente (a dúo con Myriam Montemayor) | Suavemente (a dúo con Myriam Montemayor) | Suavemente (a dúo con Myriam Montemayor) | Suavemente (a dúo con Myriam Montemayor) | Suavemente (a dúo con Myriam Montemayor) | Suavemente (a dúo con Myriam Montemayor) | Suavemente (a dúo con Myriam Montemayor) | Suavemente (a dúo con Myriam Montemayor) | Suavemente (a dúo con Myriam Montemayor) | Suavemente (a dúo con Myriam Montemayor) | Suavemente (a dúo con Myriam Montemayor) | Suavemente (a dúo con Myriam Montemayor) | Suavemente (a dúo con Myriam Montemayor) | Suavemente (a dúo con Myriam Montemayor) | Suavemente (a dúo con Myriam Montemayor) | Suavemente (a dúo con Myriam Montemayor) | Suavemente (a dúo con Myriam Montemayor) | Suavemente (a dúo con Myriam Montemayor) | Suavemente (a dúo con Myriam Montemayor) | Suavemente (a dúo con Myriam Montemayor) | Suavemente (a dúo con Myriam Montemayor) | Suavemente (a dúo con Myriam Montemayor) | Suavemente (a dúo con Myriam Montemayor) | Suavemente (a dúo con Myriam Montemayor) | Suavemente (a dúo con Myriam Montemayor) | Suavemente (a dúo con Myriam Montemayor) | Suavemente (a dúo con Myriam Montemayor) | Suavemente (a dúo con Myriam Montemayor) | Suavemente (a dúo con Myriam Montemayor) | Suavemente (a dúo con Myriam Montemayor) | Suavemente (a dúo con Myriam Montemayor) | Suavemente (a dúo con Myriam Montemayor) | Suavemente (a dúo con Myriam Montemayor) | Suavemente (a dúo con Myriam Montemayor) | Suavemente (a dúo con Myriam Montemayor) | Suavemente (a dúo con Myriam Montemayor) | Suavemente (a dúo con Myriam Montemayor) | Suavemente (a dúo con Myriam Montemayor) | Suavemente (a dúo con Myriam Montemayor) | Suavemente (a dúo con Myriam Montemayor) | Suavemente (a dúo con Myriam Montemayor) | Suavemente (a dúo con Myriam Montemayor) | Suavemente (a dúo con Myriam Montemayor) | Suavemente (a dúo con Myriam Montemayor) | Suavemente (a dúo con Myriam Montemayor) | Suavemente (a dúo con Myriam Montemayor) | Suavemente (a dúo con Myriam Montemayor) | Suavemente (a dúo con Myriam Montemayor) | Suavemente (a dúo con Myriam Montemayor) | Suavemente (a dúo con Myriam Montemayor) | Suavemente (a dúo con Myriam Montemayor) | Suavemente (a dúo con Myriam Montemayor) | Suavemente (a dúo con Myriam Montemayor) | Suavemente (a dúo con Myriam Montemayor) | Suavemente (a dúo con Myriam Montemayor) | Suavemente (a dúo con Myriam Montemayor) | Suavemente (a dúo con Myriam Montemayor) | Suavemente (a dúo con Myriam Montemayor) | Suavemente (a dúo con Myriam Montemayor) | Suavemente (a dúo con Myriam Montemayor) | Suavemente (a dúo con Myriam Montemayor) | Suavemente (a dúo con Myriam Montemayor) | Suavemente (a dúo con Myriam Montemayor) | Suavemente (a dúo con Myriam Montemayor) | Suavemente (a dúo con Myriam Montemayor) | Suavemente (a dúo con Myriam Montemayor) | Suavemente (a dúo con Myriam Montemayor) | Suavemente (a dúo con Myriam Montemayor) | Suavemente (a dúo con Myriam Montemayor) | Suavemente (a dúo con Myriam Montemayor) | Suavemente (a dúo con Myriam Montemayor) | Suavemente (a dúo con Myriam Montemayor) | Suavemente (a dúo con Myriam Montemayor) | Suavemente (a dúo con Myriam Montemayor) | Suavemente (a dúo con Myriam Montemayor) | Suavemente (a dúo con Myriam Montemayor) | Suavemente (a dúo con Myriam Montemayor) | Suavemente (a dúo con Myriam Montemayor) | Suavemente (a dúo con Myriam Montemayor) | Suavemente (a dúo con Myriam Montemayor) | Suavemente (a dúo con Myriam Montemayor) | Suavemente (a dúo con Myriam Montemayor) | Suavemente (a dúo con Myriam Montemayor) | Suavemente (a dúo con Myriam Montemayor) | Suavemente (a dúo con Myriam Montemayor) | Suavemente (a dúo con Myriam Montemayor) | Suavemente (a dúo con Myriam Montemayor) | Elvis Crespo                  | Elvis Crespo                  | Elvis Crespo                  | Elvis Crespo                  | Elvis Crespo                  | Elvis Crespo                  | Elvis Crespo                  | Elvis Crespo                  | Elvis Crespo                  | Elvis Crespo                  | Elvis Crespo                  | Elvis Crespo                  | Elvis Crespo                  | Elvis Crespo                  | Elvis Crespo                  | Elvis Crespo                  | Elvis Crespo                  | Elvis Crespo                  | Elvis Crespo                  | Elvis Crespo                  | Elvis Crespo                  | Elvis Crespo                  | Elvis Crespo                  | Elvis Crespo                  | Elvis Crespo                  | Elvis Crespo                  | Elvis Crespo                  | Elvis Crespo                  | Elvis Crespo                  | Elvis Crespo                  | Elvis Crespo                  | Elvis Crespo                  | Elvis Crespo                  | Elvis Crespo                  | Elvis Crespo                  | Elvis Crespo                  | Elvis Crespo                  | Elvis Crespo                  | Elvis Crespo                  | Elvis Crespo                  | Elvis Crespo                  | Elvis Crespo                  | Elvis Crespo                  | Elvis Crespo                  | Elvis Crespo                  | Elvis Crespo                  | Elvis Crespo                  | Elvis Crespo                  | Elvis Crespo                  | Elvis Crespo                  | Elvis Crespo                  | Elvis Crespo                  | Elvis Crespo                  | Elvis Crespo                  | Elvis Crespo                  | Elvis Crespo                  | Elvis Crespo                  | Elvis Crespo                  | Elvis Crespo                  | Elvis Crespo                  | Elvis Crespo                  | Elvis Crespo                  | Elvis Crespo                  | Elvis Crespo                  | Elvis Crespo                  | Elvis Crespo                  | Elvis Crespo                  | Elvis Crespo                  | Elvis Crespo                  | Elvis Crespo                  | Elvis Crespo                  | Elvis Crespo                  | Elvis Crespo                  | Elvis Crespo                  | Elvis Crespo                  | Elvis Crespo                  | Elvis Crespo                  | Elvis Crespo                  | Elvis Crespo                  | Elvis Crespo                  | Elvis Crespo                  | Elvis Crespo                  | Elvis Crespo                  | Elvis Crespo                  | Elvis Crespo                  | Elvis Crespo                  | Elvis Crespo                  | Elvis Crespo                  | Elvis Crespo                  | Elvis Crespo                  | Elvis Crespo                  | Elvis Crespo                  | Elvis Crespo                  | Elvis Crespo                  | Elvis Crespo                  | Elvis Crespo                  | Elvis Crespo                  | Elvis Crespo                  | Elvis Crespo                  | Elvis Crespo                  | Elvis Crespo                  | Elvis Crespo                  | Elvis Crespo                  | Elvis Crespo                  | Elvis Crespo                  | Elvis Crespo                  | Elvis Crespo                  | Elvis Crespo                  | Elvis Crespo                  | Elvis Crespo                  | Elvis Crespo                  | Elvis Crespo                  | Elvis Crespo                  | Elvis Crespo                  | Elvis Crespo                  | Elvis Crespo                  | Elvis Crespo                  | Elvis Crespo                  | Elvis Crespo                  | Elvis Crespo                  | Elvis Crespo                  | Elvis Crespo                  | Elvis Crespo                  | Elvis Crespo                  | Elvis Crespo                  | Elvis Crespo                  | Elvis Crespo                  | Elvis Crespo                  | Elvis Crespo                  | Elvis Crespo                  |
| 03        | 03        | 03        | 03        | 03        | 03        | 03        | 03        | 03        | 03        | 03        | 03        | 03        | 03        | 03        | 03        | 03        | 03        | 03        | 03        | 03        | 03        | 03        | 03        | 03        | 03        | 03        | 03        | 03        | 03        | 03        | 03        | 03        | 03        | 03        | 03        | 03        | 03        | 03        | 03        | 03        | 03        | 03        | 03        | 03        | 03        | 03        | 03        | 03        | 03        | 03        | 03        | 03        | 03        | 03        | 03        | 03        | 03        | 03        | 03        | 03        | 03        | 03        | 03        | 03        | 03        | 03        | 03        | 03        | 03        | 03        | 03        | 03        | 03        | 03        | 03        | 03        | 03        | 03        | 03        | 03        | 03        | 03        | 03        | 03        | 03        | 03        | 03        | 03        | 03        | Killing Me Softly with His Song          | Killing Me Softly with His Song          | Killing Me Softly with His Song          | Killing Me Softly with His Song          | Killing Me Softly with His Song          | Killing Me Softly with His Song          | Killing Me Softly with His Song          | Killing Me Softly with His Song          | Killing Me Softly with His Song          | Killing Me Softly with His Song          | Killing Me Softly with His Song          | Killing Me Softly with His Song          | Killing Me Softly with His Song          | Killing Me Softly with His Song          | Killing Me Softly with His Song          | Killing Me Softly with His Song          | Killing Me Softly with His Song          | Killing Me Softly with His Song          | Killing Me Softly with His Song          | Killing Me Softly with His Song          | Killing Me Softly with His Song          | Killing Me Softly with His Song          | Killing Me Softly with His Song          | Killing Me Softly with His Song          | Killing Me Softly with His Song          | Killing Me Softly with His Song          | Killing Me Softly with His Song          | Killing Me Softly with His Song          | Killing Me Softly with His Song          | Killing Me Softly with His Song          | Killing Me Softly with His Song          | Killing Me Softly with His Song          | Killing Me Softly with His Song          | Killing Me Softly with His Song          | Killing Me Softly with His Song          | Killing Me Softly with His Song          | Killing Me Softly with His Song          | Killing Me Softly with His Song          | Killing Me Softly with His Song          | Killing Me Softly with His Song          | Killing Me Softly with His Song          | Killing Me Softly with His Song          | Killing Me Softly with His Song          | Killing Me Softly with His Song          | Killing Me Softly with His Song          | Killing Me Softly with His Song          | Killing Me Softly with His Song          | Killing Me Softly with His Song          | Killing Me Softly with His Song          | Killing Me Softly with His Song          | Killing Me Softly with His Song          | Killing Me Softly with His Song          | Killing Me Softly with His Song          | Killing Me Softly with His Song          | Killing Me Softly with His Song          | Killing Me Softly with His Song          | Killing Me Softly with His Song          | Killing Me Softly with His Song          | Killing Me Softly with His Song          | Killing Me Softly with His Song          | Killing Me Softly with His Song          | Killing Me Softly with His Song          | Killing Me Softly with His Song          | Killing Me Softly with His Song          | Killing Me Softly with His Song          | Killing Me Softly with His Song          | Killing Me Softly with His Song          | Killing Me Softly with His Song          | Killing Me Softly with His Song          | Killing Me Softly with His Song          | Killing Me Softly with His Song          | Killing Me Softly with His Song          | Killing Me Softly with His Song          | Killing Me Softly with His Song          | Killing Me Softly with His Song          | Killing Me Softly with His Song          | Killing Me Softly with His Song          | Killing Me Softly with His Song          | Killing Me Softly with His Song          | Killing Me Softly with His Song          | Killing Me Softly with His Song          | Killing Me Softly with His Song          | Killing Me Softly with His Song          | Killing Me Softly with His Song          | Killing Me Softly with His Song          | Killing Me Softly with His Song          | Killing Me Softly with His Song          | Killing Me Softly with His Song          | Killing Me Softly with His Song          | Killing Me Softly with His Song          | Killing Me Softly with His Song          | Killing Me Softly with His Song          | Killing Me Softly with His Song          | Killing Me Softly with His Song          | Killing Me Softly with His Song          | Killing Me Softly with His Song          | Killing Me Softly with His Song          | Killing Me Softly with His Song          | Killing Me Softly with His Song          | Killing Me Softly with His Song          | Roberta Flack                 | Roberta Flack                 | Roberta Flack                 | Roberta Flack                 | Roberta Flack                 | Roberta Flack                 | Roberta Flack                 | Roberta Flack                 | Roberta Flack                 | Roberta Flack                 | Roberta Flack                 | Roberta Flack                 | Roberta Flack                 | Roberta Flack                 | Roberta Flack                 | Roberta Flack                 | Roberta Flack                 | Roberta Flack                 | Roberta Flack                 | Roberta Flack                 | Roberta Flack                 | Roberta Flack                 | Roberta Flack                 | Roberta Flack                 | Roberta Flack                 | Roberta Flack                 | Roberta Flack                 | Roberta Flack                 | Roberta Flack                 | Roberta Flack                 | Roberta Flack                 | Roberta Flack                 | Roberta Flack                 | Roberta Flack                 | Roberta Flack                 | Roberta Flack                 | Roberta Flack                 | Roberta Flack                 | Roberta Flack                 | Roberta Flack                 | Roberta Flack                 | Roberta Flack                 | Roberta Flack                 | Roberta Flack                 | Roberta Flack                 | Roberta Flack                 | Roberta Flack                 | Roberta Flack                 | Roberta Flack                 | Roberta Flack                 | Roberta Flack                 | Roberta Flack                 | Roberta Flack                 | Roberta Flack                 | Roberta Flack                 | Roberta Flack                 | Roberta Flack                 | Roberta Flack                 | Roberta Flack                 | Roberta Flack                 | Roberta Flack                 | Roberta Flack                 | Roberta Flack                 | Roberta Flack                 | Roberta Flack                 | Roberta Flack                 | Roberta Flack                 | Roberta Flack                 | Roberta Flack                 | Roberta Flack                 | Roberta Flack                 | Roberta Flack                 | Roberta Flack                 | Roberta Flack                 | Roberta Flack                 | Roberta Flack                 | Roberta Flack                 | Roberta Flack                 | Roberta Flack                 | Roberta Flack                 | Roberta Flack                 | Roberta Flack                 | Roberta Flack                 | Roberta Flack                 | Roberta Flack                 | Roberta Flack                 | Roberta Flack                 | Roberta Flack                 | Roberta Flack                 | Roberta Flack                 | Roberta Flack                 | Roberta Flack                 | Roberta Flack                 | Roberta Flack                 | Roberta Flack                 | Roberta Flack                 | Roberta Flack                 | Roberta Flack                 | Roberta Flack                 | Roberta Flack                 | Roberta Flack                 | Roberta Flack                 | Roberta Flack                 | Roberta Flack                 | Roberta Flack                 | Roberta Flack                 | Roberta Flack                 | Roberta Flack                 | Roberta Flack                 | Roberta Flack                 | Roberta Flack                 | Roberta Flack                 | Roberta Flack                 | Roberta Flack                 | Roberta Flack                 | Roberta Flack                 | Roberta Flack                 | Roberta Flack                 | Roberta Flack                 | Roberta Flack                 | Roberta Flack                 | Roberta Flack                 | Roberta Flack                 | Roberta Flack                 | Roberta Flack                 | Roberta Flack                 | Roberta Flack                 | Roberta Flack                 | Roberta Flack                 | Roberta Flack                 |
| 04        | 04        | 04        | 04        | 04        | 04        | 04        | 04        | 04        | 04        | 04        | 04        | 04        | 04        | 04        | 04        | 04        | 04        | 04        | 04        | 04        | 04        | 04        | 04        | 04        | 04        | 04        | 04        | 04        | 04        | 04        | 04        | 04        | 04        | 04        | 04        | 04        | 04        | 04        | 04        | 04        | 04        | 04        | 04        | 04        | 04        | 04        | 04        | 04        | 04        | 04        | 04        | 04        | 04        | 04        | 04        | 04        | 04        | 04        | 04        | 04        | 04        | 04        | 04        | 04        | 04        | 04        | 04        | 04        | 04        | 04        | 04        | 04        | 04        | 04        | 04        | 04        | 04        | 04        | 04        | 04        | 04        | 04        | 04        | 04        | 04        | 04        | 04        | 04        | 04        | Es por ti (a dúo con Yahir)              | Es por ti (a dúo con Yahir)              | Es por ti (a dúo con Yahir)              | Es por ti (a dúo con Yahir)              | Es por ti (a dúo con Yahir)              | Es por ti (a dúo con Yahir)              | Es por ti (a dúo con Yahir)              | Es por ti (a dúo con Yahir)              | Es por ti (a dúo con Yahir)              | Es por ti (a dúo con Yahir)              | Es por ti (a dúo con Yahir)              | Es por ti (a dúo con Yahir)              | Es por ti (a dúo con Yahir)              | Es por ti (a dúo con Yahir)              | Es por ti (a dúo con Yahir)              | Es por ti (a dúo con Yahir)              | Es por ti (a dúo con Yahir)              | Es por ti (a dúo con Yahir)              | Es por ti (a dúo con Yahir)              | Es por ti (a dúo con Yahir)              | Es por ti (a dúo con Yahir)              | Es por ti (a dúo con Yahir)              | Es por ti (a dúo con Yahir)              | Es por ti (a dúo con Yahir)              | Es por ti (a dúo con Yahir)              | Es por ti (a dúo con Yahir)              | Es por ti (a dúo con Yahir)              | Es por ti (a dúo con Yahir)              | Es por ti (a dúo con Yahir)              | Es por ti (a dúo con Yahir)              | Es por ti (a dúo con Yahir)              | Es por ti (a dúo con Yahir)              | Es por ti (a dúo con Yahir)              | Es por ti (a dúo con Yahir)              | Es por ti (a dúo con Yahir)              | Es por ti (a dúo con Yahir)              | Es por ti (a dúo con Yahir)              | Es por ti (a dúo con Yahir)              | Es por ti (a dúo con Yahir)              | Es por ti (a dúo con Yahir)              | Es por ti (a dúo con Yahir)              | Es por ti (a dúo con Yahir)              | Es por ti (a dúo con Yahir)              | Es por ti (a dúo con Yahir)              | Es por ti (a dúo con Yahir)              | Es por ti (a dúo con Yahir)              | Es por ti (a dúo con Yahir)              | Es por ti (a dúo con Yahir)              | Es por ti (a dúo con Yahir)              | Es por ti (a dúo con Yahir)              | Es por ti (a dúo con Yahir)              | Es por ti (a dúo con Yahir)              | Es por ti (a dúo con Yahir)              | Es por ti (a dúo con Yahir)              | Es por ti (a dúo con Yahir)              | Es por ti (a dúo con Yahir)              | Es por ti (a dúo con Yahir)              | Es por ti (a dúo con Yahir)              | Es por ti (a dúo con Yahir)              | Es por ti (a dúo con Yahir)              | Es por ti (a dúo con Yahir)              | Es por ti (a dúo con Yahir)              | Es por ti (a dúo con Yahir)              | Es por ti (a dúo con Yahir)              | Es por ti (a dúo con Yahir)              | Es por ti (a dúo con Yahir)              | Es por ti (a dúo con Yahir)              | Es por ti (a dúo con Yahir)              | Es por ti (a dúo con Yahir)              | Es por ti (a dúo con Yahir)              | Es por ti (a dúo con Yahir)              | Es por ti (a dúo con Yahir)              | Es por ti (a dúo con Yahir)              | Es por ti (a dúo con Yahir)              | Es por ti (a dúo con Yahir)              | Es por ti (a dúo con Yahir)              | Es por ti (a dúo con Yahir)              | Es por ti (a dúo con Yahir)              | Es por ti (a dúo con Yahir)              | Es por ti (a dúo con Yahir)              | Es por ti (a dúo con Yahir)              | Es por ti (a dúo con Yahir)              | Es por ti (a dúo con Yahir)              | Es por ti (a dúo con Yahir)              | Es por ti (a dúo con Yahir)              | Es por ti (a dúo con Yahir)              | Es por ti (a dúo con Yahir)              | Es por ti (a dúo con Yahir)              | Es por ti (a dúo con Yahir)              | Es por ti (a dúo con Yahir)              | Es por ti (a dúo con Yahir)              | Es por ti (a dúo con Yahir)              | Es por ti (a dúo con Yahir)              | Es por ti (a dúo con Yahir)              | Es por ti (a dúo con Yahir)              | Es por ti (a dúo con Yahir)              | Es por ti (a dúo con Yahir)              | Es por ti (a dúo con Yahir)              | Es por ti (a dúo con Yahir)              | Es por ti (a dúo con Yahir)              | Cómplices                     | Cómplices                     | Cómplices                     | Cómplices                     | Cómplices                     | Cómplices                     | Cómplices                     | Cómplices                     | Cómplices                     | Cómplices                     | Cómplices                     | Cómplices                     | Cómplices                     | Cómplices                     | Cómplices                     | Cómplices                     | Cómplices                     | Cómplices                     | Cómplices                     | Cómplices                     | Cómplices                     | Cómplices                     | Cómplices                     | Cómplices                     | Cómplices                     | Cómplices                     | Cómplices                     | Cómplices                     | Cómplices                     | Cómplices                     | Cómplices                     | Cómplices                     | Cómplices                     | Cómplices                     | Cómplices                     | Cómplices                     | Cómplices                     | Cómplices                     | Cómplices                     | Cómplices                     | Cómplices                     | Cómplices                     | Cómplices                     | Cómplices                     | Cómplices                     | Cómplices                     | Cómplices                     | Cómplices                     | Cómplices                     | Cómplices                     | Cómplices                     | Cómplices                     | Cómplices                     | Cómplices                     | Cómplices                     | Cómplices                     | Cómplices                     | Cómplices                     | Cómplices                     | Cómplices                     | Cómplices                     | Cómplices                     | Cómplices                     | Cómplices                     | Cómplices                     | Cómplices                     | Cómplices                     | Cómplices                     | Cómplices                     | Cómplices                     | Cómplices                     | Cómplices                     | Cómplices                     | Cómplices                     | Cómplices                     | Cómplices                     | Cómplices                     | Cómplices                     | Cómplices                     | Cómplices                     | Cómplices                     | Cómplices                     | Cómplices                     | Cómplices                     | Cómplices                     | Cómplices                     | Cómplices                     | Cómplices                     | Cómplices                     | Cómplices                     | Cómplices                     | Cómplices                     | Cómplices                     | Cómplices                     | Cómplices                     | Cómplices                     | Cómplices                     | Cómplices                     | Cómplices                     | Cómplices                     | Cómplices                     | Cómplices                     | Cómplices                     | Cómplices                     | Cómplices                     | Cómplices                     | Cómplices                     | Cómplices                     | Cómplices                     | Cómplices                     | Cómplices                     | Cómplices                     | Cómplices                     | Cómplices                     | Cómplices                     | Cómplices                     | Cómplices                     | Cómplices                     | Cómplices                     | Cómplices                     | Cómplices                     | Cómplices                     | Cómplices                     | Cómplices                     | Cómplices                     | Cómplices                     | Cómplices                     | Cómplices                     | Cómplices                     | Cómplices                     |
| 05        | 05        | 05        | 05        | 05        | 05        | 05        | 05        | 05        | 05        | 05        | 05        | 05        | 05        | 05        | 05        | 05        | 05        | 05        | 05        | 05        | 05        | 05        | 05        | 05        | 05        | 05        | 05        | 05        | 05        | 05        | 05        | 05        | 05        | 05        | 05        | 05        | 05        | 05        | 05        | 05        | 05        | 05        | 05        | 05        | 05        | 05        | 05        | 05        | 05        | 05        | 05        | 05        | 05        | 05        | 05        | 05        | 05        | 05        | 05        | 05        | 05        | 05        | 05        | 05        | 05        | 05        | 05        | 05        | 05        | 05        | 05        | 05        | 05        | 05        | 05        | 05        | 05        | 05        | 05        | 05        | 05        | 05        | 05        | 05        | 05        | 05        | 05        | 05        | 05        | Cucurrucucú paloma                       | Cucurrucucú paloma                       | Cucurrucucú paloma                       | Cucurrucucú paloma                       | Cucurrucucú paloma                       | Cucurrucucú paloma                       | Cucurrucucú paloma                       | Cucurrucucú paloma                       | Cucurrucucú paloma                       | Cucurrucucú paloma                       | Cucurrucucú paloma                       | Cucurrucucú paloma                       | Cucurrucucú paloma                       | Cucurrucucú paloma                       | Cucurrucucú paloma                       | Cucurrucucú paloma                       | Cucurrucucú paloma                       | Cucurrucucú paloma                       | Cucurrucucú paloma                       | Cucurrucucú paloma                       | Cucurrucucú paloma                       | Cucurrucucú paloma                       | Cucurrucucú paloma                       | Cucurrucucú paloma                       | Cucurrucucú paloma                       | Cucurrucucú paloma                       | Cucurrucucú paloma                       | Cucurrucucú paloma                       | Cucurrucucú paloma                       | Cucurrucucú paloma                       | Cucurrucucú paloma                       | Cucurrucucú paloma                       | Cucurrucucú paloma                       | Cucurrucucú paloma                       | Cucurrucucú paloma                       | Cucurrucucú paloma                       | Cucurrucucú paloma                       | Cucurrucucú paloma                       | Cucurrucucú paloma                       | Cucurrucucú paloma                       | Cucurrucucú paloma                       | Cucurrucucú paloma                       | Cucurrucucú paloma                       | Cucurrucucú paloma                       | Cucurrucucú paloma                       | Cucurrucucú paloma                       | Cucurrucucú paloma                       | Cucurrucucú paloma                       | Cucurrucucú paloma                       | Cucurrucucú paloma                       | Cucurrucucú paloma                       | Cucurrucucú paloma                       | Cucurrucucú paloma                       | Cucurrucucú paloma                       | Cucurrucucú paloma                       | Cucurrucucú paloma                       | Cucurrucucú paloma                       | Cucurrucucú paloma                       | Cucurrucucú paloma                       | Cucurrucucú paloma                       | Cucurrucucú paloma                       | Cucurrucucú paloma                       | Cucurrucucú paloma                       | Cucurrucucú paloma                       | Cucurrucucú paloma                       | Cucurrucucú paloma                       | Cucurrucucú paloma                       | Cucurrucucú paloma                       | Cucurrucucú paloma                       | Cucurrucucú paloma                       | Cucurrucucú paloma                       | Cucurrucucú paloma                       | Cucurrucucú paloma                       | Cucurrucucú paloma                       | Cucurrucucú paloma                       | Cucurrucucú paloma                       | Cucurrucucú paloma                       | Cucurrucucú paloma                       | Cucurrucucú paloma                       | Cucurrucucú paloma                       | Cucurrucucú paloma                       | Cucurrucucú paloma                       | Cucurrucucú paloma                       | Cucurrucucú paloma                       | Cucurrucucú paloma                       | Cucurrucucú paloma                       | Cucurrucucú paloma                       | Cucurrucucú paloma                       | Cucurrucucú paloma                       | Cucurrucucú paloma                       | Cucurrucucú paloma                       | Cucurrucucú paloma                       | Cucurrucucú paloma                       | Cucurrucucú paloma                       | Cucurrucucú paloma                       | Cucurrucucú paloma                       | Cucurrucucú paloma                       | Cucurrucucú paloma                       | Cucurrucucú paloma                       | Cucurrucucú paloma                       | Lola Beltrán                  | Lola Beltrán                  | Lola Beltrán                  | Lola Beltrán                  | Lola Beltrán                  | Lola Beltrán                  | Lola Beltrán                  | Lola Beltrán                  | Lola Beltrán                  | Lola Beltrán                  | Lola Beltrán                  | Lola Beltrán                  | Lola Beltrán                  | Lola Beltrán                  | Lola Beltrán                  | Lola Beltrán                  | Lola Beltrán                  | Lola Beltrán                  | Lola Beltrán                  | Lola Beltrán                  | Lola Beltrán                  | Lola Beltrán                  | Lola Beltrán                  | Lola Beltrán                  | Lola Beltrán                  | Lola Beltrán                  | Lola Beltrán                  | Lola Beltrán                  | Lola Beltrán                  | Lola Beltrán                  | Lola Beltrán                  | Lola Beltrán                  | Lola Beltrán                  | Lola Beltrán                  | Lola Beltrán                  | Lola Beltrán                  | Lola Beltrán                  | Lola Beltrán                  | Lola Beltrán                  | Lola Beltrán                  | Lola Beltrán                  | Lola Beltrán                  | Lola Beltrán                  | Lola Beltrán                  | Lola Beltrán                  | Lola Beltrán                  | Lola Beltrán                  | Lola Beltrán                  | Lola Beltrán                  | Lola Beltrán                  | Lola Beltrán                  | Lola Beltrán                  | Lola Beltrán                  | Lola Beltrán                  | Lola Beltrán                  | Lola Beltrán                  | Lola Beltrán                  | Lola Beltrán                  | Lola Beltrán                  | Lola Beltrán                  | Lola Beltrán                  | Lola Beltrán                  | Lola Beltrán                  | Lola Beltrán                  | Lola Beltrán                  | Lola Beltrán                  | Lola Beltrán                  | Lola Beltrán                  | Lola Beltrán                  | Lola Beltrán                  | Lola Beltrán                  | Lola Beltrán                  | Lola Beltrán                  | Lola Beltrán                  | Lola Beltrán                  | Lola Beltrán                  | Lola Beltrán                  | Lola Beltrán                  | Lola Beltrán                  | Lola Beltrán                  | Lola Beltrán                  | Lola Beltrán                  | Lola Beltrán                  | Lola Beltrán                  | Lola Beltrán                  | Lola Beltrán                  | Lola Beltrán                  | Lola Beltrán                  | Lola Beltrán                  | Lola Beltrán                  | Lola Beltrán                  | Lola Beltrán                  | Lola Beltrán                  | Lola Beltrán                  | Lola Beltrán                  | Lola Beltrán                  | Lola Beltrán                  | Lola Beltrán                  | Lola Beltrán                  | Lola Beltrán                  | Lola Beltrán                  | Lola Beltrán                  | Lola Beltrán                  | Lola Beltrán                  | Lola Beltrán                  | Lola Beltrán                  | Lola Beltrán                  | Lola Beltrán                  | Lola Beltrán                  | Lola Beltrán                  | Lola Beltrán                  | Lola Beltrán                  | Lola Beltrán                  | Lola Beltrán                  | Lola Beltrán                  | Lola Beltrán                  | Lola Beltrán                  | Lola Beltrán                  | Lola Beltrán                  | Lola Beltrán                  | Lola Beltrán                  | Lola Beltrán                  | Lola Beltrán                  | Lola Beltrán                  | Lola Beltrán                  | Lola Beltrán                  | Lola Beltrán                  | Lola Beltrán                  | Lola Beltrán                  | Lola Beltrán                  |
| 06        | 06        | 06        | 06        | 06        | 06        | 06        | 06        | 06        | 06        | 06        | 06        | 06        | 06        | 06        | 06        | 06        | 06        | 06        | 06        | 06        | 06        | 06        | 06        | 06        | 06        | 06        | 06        | 06        | 06        | 06        | 06        | 06        | 06        | 06        | 06        | 06        | 06        | 06        | 06        | 06        | 06        | 06        | 06        | 06        | 06        | 06        | 06        | 06        | 06        | 06        | 06        | 06        | 06        | 06        | 06        | 06        | 06        | 06        | 06        | 06        | 06        | 06        | 06        | 06        | 06        | 06        | 06        | 06        | 06        | 06        | 06        | 06        | 06        | 06        | 06        | 06        | 06        | 06        | 06        | 06        | 06        | 06        | 06        | 06        | 06        | 06        | 06        | 06        | 06        | La gota fría                             | La gota fría                             | La gota fría                             | La gota fría                             | La gota fría                             | La gota fría                             | La gota fría                             | La gota fría                             | La gota fría                             | La gota fría                             | La gota fría                             | La gota fría                             | La gota fría                             | La gota fría                             | La gota fría                             | La gota fría                             | La gota fría                             | La gota fría                             | La gota fría                             | La gota fría                             | La gota fría                             | La gota fría                             | La gota fría                             | La gota fría                             | La gota fría                             | La gota fría                             | La gota fría                             | La gota fría                             | La gota fría                             | La gota fría                             | La gota fría                             | La gota fría                             | La gota fría                             | La gota fría                             | La gota fría                             | La gota fría                             | La gota fría                             | La gota fría                             | La gota fría                             | La gota fría                             | La gota fría                             | La gota fría                             | La gota fría                             | La gota fría                             | La gota fría                             | La gota fría                             | La gota fría                             | La gota fría                             | La gota fría                             | La gota fría                             | La gota fría                             | La gota fría                             | La gota fría                             | La gota fría                             | La gota fría                             | La gota fría                             | La gota fría                             | La gota fría                             | La gota fría                             | La gota fría                             | La gota fría                             | La gota fría                             | La gota fría                             | La gota fría                             | La gota fría                             | La gota fría                             | La gota fría                             | La gota fría                             | La gota fría                             | La gota fría                             | La gota fría                             | La gota fría                             | La gota fría                             | La gota fría                             | La gota fría                             | La gota fría                             | La gota fría                             | La gota fría                             | La gota fría                             | La gota fría                             | La gota fría                             | La gota fría                             | La gota fría                             | La gota fría                             | La gota fría                             | La gota fría                             | La gota fría                             | La gota fría                             | La gota fría                             | La gota fría                             | La gota fría                             | La gota fría                             | La gota fría                             | La gota fría                             | La gota fría                             | La gota fría                             | La gota fría                             | La gota fría                             | La gota fría                             | La gota fría                             | Carlos Vives                  | Carlos Vives                  | Carlos Vives                  | Carlos Vives                  | Carlos Vives                  | Carlos Vives                  | Carlos Vives                  | Carlos Vives                  | Carlos Vives                  | Carlos Vives                  | Carlos Vives                  | Carlos Vives                  | Carlos Vives                  | Carlos Vives                  | Carlos Vives                  | Carlos Vives                  | Carlos Vives                  | Carlos Vives                  | Carlos Vives                  | Carlos Vives                  | Carlos Vives                  | Carlos Vives                  | Carlos Vives                  | Carlos Vives                  | Carlos Vives                  | Carlos Vives                  | Carlos Vives                  | Carlos Vives                  | Carlos Vives                  | Carlos Vives                  | Carlos Vives                  | Carlos Vives                  | Carlos Vives                  | Carlos Vives                  | Carlos Vives                  | Carlos Vives                  | Carlos Vives                  | Carlos Vives                  | Carlos Vives                  | Carlos Vives                  | Carlos Vives                  | Carlos Vives                  | Carlos Vives                  | Carlos Vives                  | Carlos Vives                  | Carlos Vives                  | Carlos Vives                  | Carlos Vives                  | Carlos Vives                  | Carlos Vives                  | Carlos Vives                  | Carlos Vives                  | Carlos Vives                  | Carlos Vives                  | Carlos Vives                  | Carlos Vives                  | Carlos Vives                  | Carlos Vives                  | Carlos Vives                  | Carlos Vives                  | Carlos Vives                  | Carlos Vives                  | Carlos Vives                  | Carlos Vives                  | Carlos Vives                  | Carlos Vives                  | Carlos Vives                  | Carlos Vives                  | Carlos Vives                  | Carlos Vives                  | Carlos Vives                  | Carlos Vives                  | Carlos Vives                  | Carlos Vives                  | Carlos Vives                  | Carlos Vives                  | Carlos Vives                  | Carlos Vives                  | Carlos Vives                  | Carlos Vives                  | Carlos Vives                  | Carlos Vives                  | Carlos Vives                  | Carlos Vives                  | Carlos Vives                  | Carlos Vives                  | Carlos Vives                  | Carlos Vives                  | Carlos Vives                  | Carlos Vives                  | Carlos Vives                  | Carlos Vives                  | Carlos Vives                  | Carlos Vives                  | Carlos Vives                  | Carlos Vives                  | Carlos Vives                  | Carlos Vives                  | Carlos Vives                  | Carlos Vives                  | Carlos Vives                  | Carlos Vives                  | Carlos Vives                  | Carlos Vives                  | Carlos Vives                  | Carlos Vives                  | Carlos Vives                  | Carlos Vives                  | Carlos Vives                  | Carlos Vives                  | Carlos Vives                  | Carlos Vives                  | Carlos Vives                  | Carlos Vives                  | Carlos Vives                  | Carlos Vives                  | Carlos Vives                  | Carlos Vives                  | Carlos Vives                  | Carlos Vives                  | Carlos Vives                  | Carlos Vives                  | Carlos Vives                  | Carlos Vives                  | Carlos Vives                  | Carlos Vives                  | Carlos Vives                  | Carlos Vives                  | Carlos Vives                  | Carlos Vives                  |
| 07        | 07        | 07        | 07        | 07        | 07        | 07        | 07        | 07        | 07        | 07        | 07        | 07        | 07        | 07        | 07        | 07        | 07        | 07        | 07        | 07        | 07        | 07        | 07        | 07        | 07        | 07        | 07        | 07        | 07        | 07        | 07        | 07        | 07        | 07        | 07        | 07        | 07        | 07        | 07        | 07        | 07        | 07        | 07        | 07        | 07        | 07        | 07        | 07        | 07        | 07        | 07        | 07        | 07        | 07        | 07        | 07        | 07        | 07        | 07        | 07        | 07        | 07        | 07        | 07        | 07        | 07        | 07        | 07        | 07        | 07        | 07        | 07        | 07        | 07        | 07        | 07        | 07        | 07        | 07        | 07        | 07        | 07        | 07        | 07        | 07        | 07        | 07        | 07        | 07        | Costumbres                               | Costumbres                               | Costumbres                               | Costumbres                               | Costumbres                               | Costumbres                               | Costumbres                               | Costumbres                               | Costumbres                               | Costumbres                               | Costumbres                               | Costumbres                               | Costumbres                               | Costumbres                               | Costumbres                               | Costumbres                               | Costumbres                               | Costumbres                               | Costumbres                               | Costumbres                               | Costumbres                               | Costumbres                               | Costumbres                               | Costumbres                               | Costumbres                               | Costumbres                               | Costumbres                               | Costumbres                               | Costumbres                               | Costumbres                               | Costumbres                               | Costumbres                               | Costumbres                               | Costumbres                               | Costumbres                               | Costumbres                               | Costumbres                               | Costumbres                               | Costumbres                               | Costumbres                               | Costumbres                               | Costumbres                               | Costumbres                               | Costumbres                               | Costumbres                               | Costumbres                               | Costumbres                               | Costumbres                               | Costumbres                               | Costumbres                               | Costumbres                               | Costumbres                               | Costumbres                               | Costumbres                               | Costumbres                               | Costumbres                               | Costumbres                               | Costumbres                               | Costumbres                               | Costumbres                               | Costumbres                               | Costumbres                               | Costumbres                               | Costumbres                               | Costumbres                               | Costumbres                               | Costumbres                               | Costumbres                               | Costumbres                               | Costumbres                               | Costumbres                               | Costumbres                               | Costumbres                               | Costumbres                               | Costumbres                               | Costumbres                               | Costumbres                               | Costumbres                               | Costumbres                               | Costumbres                               | Costumbres                               | Costumbres                               | Costumbres                               | Costumbres                               | Costumbres                               | Costumbres                               | Costumbres                               | Costumbres                               | Costumbres                               | Costumbres                               | Costumbres                               | Costumbres                               | Costumbres                               | Costumbres                               | Costumbres                               | Costumbres                               | Costumbres                               | Costumbres                               | Costumbres                               | Costumbres                               | Rocío Dúrcal                  | Rocío Dúrcal                  | Rocío Dúrcal                  | Rocío Dúrcal                  | Rocío Dúrcal                  | Rocío Dúrcal                  | Rocío Dúrcal                  | Rocío Dúrcal                  | Rocío Dúrcal                  | Rocío Dúrcal                  | Rocío Dúrcal                  | Rocío Dúrcal                  | Rocío Dúrcal                  | Rocío Dúrcal                  | Rocío Dúrcal                  | Rocío Dúrcal                  | Rocío Dúrcal                  | Rocío Dúrcal                  | Rocío Dúrcal                  | Rocío Dúrcal                  | Rocío Dúrcal                  | Rocío Dúrcal                  | Rocío Dúrcal                  | Rocío Dúrcal                  | Rocío Dúrcal                  | Rocío Dúrcal                  | Rocío Dúrcal                  | Rocío Dúrcal                  | Rocío Dúrcal                  | Rocío Dúrcal                  | Rocío Dúrcal                  | Rocío Dúrcal                  | Rocío Dúrcal                  | Rocío Dúrcal                  | Rocío Dúrcal                  | Rocío Dúrcal                  | Rocío Dúrcal                  | Rocío Dúrcal                  | Rocío Dúrcal                  | Rocío Dúrcal                  | Rocío Dúrcal                  | Rocío Dúrcal                  | Rocío Dúrcal                  | Rocío Dúrcal                  | Rocío Dúrcal                  | Rocío Dúrcal                  | Rocío Dúrcal                  | Rocío Dúrcal                  | Rocío Dúrcal                  | Rocío Dúrcal                  | Rocío Dúrcal                  | Rocío Dúrcal                  | Rocío Dúrcal                  | Rocío Dúrcal                  | Rocío Dúrcal                  | Rocío Dúrcal                  | Rocío Dúrcal                  | Rocío Dúrcal                  | Rocío Dúrcal                  | Rocío Dúrcal                  | Rocío Dúrcal                  | Rocío Dúrcal                  | Rocío Dúrcal                  | Rocío Dúrcal                  | Rocío Dúrcal                  | Rocío Dúrcal                  | Rocío Dúrcal                  | Rocío Dúrcal                  | Rocío Dúrcal                  | Rocío Dúrcal                  | Rocío Dúrcal                  | Rocío Dúrcal                  | Rocío Dúrcal                  | Rocío Dúrcal                  | Rocío Dúrcal                  | Rocío Dúrcal                  | Rocío Dúrcal                  | Rocío Dúrcal                  | Rocío Dúrcal                  | Rocío Dúrcal                  | Rocío Dúrcal                  | Rocío Dúrcal                  | Rocío Dúrcal                  | Rocío Dúrcal                  | Rocío Dúrcal                  | Rocío Dúrcal                  | Rocío Dúrcal                  | Rocío Dúrcal                  | Rocío Dúrcal                  | Rocío Dúrcal                  | Rocío Dúrcal                  | Rocío Dúrcal                  | Rocío Dúrcal                  | Rocío Dúrcal                  | Rocío Dúrcal                  | Rocío Dúrcal                  | Rocío Dúrcal                  | Rocío Dúrcal                  | Rocío Dúrcal                  | Rocío Dúrcal                  | Rocío Dúrcal                  | Rocío Dúrcal                  | Rocío Dúrcal                  | Rocío Dúrcal                  | Rocío Dúrcal                  | Rocío Dúrcal                  | Rocío Dúrcal                  | Rocío Dúrcal                  | Rocío Dúrcal                  | Rocío Dúrcal                  | Rocío Dúrcal                  | Rocío Dúrcal                  | Rocío Dúrcal                  | Rocío Dúrcal                  | Rocío Dúrcal                  | Rocío Dúrcal                  | Rocío Dúrcal                  | Rocío Dúrcal                  | Rocío Dúrcal                  | Rocío Dúrcal                  | Rocío Dúrcal                  | Rocío Dúrcal                  | Rocío Dúrcal                  | Rocío Dúrcal                  | Rocío Dúrcal                  | Rocío Dúrcal                  | Rocío Dúrcal                  | Rocío Dúrcal                  | Rocío Dúrcal                  | Rocío Dúrcal                  |
| 08        | 08        | 08        | 08        | 08        | 08        | 08        | 08        | 08        | 08        | 08        | 08        | 08        | 08        | 08        | 08        | 08        | 08        | 08        | 08        | 08        | 08        | 08        | 08        | 08        | 08        | 08        | 08        | 08        | 08        | 08        | 08        | 08        | 08        | 08        | 08        | 08        | 08        | 08        | 08        | 08        | 08        | 08        | 08        | 08        | 08        | 08        | 08        | 08        | 08        | 08        | 08        | 08        | 08        | 08        | 08        | 08        | 08        | 08        | 08        | 08        | 08        | 08        | 08        | 08        | 08        | 08        | 08        | 08        | 08        | 08        | 08        | 08        | 08        | 08        | 08        | 08        | 08        | 08        | 08        | 08        | 08        | 08        | 08        | 08        | 08        | 08        | 08        | 08        | 08        | Entre el mar y una estrella              | Entre el mar y una estrella              | Entre el mar y una estrella              | Entre el mar y una estrella              | Entre el mar y una estrella              | Entre el mar y una estrella              | Entre el mar y una estrella              | Entre el mar y una estrella              | Entre el mar y una estrella              | Entre el mar y una estrella              | Entre el mar y una estrella              | Entre el mar y una estrella              | Entre el mar y una estrella              | Entre el mar y una estrella              | Entre el mar y una estrella              | Entre el mar y una estrella              | Entre el mar y una estrella              | Entre el mar y una estrella              | Entre el mar y una estrella              | Entre el mar y una estrella              | Entre el mar y una estrella              | Entre el mar y una estrella              | Entre el mar y una estrella              | Entre el mar y una estrella              | Entre el mar y una estrella              | Entre el mar y una estrella              | Entre el mar y una estrella              | Entre el mar y una estrella              | Entre el mar y una estrella              | Entre el mar y una estrella              | Entre el mar y una estrella              | Entre el mar y una estrella              | Entre el mar y una estrella              | Entre el mar y una estrella              | Entre el mar y una estrella              | Entre el mar y una estrella              | Entre el mar y una estrella              | Entre el mar y una estrella              | Entre el mar y una estrella              | Entre el mar y una estrella              | Entre el mar y una estrella              | Entre el mar y una estrella              | Entre el mar y una estrella              | Entre el mar y una estrella              | Entre el mar y una estrella              | Entre el mar y una estrella              | Entre el mar y una estrella              | Entre el mar y una estrella              | Entre el mar y una estrella              | Entre el mar y una estrella              | Entre el mar y una estrella              | Entre el mar y una estrella              | Entre el mar y una estrella              | Entre el mar y una estrella              | Entre el mar y una estrella              | Entre el mar y una estrella              | Entre el mar y una estrella              | Entre el mar y una estrella              | Entre el mar y una estrella              | Entre el mar y una estrella              | Entre el mar y una estrella              | Entre el mar y una estrella              | Entre el mar y una estrella              | Entre el mar y una estrella              | Entre el mar y una estrella              | Entre el mar y una estrella              | Entre el mar y una estrella              | Entre el mar y una estrella              | Entre el mar y una estrella              | Entre el mar y una estrella              | Entre el mar y una estrella              | Entre el mar y una estrella              | Entre el mar y una estrella              | Entre el mar y una estrella              | Entre el mar y una estrella              | Entre el mar y una estrella              | Entre el mar y una estrella              | Entre el mar y una estrella              | Entre el mar y una estrella              | Entre el mar y una estrella              | Entre el mar y una estrella              | Entre el mar y una estrella              | Entre el mar y una estrella              | Entre el mar y una estrella              | Entre el mar y una estrella              | Entre el mar y una estrella              | Entre el mar y una estrella              | Entre el mar y una estrella              | Entre el mar y una estrella              | Entre el mar y una estrella              | Entre el mar y una estrella              | Entre el mar y una estrella              | Entre el mar y una estrella              | Entre el mar y una estrella              | Entre el mar y una estrella              | Entre el mar y una estrella              | Entre el mar y una estrella              | Entre el mar y una estrella              | Entre el mar y una estrella              | Entre el mar y una estrella              | Thalía                        | Thalía                        | Thalía                        | Thalía                        | Thalía                        | Thalía                        | Thalía                        | Thalía                        | Thalía                        | Thalía                        | Thalía                        | Thalía                        | Thalía                        | Thalía                        | Thalía                        | Thalía                        | Thalía                        | Thalía                        | Thalía                        | Thalía                        | Thalía                        | Thalía                        | Thalía                        | Thalía                        | Thalía                        | Thalía                        | Thalía                        | Thalía                        | Thalía                        | Thalía                        | Thalía                        | Thalía                        | Thalía                        | Thalía                        | Thalía                        | Thalía                        | Thalía                        | Thalía                        | Thalía                        | Thalía                        | Thalía                        | Thalía                        | Thalía                        | Thalía                        | Thalía                        | Thalía                        | Thalía                        | Thalía                        | Thalía                        | Thalía                        | Thalía                        | Thalía                        | Thalía                        | Thalía                        | Thalía                        | Thalía                        | Thalía                        | Thalía                        | Thalía                        | Thalía                        | Thalía                        | Thalía                        | Thalía                        | Thalía                        | Thalía                        | Thalía                        | Thalía                        | Thalía                        | Thalía                        | Thalía                        | Thalía                        | Thalía                        | Thalía                        | Thalía                        | Thalía                        | Thalía                        | Thalía                        | Thalía                        | Thalía                        | Thalía                        | Thalía                        | Thalía                        | Thalía                        | Thalía                        | Thalía                        | Thalía                        | Thalía                        | Thalía                        | Thalía                        | Thalía                        | Thalía                        | Thalía                        | Thalía                        | Thalía                        | Thalía                        | Thalía                        | Thalía                        | Thalía                        | Thalía                        | Thalía                        | Thalía                        | Thalía                        | Thalía                        | Thalía                        | Thalía                        | Thalía                        | Thalía                        | Thalía                        | Thalía                        | Thalía                        | Thalía                        | Thalía                        | Thalía                        | Thalía                        | Thalía                        | Thalía                        | Thalía                        | Thalía                        | Thalía                        | Thalía                        | Thalía                        | Thalía                        | Thalía                        | Thalía                        | Thalía                        | Thalía                        | Thalía                        | Thalía                        | Thalía                        | Thalía                        |
| 09        | 09        | 09        | 09        | 09        | 09        | 09        | 09        | 09        | 09        | 09        | 09        | 09        | 09        | 09        | 09        | 09        | 09        | 09        | 09        | 09        | 09        | 09        | 09        | 09        | 09        | 09        | 09        | 09        | 09        | 09        | 09        | 09        | 09        | 09        | 09        | 09        | 09        | 09        | 09        | 09        | 09        | 09        | 09        | 09        | 09        | 09        | 09        | 09        | 09        | 09        | 09        | 09        | 09        | 09        | 09        | 09        | 09        | 09        | 09        | 09        | 09        | 09        | 09        | 09        | 09        | 09        | 09        | 09        | 09        | 09        | 09        | 09        | 09        | 09        | 09        | 09        | 09        | 09        | 09        | 09        | 09        | 09        | 09        | 09        | 09        | 09        | 09        | 09        | 09        | NO PARTICIPA                             | NO PARTICIPA                             | NO PARTICIPA                             | NO PARTICIPA                             | NO PARTICIPA                             | NO PARTICIPA                             | NO PARTICIPA                             | NO PARTICIPA                             | NO PARTICIPA                             | NO PARTICIPA                             | NO PARTICIPA                             | NO PARTICIPA                             | NO PARTICIPA                             | NO PARTICIPA                             | NO PARTICIPA                             | NO PARTICIPA                             | NO PARTICIPA                             | NO PARTICIPA                             | NO PARTICIPA                             | NO PARTICIPA                             | NO PARTICIPA                             | NO PARTICIPA                             | NO PARTICIPA                             | NO PARTICIPA                             | NO PARTICIPA                             | NO PARTICIPA                             | NO PARTICIPA                             | NO PARTICIPA                             | NO PARTICIPA                             | NO PARTICIPA                             | NO PARTICIPA                             | NO PARTICIPA                             | NO PARTICIPA                             | NO PARTICIPA                             | NO PARTICIPA                             | NO PARTICIPA                             | NO PARTICIPA                             | NO PARTICIPA                             | NO PARTICIPA                             | NO PARTICIPA                             | NO PARTICIPA                             | NO PARTICIPA                             | NO PARTICIPA                             | NO PARTICIPA                             | NO PARTICIPA                             | NO PARTICIPA                             | NO PARTICIPA                             | NO PARTICIPA                             | NO PARTICIPA                             | NO PARTICIPA                             | NO PARTICIPA                             | NO PARTICIPA                             | NO PARTICIPA                             | NO PARTICIPA                             | NO PARTICIPA                             | NO PARTICIPA                             | NO PARTICIPA                             | NO PARTICIPA                             | NO PARTICIPA                             | NO PARTICIPA                             | NO PARTICIPA                             | NO PARTICIPA                             | NO PARTICIPA                             | NO PARTICIPA                             | NO PARTICIPA                             | NO PARTICIPA                             | NO PARTICIPA                             | NO PARTICIPA                             | NO PARTICIPA                             | NO PARTICIPA                             | NO PARTICIPA                             | NO PARTICIPA                             | NO PARTICIPA                             | NO PARTICIPA                             | NO PARTICIPA                             | NO PARTICIPA                             | NO PARTICIPA                             | NO PARTICIPA                             | NO PARTICIPA                             | NO PARTICIPA                             | NO PARTICIPA                             | NO PARTICIPA                             | NO PARTICIPA                             | NO PARTICIPA                             | NO PARTICIPA                             | NO PARTICIPA                             | NO PARTICIPA                             | NO PARTICIPA                             | NO PARTICIPA                             | NO PARTICIPA                             | NO PARTICIPA                             | NO PARTICIPA                             | NO PARTICIPA                             | NO PARTICIPA                             | NO PARTICIPA                             | NO PARTICIPA                             | NO PARTICIPA                             | NO PARTICIPA                             | NO PARTICIPA                             | NO PARTICIPA                             |                               |                               |                               |                               |                               |                               |                               |                               |                               |                               |                               |                               |                               |                               |                               |                               |                               |                               |                               |                               |                               |                               |                               |                               |                               |                               |                               |                               |                               |                               |                               |                               |                               |                               |                               |                               |                               |                               |                               |                               |                               |                               |                               |                               |                               |                               |                               |                               |                               |                               |                               |                               |                               |                               |                               |                               |                               |                               |                               |                               |                               |                               |                               |                               |                               |                               |                               |                               |                               |                               |                               |                               |                               |                               |                               |                               |                               |                               |                               |                               |                               |                               |                               |                               |                               |                               |                               |                               |                               |                               |                               |                               |                               |                               |                               |                               |                               |                               |                               |                               |                               |                               |                               |                               |                               |                               |                               |                               |                               |                               |                               |                               |                               |                               |                               |                               |                               |                               |                               |                               |                               |                               |                               |                               |                               |                               |                               |                               |                               |                               |
| 10        | 10        | 10        | 10        | 10        | 10        | 10        | 10        | 10        | 10        | 10        | 10        | 10        | 10        | 10        | 10        | 10        | 10        | 10        | 10        | 10        | 10        | 10        | 10        | 10        | 10        | 10        | 10        | 10        | 10        | 10        | 10        | 10        | 10        | 10        | 10        | 10        | 10        | 10        | 10        | 10        | 10        | 10        | 10        | 10        | 10        | 10        | 10        | 10        | 10        | 10        | 10        | 10        | 10        | 10        | 10        | 10        | 10        | 10        | 10        | 10        | 10        | 10        | 10        | 10        | 10        | 10        | 10        | 10        | 10        | 10        | 10        | 10        | 10        | 10        | 10        | 10        | 10        | 10        | 10        | 10        | 10        | 10        | 10        | 10        | 10        | 10        | 10        | 10        | 10        | Te aprovechas                            | Te aprovechas                            | Te aprovechas                            | Te aprovechas                            | Te aprovechas                            | Te aprovechas                            | Te aprovechas                            | Te aprovechas                            | Te aprovechas                            | Te aprovechas                            | Te aprovechas                            | Te aprovechas                            | Te aprovechas                            | Te aprovechas                            | Te aprovechas                            | Te aprovechas                            | Te aprovechas                            | Te aprovechas                            | Te aprovechas                            | Te aprovechas                            | Te aprovechas                            | Te aprovechas                            | Te aprovechas                            | Te aprovechas                            | Te aprovechas                            | Te aprovechas                            | Te aprovechas                            | Te aprovechas                            | Te aprovechas                            | Te aprovechas                            | Te aprovechas                            | Te aprovechas                            | Te aprovechas                            | Te aprovechas                            | Te aprovechas                            | Te aprovechas                            | Te aprovechas                            | Te aprovechas                            | Te aprovechas                            | Te aprovechas                            | Te aprovechas                            | Te aprovechas                            | Te aprovechas                            | Te aprovechas                            | Te aprovechas                            | Te aprovechas                            | Te aprovechas                            | Te aprovechas                            | Te aprovechas                            | Te aprovechas                            | Te aprovechas                            | Te aprovechas                            | Te aprovechas                            | Te aprovechas                            | Te aprovechas                            | Te aprovechas                            | Te aprovechas                            | Te aprovechas                            | Te aprovechas                            | Te aprovechas                            | Te aprovechas                            | Te aprovechas                            | Te aprovechas                            | Te aprovechas                            | Te aprovechas                            | Te aprovechas                            | Te aprovechas                            | Te aprovechas                            | Te aprovechas                            | Te aprovechas                            | Te aprovechas                            | Te aprovechas                            | Te aprovechas                            | Te aprovechas                            | Te aprovechas                            | Te aprovechas                            | Te aprovechas                            | Te aprovechas                            | Te aprovechas                            | Te aprovechas                            | Te aprovechas                            | Te aprovechas                            | Te aprovechas                            | Te aprovechas                            | Te aprovechas                            | Te aprovechas                            | Te aprovechas                            | Te aprovechas                            | Te aprovechas                            | Te aprovechas                            | Te aprovechas                            | Te aprovechas                            | Te aprovechas                            | Te aprovechas                            | Te aprovechas                            | Te aprovechas                            | Te aprovechas                            | Te aprovechas                            | Te aprovechas                            | Te aprovechas                            | Límite                        | Límite                        | Límite                        | Límite                        | Límite                        | Límite                        | Límite                        | Límite                        | Límite                        | Límite                        | Límite                        | Límite                        | Límite                        | Límite                        | Límite                        | Límite                        | Límite                        | Límite                        | Límite                        | Límite                        | Límite                        | Límite                        | Límite                        | Límite                        | Límite                        | Límite                        | Límite                        | Límite                        | Límite                        | Límite                        | Límite                        | Límite                        | Límite                        | Límite                        | Límite                        | Límite                        | Límite                        | Límite                        | Límite                        | Límite                        | Límite                        | Límite                        | Límite                        | Límite                        | Límite                        | Límite                        | Límite                        | Límite                        | Límite                        | Límite                        | Límite                        | Límite                        | Límite                        | Límite                        | Límite                        | Límite                        | Límite                        | Límite                        | Límite                        | Límite                        | Límite                        | Límite                        | Límite                        | Límite                        | Límite                        | Límite                        | Límite                        | Límite                        | Límite                        | Límite                        | Límite                        | Límite                        | Límite                        | Límite                        | Límite                        | Límite                        | Límite                        | Límite                        | Límite                        | Límite                        | Límite                        | Límite                        | Límite                        | Límite                        | Límite                        | Límite                        | Límite                        | Límite                        | Límite                        | Límite                        | Límite                        | Límite                        | Límite                        | Límite                        | Límite                        | Límite                        | Límite                        | Límite                        | Límite                        | Límite                        | Límite                        | Límite                        | Límite                        | Límite                        | Límite                        | Límite                        | Límite                        | Límite                        | Límite                        | Límite                        | Límite                        | Límite                        | Límite                        | Límite                        | Límite                        | Límite                        | Límite                        | Límite                        | Límite                        | Límite                        | Límite                        | Límite                        | Límite                        | Límite                        | Límite                        | Límite                        | Límite                        | Límite                        | Límite                        | Límite                        |
| 11        | 11        | 11        | 11        | 11        | 11        | 11        | 11        | 11        | 11        | 11        | 11        | 11        | 11        | 11        | 11        | 11        | 11        | 11        | 11        | 11        | 11        | 11        | 11        | 11        | 11        | 11        | 11        | 11        | 11        | 11        | 11        | 11        | 11        | 11        | 11        | 11        | 11        | 11        | 11        | 11        | 11        | 11        | 11        | 11        | 11        | 11        | 11        | 11        | 11        | 11        | 11        | 11        | 11        | 11        | 11        | 11        | 11        | 11        | 11        | 11        | 11        | 11        | 11        | 11        | 11        | 11        | 11        | 11        | 11        | 11        | 11        | 11        | 11        | 11        | 11        | 11        | 11        | 11        | 11        | 11        | 11        | 11        | 11        | 11        | 11        | 11        | 11        | 11        | 11        | Mexico lindo y querido                   | Mexico lindo y querido                   | Mexico lindo y querido                   | Mexico lindo y querido                   | Mexico lindo y querido                   | Mexico lindo y querido                   | Mexico lindo y querido                   | Mexico lindo y querido                   | Mexico lindo y querido                   | Mexico lindo y querido                   | Mexico lindo y querido                   | Mexico lindo y querido                   | Mexico lindo y querido                   | Mexico lindo y querido                   | Mexico lindo y querido                   | Mexico lindo y querido                   | Mexico lindo y querido                   | Mexico lindo y querido                   | Mexico lindo y querido                   | Mexico lindo y querido                   | Mexico lindo y querido                   | Mexico lindo y querido                   | Mexico lindo y querido                   | Mexico lindo y querido                   | Mexico lindo y querido                   | Mexico lindo y querido                   | Mexico lindo y querido                   | Mexico lindo y querido                   | Mexico lindo y querido                   | Mexico lindo y querido                   | Mexico lindo y querido                   | Mexico lindo y querido                   | Mexico lindo y querido                   | Mexico lindo y querido                   | Mexico lindo y querido                   | Mexico lindo y querido                   | Mexico lindo y querido                   | Mexico lindo y querido                   | Mexico lindo y querido                   | Mexico lindo y querido                   | Mexico lindo y querido                   | Mexico lindo y querido                   | Mexico lindo y querido                   | Mexico lindo y querido                   | Mexico lindo y querido                   | Mexico lindo y querido                   | Mexico lindo y querido                   | Mexico lindo y querido                   | Mexico lindo y querido                   | Mexico lindo y querido                   | Mexico lindo y querido                   | Mexico lindo y querido                   | Mexico lindo y querido                   | Mexico lindo y querido                   | Mexico lindo y querido                   | Mexico lindo y querido                   | Mexico lindo y querido                   | Mexico lindo y querido                   | Mexico lindo y querido                   | Mexico lindo y querido                   | Mexico lindo y querido                   | Mexico lindo y querido                   | Mexico lindo y querido                   | Mexico lindo y querido                   | Mexico lindo y querido                   | Mexico lindo y querido                   | Mexico lindo y querido                   | Mexico lindo y querido                   | Mexico lindo y querido                   | Mexico lindo y querido                   | Mexico lindo y querido                   | Mexico lindo y querido                   | Mexico lindo y querido                   | Mexico lindo y querido                   | Mexico lindo y querido                   | Mexico lindo y querido                   | Mexico lindo y querido                   | Mexico lindo y querido                   | Mexico lindo y querido                   | Mexico lindo y querido                   | Mexico lindo y querido                   | Mexico lindo y querido                   | Mexico lindo y querido                   | Mexico lindo y querido                   | Mexico lindo y querido                   | Mexico lindo y querido                   | Mexico lindo y querido                   | Mexico lindo y querido                   | Mexico lindo y querido                   | Mexico lindo y querido                   | Mexico lindo y querido                   | Mexico lindo y querido                   | Mexico lindo y querido                   | Mexico lindo y querido                   | Mexico lindo y querido                   | Mexico lindo y querido                   | Mexico lindo y querido                   | Mexico lindo y querido                   | Mexico lindo y querido                   | Mexico lindo y querido                   | Varios                        | Varios                        | Varios                        | Varios                        | Varios                        | Varios                        | Varios                        | Varios                        | Varios                        | Varios                        | Varios                        | Varios                        | Varios                        | Varios                        | Varios                        | Varios                        | Varios                        | Varios                        | Varios                        | Varios                        | Varios                        | Varios                        | Varios                        | Varios                        | Varios                        | Varios                        | Varios                        | Varios                        | Varios                        | Varios                        | Varios                        | Varios                        | Varios                        | Varios                        | Varios                        | Varios                        | Varios                        | Varios                        | Varios                        | Varios                        | Varios                        | Varios                        | Varios                        | Varios                        | Varios                        | Varios                        | Varios                        | Varios                        | Varios                        | Varios                        | Varios                        | Varios                        | Varios                        | Varios                        | Varios                        | Varios                        | Varios                        | Varios                        | Varios                        | Varios                        | Varios                        | Varios                        | Varios                        | Varios                        | Varios                        | Varios                        | Varios                        | Varios                        | Varios                        | Varios                        | Varios                        | Varios                        | Varios                        | Varios                        | Varios                        | Varios                        | Varios                        | Varios                        | Varios                        | Varios                        | Varios                        | Varios                        | Varios                        | Varios                        | Varios                        | Varios                        | Varios                        | Varios                        | Varios                        | Varios                        | Varios                        | Varios                        | Varios                        | Varios                        | Varios                        | Varios                        | Varios                        | Varios                        | Varios                        | Varios                        | Varios                        | Varios                        | Varios                        | Varios                        | Varios                        | Varios                        | Varios                        | Varios                        | Varios                        | Varios                        | Varios                        | Varios                        | Varios                        | Varios                        | Varios                        | Varios                        | Varios                        | Varios                        | Varios                        | Varios                        | Varios                        | Varios                        | Varios                        | Varios                        | Varios                        | Varios                        | Varios                        | Varios                        | Varios                        | Varios                        |
| 12        | 12        | 12        | 12        | 12        | 12        | 12        | 12        | 12        | 12        | 12        | 12        | 12        | 12        | 12        | 12        | 12        | 12        | 12        | 12        | 12        | 12        | 12        | 12        | 12        | 12        | 12        | 12        | 12        | 12        | 12        | 12        | 12        | 12        | 12        | 12        | 12        | 12        | 12        | 12        | 12        | 12        | 12        | 12        | 12        | 12        | 12        | 12        | 12        | 12        | 12        | 12        | 12        | 12        | 12        | 12        | 12        | 12        | 12        | 12        | 12        | 12        | 12        | 12        | 12        | 12        | 12        | 12        | 12        | 12        | 12        | 12        | 12        | 12        | 12        | 12        | 12        | 12        | 12        | 12        | 12        | 12        | 12        | 12        | 12        | 12        | 12        | 12        | 12        | 12        | NO PARTICIPA                             | NO PARTICIPA                             | NO PARTICIPA                             | NO PARTICIPA                             | NO PARTICIPA                             | NO PARTICIPA                             | NO PARTICIPA                             | NO PARTICIPA                             | NO PARTICIPA                             | NO PARTICIPA                             | NO PARTICIPA                             | NO PARTICIPA                             | NO PARTICIPA                             | NO PARTICIPA                             | NO PARTICIPA                             | NO PARTICIPA                             | NO PARTICIPA                             | NO PARTICIPA                             | NO PARTICIPA                             | NO PARTICIPA                             | NO PARTICIPA                             | NO PARTICIPA                             | NO PARTICIPA                             | NO PARTICIPA                             | NO PARTICIPA                             | NO PARTICIPA                             | NO PARTICIPA                             | NO PARTICIPA                             | NO PARTICIPA                             | NO PARTICIPA                             | NO PARTICIPA                             | NO PARTICIPA                             | NO PARTICIPA                             | NO PARTICIPA                             | NO PARTICIPA                             | NO PARTICIPA                             | NO PARTICIPA                             | NO PARTICIPA                             | NO PARTICIPA                             | NO PARTICIPA                             | NO PARTICIPA                             | NO PARTICIPA                             | NO PARTICIPA                             | NO PARTICIPA                             | NO PARTICIPA                             | NO PARTICIPA                             | NO PARTICIPA                             | NO PARTICIPA                             | NO PARTICIPA                             | NO PARTICIPA                             | NO PARTICIPA                             | NO PARTICIPA                             | NO PARTICIPA                             | NO PARTICIPA                             | NO PARTICIPA                             | NO PARTICIPA                             | NO PARTICIPA                             | NO PARTICIPA                             | NO PARTICIPA                             | NO PARTICIPA                             | NO PARTICIPA                             | NO PARTICIPA                             | NO PARTICIPA                             | NO PARTICIPA                             | NO PARTICIPA                             | NO PARTICIPA                             | NO PARTICIPA                             | NO PARTICIPA                             | NO PARTICIPA                             | NO PARTICIPA                             | NO PARTICIPA                             | NO PARTICIPA                             | NO PARTICIPA                             | NO PARTICIPA                             | NO PARTICIPA                             | NO PARTICIPA                             | NO PARTICIPA                             | NO PARTICIPA                             | NO PARTICIPA                             | NO PARTICIPA                             | NO PARTICIPA                             | NO PARTICIPA                             | NO PARTICIPA                             | NO PARTICIPA                             | NO PARTICIPA                             | NO PARTICIPA                             | NO PARTICIPA                             | NO PARTICIPA                             | NO PARTICIPA                             | NO PARTICIPA                             | NO PARTICIPA                             | NO PARTICIPA                             | NO PARTICIPA                             | NO PARTICIPA                             | NO PARTICIPA                             | NO PARTICIPA                             | NO PARTICIPA                             | NO PARTICIPA                             | NO PARTICIPA                             | NO PARTICIPA                             |                               |                               |                               |                               |                               |                               |                               |                               |                               |                               |                               |                               |                               |                               |                               |                               |                               |                               |                               |                               |                               |                               |                               |                               |                               |                               |                               |                               |                               |                               |                               |                               |                               |                               |                               |                               |                               |                               |                               |                               |                               |                               |                               |                               |                               |                               |                               |                               |                               |                               |                               |                               |                               |                               |                               |                               |                               |                               |                               |                               |                               |                               |                               |                               |                               |                               |                               |                               |                               |                               |                               |                               |                               |                               |                               |                               |                               |                               |                               |                               |                               |                               |                               |                               |                               |                               |                               |                               |                               |                               |                               |                               |                               |                               |                               |                               |                               |                               |                               |                               |                               |                               |                               |                               |                               |                               |                               |                               |                               |                               |                               |                               |                               |                               |                               |                               |                               |                               |                               |                               |                               |                               |                               |                               |                               |                               |                               |                               |                               |                               |
| 13        | 13        | 13        | 13        | 13        | 13        | 13        | 13        | 13        | 13        | 13        | 13        | 13        | 13        | 13        | 13        | 13        | 13        | 13        | 13        | 13        | 13        | 13        | 13        | 13        | 13        | 13        | 13        | 13        | 13        | 13        | 13        | 13        | 13        | 13        | 13        | 13        | 13        | 13        | 13        | 13        | 13        | 13        | 13        | 13        | 13        | 13        | 13        | 13        | 13        | 13        | 13        | 13        | 13        | 13        | 13        | 13        | 13        | 13        | 13        | 13        | 13        | 13        | 13        | 13        | 13        | 13        | 13        | 13        | 13        | 13        | 13        | 13        | 13        | 13        | 13        | 13        | 13        | 13        | 13        | 13        | 13        | 13        | 13        | 13        | 13        | 13        | 13        | 13        | 13        | NO PARTICIPA                             | NO PARTICIPA                             | NO PARTICIPA                             | NO PARTICIPA                             | NO PARTICIPA                             | NO PARTICIPA                             | NO PARTICIPA                             | NO PARTICIPA                             | NO PARTICIPA                             | NO PARTICIPA                             | NO PARTICIPA                             | NO PARTICIPA                             | NO PARTICIPA                             | NO PARTICIPA                             | NO PARTICIPA                             | NO PARTICIPA                             | NO PARTICIPA                             | NO PARTICIPA                             | NO PARTICIPA                             | NO PARTICIPA                             | NO PARTICIPA                             | NO PARTICIPA                             | NO PARTICIPA                             | NO PARTICIPA                             | NO PARTICIPA                             | NO PARTICIPA                             | NO PARTICIPA                             | NO PARTICIPA                             | NO PARTICIPA                             | NO PARTICIPA                             | NO PARTICIPA                             | NO PARTICIPA                             | NO PARTICIPA                             | NO PARTICIPA                             | NO PARTICIPA                             | NO PARTICIPA                             | NO PARTICIPA                             | NO PARTICIPA                             | NO PARTICIPA                             | NO PARTICIPA                             | NO PARTICIPA                             | NO PARTICIPA                             | NO PARTICIPA                             | NO PARTICIPA                             | NO PARTICIPA                             | NO PARTICIPA                             | NO PARTICIPA                             | NO PARTICIPA                             | NO PARTICIPA                             | NO PARTICIPA                             | NO PARTICIPA                             | NO PARTICIPA                             | NO PARTICIPA                             | NO PARTICIPA                             | NO PARTICIPA                             | NO PARTICIPA                             | NO PARTICIPA                             | NO PARTICIPA                             | NO PARTICIPA                             | NO PARTICIPA                             | NO PARTICIPA                             | NO PARTICIPA                             | NO PARTICIPA                             | NO PARTICIPA                             | NO PARTICIPA                             | NO PARTICIPA                             | NO PARTICIPA                             | NO PARTICIPA                             | NO PARTICIPA                             | NO PARTICIPA                             | NO PARTICIPA                             | NO PARTICIPA                             | NO PARTICIPA                             | NO PARTICIPA                             | NO PARTICIPA                             | NO PARTICIPA                             | NO PARTICIPA                             | NO PARTICIPA                             | NO PARTICIPA                             | NO PARTICIPA                             | NO PARTICIPA                             | NO PARTICIPA                             | NO PARTICIPA                             | NO PARTICIPA                             | NO PARTICIPA                             | NO PARTICIPA                             | NO PARTICIPA                             | NO PARTICIPA                             | NO PARTICIPA                             | NO PARTICIPA                             | NO PARTICIPA                             | NO PARTICIPA                             | NO PARTICIPA                             | NO PARTICIPA                             | NO PARTICIPA                             | NO PARTICIPA                             | NO PARTICIPA                             | NO PARTICIPA                             | NO PARTICIPA                             | NO PARTICIPA                             |                               |                               |                               |                               |                               |                               |                               |                               |                               |                               |                               |                               |                               |                               |                               |                               |                               |                               |                               |                               |                               |                               |                               |                               |                               |                               |                               |                               |                               |                               |                               |                               |                               |                               |                               |                               |                               |                               |                               |                               |                               |                               |                               |                               |                               |                               |                               |                               |                               |                               |                               |                               |                               |                               |                               |                               |                               |                               |                               |                               |                               |                               |                               |                               |                               |                               |                               |                               |                               |                               |                               |                               |                               |                               |                               |                               |                               |                               |                               |                               |                               |                               |                               |                               |                               |                               |                               |                               |                               |                               |                               |                               |                               |                               |                               |                               |                               |                               |                               |                               |                               |                               |                               |                               |                               |                               |                               |                               |                               |                               |                               |                               |                               |                               |                               |                               |                               |                               |                               |                               |                               |                               |                               |                               |                               |                               |                               |                               |                               |                               |
| 14        | 14        | 14        | 14        | 14        | 14        | 14        | 14        | 14        | 14        | 14        | 14        | 14        | 14        | 14        | 14        | 14        | 14        | 14        | 14        | 14        | 14        | 14        | 14        | 14        | 14        | 14        | 14        | 14        | 14        | 14        | 14        | 14        | 14        | 14        | 14        | 14        | 14        | 14        | 14        | 14        | 14        | 14        | 14        | 14        | 14        | 14        | 14        | 14        | 14        | 14        | 14        | 14        | 14        | 14        | 14        | 14        | 14        | 14        | 14        | 14        | 14        | 14        | 14        | 14        | 14        | 14        | 14        | 14        | 14        | 14        | 14        | 14        | 14        | 14        | 14        | 14        | 14        | 14        | 14        | 14        | 14        | 14        | 14        | 14        | 14        | 14        | 14        | 14        | 14        | NO PARTICIPA                             | NO PARTICIPA                             | NO PARTICIPA                             | NO PARTICIPA                             | NO PARTICIPA                             | NO PARTICIPA                             | NO PARTICIPA                             | NO PARTICIPA                             | NO PARTICIPA                             | NO PARTICIPA                             | NO PARTICIPA                             | NO PARTICIPA                             | NO PARTICIPA                             | NO PARTICIPA                             | NO PARTICIPA                             | NO PARTICIPA                             | NO PARTICIPA                             | NO PARTICIPA                             | NO PARTICIPA                             | NO PARTICIPA                             | NO PARTICIPA                             | NO PARTICIPA                             | NO PARTICIPA                             | NO PARTICIPA                             | NO PARTICIPA                             | NO PARTICIPA                             | NO PARTICIPA                             | NO PARTICIPA                             | NO PARTICIPA                             | NO PARTICIPA                             | NO PARTICIPA                             | NO PARTICIPA                             | NO PARTICIPA                             | NO PARTICIPA                             | NO PARTICIPA                             | NO PARTICIPA                             | NO PARTICIPA                             | NO PARTICIPA                             | NO PARTICIPA                             | NO PARTICIPA                             | NO PARTICIPA                             | NO PARTICIPA                             | NO PARTICIPA                             | NO PARTICIPA                             | NO PARTICIPA                             | NO PARTICIPA                             | NO PARTICIPA                             | NO PARTICIPA                             | NO PARTICIPA                             | NO PARTICIPA                             | NO PARTICIPA                             | NO PARTICIPA                             | NO PARTICIPA                             | NO PARTICIPA                             | NO PARTICIPA                             | NO PARTICIPA                             | NO PARTICIPA                             | NO PARTICIPA                             | NO PARTICIPA                             | NO PARTICIPA                             | NO PARTICIPA                             | NO PARTICIPA                             | NO PARTICIPA                             | NO PARTICIPA                             | NO PARTICIPA                             | NO PARTICIPA                             | NO PARTICIPA                             | NO PARTICIPA                             | NO PARTICIPA                             | NO PARTICIPA                             | NO PARTICIPA                             | NO PARTICIPA                             | NO PARTICIPA                             | NO PARTICIPA                             | NO PARTICIPA                             | NO PARTICIPA                             | NO PARTICIPA                             | NO PARTICIPA                             | NO PARTICIPA                             | NO PARTICIPA                             | NO PARTICIPA                             | NO PARTICIPA                             | NO PARTICIPA                             | NO PARTICIPA                             | NO PARTICIPA                             | NO PARTICIPA                             | NO PARTICIPA                             | NO PARTICIPA                             | NO PARTICIPA                             | NO PARTICIPA                             | NO PARTICIPA                             | NO PARTICIPA                             | NO PARTICIPA                             | NO PARTICIPA                             | NO PARTICIPA                             | NO PARTICIPA                             | NO PARTICIPA                             | NO PARTICIPA                             | NO PARTICIPA                             | NO PARTICIPA                             |                               |                               |                               |                               |                               |                               |                               |                               |                               |                               |                               |                               |                               |                               |                               |                               |                               |                               |                               |                               |                               |                               |                               |                               |                               |                               |                               |                               |                               |                               |                               |                               |                               |                               |                               |                               |                               |                               |                               |                               |                               |                               |                               |                               |                               |                               |                               |                               |                               |                               |                               |                               |                               |                               |                               |                               |                               |                               |                               |                               |                               |                               |                               |                               |                               |                               |                               |                               |                               |                               |                               |                               |                               |                               |                               |                               |                               |                               |                               |                               |                               |                               |                               |                               |                               |                               |                               |                               |                               |                               |                               |                               |                               |                               |                               |                               |                               |                               |                               |                               |                               |                               |                               |                               |                               |                               |                               |                               |                               |                               |                               |                               |                               |                               |                               |                               |                               |                               |                               |                               |                               |                               |                               |                               |                               |                               |                               |                               |                               |                               |
| 15        | 15        | 15        | 15        | 15        | 15        | 15        | 15        | 15        | 15        | 15        | 15        | 15        | 15        | 15        | 15        | 15        | 15        | 15        | 15        | 15        | 15        | 15        | 15        | 15        | 15        | 15        | 15        | 15        | 15        | 15        | 15        | 15        | 15        | 15        | 15        | 15        | 15        | 15        | 15        | 15        | 15        | 15        | 15        | 15        | 15        | 15        | 15        | 15        | 15        | 15        | 15        | 15        | 15        | 15        | 15        | 15        | 15        | 15        | 15        | 15        | 15        | 15        | 15        | 15        | 15        | 15        | 15        | 15        | 15        | 15        | 15        | 15        | 15        | 15        | 15        | 15        | 15        | 15        | 15        | 15        | 15        | 15        | 15        | 15        | 15        | 15        | 15        | 15        | 15        | Cielo rojo                               | Cielo rojo                               | Cielo rojo                               | Cielo rojo                               | Cielo rojo                               | Cielo rojo                               | Cielo rojo                               | Cielo rojo                               | Cielo rojo                               | Cielo rojo                               | Cielo rojo                               | Cielo rojo                               | Cielo rojo                               | Cielo rojo                               | Cielo rojo                               | Cielo rojo                               | Cielo rojo                               | Cielo rojo                               | Cielo rojo                               | Cielo rojo                               | Cielo rojo                               | Cielo rojo                               | Cielo rojo                               | Cielo rojo                               | Cielo rojo                               | Cielo rojo                               | Cielo rojo                               | Cielo rojo                               | Cielo rojo                               | Cielo rojo                               | Cielo rojo                               | Cielo rojo                               | Cielo rojo                               | Cielo rojo                               | Cielo rojo                               | Cielo rojo                               | Cielo rojo                               | Cielo rojo                               | Cielo rojo                               | Cielo rojo                               | Cielo rojo                               | Cielo rojo                               | Cielo rojo                               | Cielo rojo                               | Cielo rojo                               | Cielo rojo                               | Cielo rojo                               | Cielo rojo                               | Cielo rojo                               | Cielo rojo                               | Cielo rojo                               | Cielo rojo                               | Cielo rojo                               | Cielo rojo                               | Cielo rojo                               | Cielo rojo                               | Cielo rojo                               | Cielo rojo                               | Cielo rojo                               | Cielo rojo                               | Cielo rojo                               | Cielo rojo                               | Cielo rojo                               | Cielo rojo                               | Cielo rojo                               | Cielo rojo                               | Cielo rojo                               | Cielo rojo                               | Cielo rojo                               | Cielo rojo                               | Cielo rojo                               | Cielo rojo                               | Cielo rojo                               | Cielo rojo                               | Cielo rojo                               | Cielo rojo                               | Cielo rojo                               | Cielo rojo                               | Cielo rojo                               | Cielo rojo                               | Cielo rojo                               | Cielo rojo                               | Cielo rojo                               | Cielo rojo                               | Cielo rojo                               | Cielo rojo                               | Cielo rojo                               | Cielo rojo                               | Cielo rojo                               | Cielo rojo                               | Cielo rojo                               | Cielo rojo                               | Cielo rojo                               | Cielo rojo                               | Cielo rojo                               | Cielo rojo                               | Cielo rojo                               | Cielo rojo                               | Cielo rojo                               | Cielo rojo                               | Flor Silvestre                | Flor Silvestre                | Flor Silvestre                | Flor Silvestre                | Flor Silvestre                | Flor Silvestre                | Flor Silvestre                | Flor Silvestre                | Flor Silvestre                | Flor Silvestre                | Flor Silvestre                | Flor Silvestre                | Flor Silvestre                | Flor Silvestre                | Flor Silvestre                | Flor Silvestre                | Flor Silvestre                | Flor Silvestre                | Flor Silvestre                | Flor Silvestre                | Flor Silvestre                | Flor Silvestre                | Flor Silvestre                | Flor Silvestre                | Flor Silvestre                | Flor Silvestre                | Flor Silvestre                | Flor Silvestre                | Flor Silvestre                | Flor Silvestre                | Flor Silvestre                | Flor Silvestre                | Flor Silvestre                | Flor Silvestre                | Flor Silvestre                | Flor Silvestre                | Flor Silvestre                | Flor Silvestre                | Flor Silvestre                | Flor Silvestre                | Flor Silvestre                | Flor Silvestre                | Flor Silvestre                | Flor Silvestre                | Flor Silvestre                | Flor Silvestre                | Flor Silvestre                | Flor Silvestre                | Flor Silvestre                | Flor Silvestre                | Flor Silvestre                | Flor Silvestre                | Flor Silvestre                | Flor Silvestre                | Flor Silvestre                | Flor Silvestre                | Flor Silvestre                | Flor Silvestre                | Flor Silvestre                | Flor Silvestre                | Flor Silvestre                | Flor Silvestre                | Flor Silvestre                | Flor Silvestre                | Flor Silvestre                | Flor Silvestre                | Flor Silvestre                | Flor Silvestre                | Flor Silvestre                | Flor Silvestre                | Flor Silvestre                | Flor Silvestre                | Flor Silvestre                | Flor Silvestre                | Flor Silvestre                | Flor Silvestre                | Flor Silvestre                | Flor Silvestre                | Flor Silvestre                | Flor Silvestre                | Flor Silvestre                | Flor Silvestre                | Flor Silvestre                | Flor Silvestre                | Flor Silvestre                | Flor Silvestre                | Flor Silvestre                | Flor Silvestre                | Flor Silvestre                | Flor Silvestre                | Flor Silvestre                | Flor Silvestre                | Flor Silvestre                | Flor Silvestre                | Flor Silvestre                | Flor Silvestre                | Flor Silvestre                | Flor Silvestre                | Flor Silvestre                | Flor Silvestre                | Flor Silvestre                | Flor Silvestre                | Flor Silvestre                | Flor Silvestre                | Flor Silvestre                | Flor Silvestre                | Flor Silvestre                | Flor Silvestre                | Flor Silvestre                | Flor Silvestre                | Flor Silvestre                | Flor Silvestre                | Flor Silvestre                | Flor Silvestre                | Flor Silvestre                | Flor Silvestre                | Flor Silvestre                | Flor Silvestre                | Flor Silvestre                | Flor Silvestre                | Flor Silvestre                | Flor Silvestre                | Flor Silvestre                | Flor Silvestre                | Flor Silvestre                | Flor Silvestre                | Flor Silvestre                | Flor Silvestre                | Flor Silvestre                | Flor Silvestre                |
| 16        | 16        | 16        | 16        | 16        | 16        | 16        | 16        | 16        | 16        | 16        | 16        | 16        | 16        | 16        | 16        | 16        | 16        | 16        | 16        | 16        | 16        | 16        | 16        | 16        | 16        | 16        | 16        | 16        | 16        | 16        | 16        | 16        | 16        | 16        | 16        | 16        | 16        | 16        | 16        | 16        | 16        | 16        | 16        | 16        | 16        | 16        | 16        | 16        | 16        | 16        | 16        | 16        | 16        | 16        | 16        | 16        | 16        | 16        | 16        | 16        | 16        | 16        | 16        | 16        | 16        | 16        | 16        | 16        | 16        | 16        | 16        | 16        | 16        | 16        | 16        | 16        | 16        | 16        | 16        | 16        | 16        | 16        | 16        | 16        | 16        | 16        | 16        | 16        | 16        | Te sigo amando                           | Te sigo amando                           | Te sigo amando                           | Te sigo amando                           | Te sigo amando                           | Te sigo amando                           | Te sigo amando                           | Te sigo amando                           | Te sigo amando                           | Te sigo amando                           | Te sigo amando                           | Te sigo amando                           | Te sigo amando                           | Te sigo amando                           | Te sigo amando                           | Te sigo amando                           | Te sigo amando                           | Te sigo amando                           | Te sigo amando                           | Te sigo amando                           | Te sigo amando                           | Te sigo amando                           | Te sigo amando                           | Te sigo amando                           | Te sigo amando                           | Te sigo amando                           | Te sigo amando                           | Te sigo amando                           | Te sigo amando                           | Te sigo amando                           | Te sigo amando                           | Te sigo amando                           | Te sigo amando                           | Te sigo amando                           | Te sigo amando                           | Te sigo amando                           | Te sigo amando                           | Te sigo amando                           | Te sigo amando                           | Te sigo amando                           | Te sigo amando                           | Te sigo amando                           | Te sigo amando                           | Te sigo amando                           | Te sigo amando                           | Te sigo amando                           | Te sigo amando                           | Te sigo amando                           | Te sigo amando                           | Te sigo amando                           | Te sigo amando                           | Te sigo amando                           | Te sigo amando                           | Te sigo amando                           | Te sigo amando                           | Te sigo amando                           | Te sigo amando                           | Te sigo amando                           | Te sigo amando                           | Te sigo amando                           | Te sigo amando                           | Te sigo amando                           | Te sigo amando                           | Te sigo amando                           | Te sigo amando                           | Te sigo amando                           | Te sigo amando                           | Te sigo amando                           | Te sigo amando                           | Te sigo amando                           | Te sigo amando                           | Te sigo amando                           | Te sigo amando                           | Te sigo amando                           | Te sigo amando                           | Te sigo amando                           | Te sigo amando                           | Te sigo amando                           | Te sigo amando                           | Te sigo amando                           | Te sigo amando                           | Te sigo amando                           | Te sigo amando                           | Te sigo amando                           | Te sigo amando                           | Te sigo amando                           | Te sigo amando                           | Te sigo amando                           | Te sigo amando                           | Te sigo amando                           | Te sigo amando                           | Te sigo amando                           | Te sigo amando                           | Te sigo amando                           | Te sigo amando                           | Te sigo amando                           | Te sigo amando                           | Te sigo amando                           | Te sigo amando                           | Te sigo amando                           | Juan Gabriel                  | Juan Gabriel                  | Juan Gabriel                  | Juan Gabriel                  | Juan Gabriel                  | Juan Gabriel                  | Juan Gabriel                  | Juan Gabriel                  | Juan Gabriel                  | Juan Gabriel                  | Juan Gabriel                  | Juan Gabriel                  | Juan Gabriel                  | Juan Gabriel                  | Juan Gabriel                  | Juan Gabriel                  | Juan Gabriel                  | Juan Gabriel                  | Juan Gabriel                  | Juan Gabriel                  | Juan Gabriel                  | Juan Gabriel                  | Juan Gabriel                  | Juan Gabriel                  | Juan Gabriel                  | Juan Gabriel                  | Juan Gabriel                  | Juan Gabriel                  | Juan Gabriel                  | Juan Gabriel                  | Juan Gabriel                  | Juan Gabriel                  | Juan Gabriel                  | Juan Gabriel                  | Juan Gabriel                  | Juan Gabriel                  | Juan Gabriel                  | Juan Gabriel                  | Juan Gabriel                  | Juan Gabriel                  | Juan Gabriel                  | Juan Gabriel                  | Juan Gabriel                  | Juan Gabriel                  | Juan Gabriel                  | Juan Gabriel                  | Juan Gabriel                  | Juan Gabriel                  | Juan Gabriel                  | Juan Gabriel                  | Juan Gabriel                  | Juan Gabriel                  | Juan Gabriel                  | Juan Gabriel                  | Juan Gabriel                  | Juan Gabriel                  | Juan Gabriel                  | Juan Gabriel                  | Juan Gabriel                  | Juan Gabriel                  | Juan Gabriel                  | Juan Gabriel                  | Juan Gabriel                  | Juan Gabriel                  | Juan Gabriel                  | Juan Gabriel                  | Juan Gabriel                  | Juan Gabriel                  | Juan Gabriel                  | Juan Gabriel                  | Juan Gabriel                  | Juan Gabriel                  | Juan Gabriel                  | Juan Gabriel                  | Juan Gabriel                  | Juan Gabriel                  | Juan Gabriel                  | Juan Gabriel                  | Juan Gabriel                  | Juan Gabriel                  | Juan Gabriel                  | Juan Gabriel                  | Juan Gabriel                  | Juan Gabriel                  | Juan Gabriel                  | Juan Gabriel                  | Juan Gabriel                  | Juan Gabriel                  | Juan Gabriel                  | Juan Gabriel                  | Juan Gabriel                  | Juan Gabriel                  | Juan Gabriel                  | Juan Gabriel                  | Juan Gabriel                  | Juan Gabriel                  | Juan Gabriel                  | Juan Gabriel                  | Juan Gabriel                  | Juan Gabriel                  | Juan Gabriel                  | Juan Gabriel                  | Juan Gabriel                  | Juan Gabriel                  | Juan Gabriel                  | Juan Gabriel                  | Juan Gabriel                  | Juan Gabriel                  | Juan Gabriel                  | Juan Gabriel                  | Juan Gabriel                  | Juan Gabriel                  | Juan Gabriel                  | Juan Gabriel                  | Juan Gabriel                  | Juan Gabriel                  | Juan Gabriel                  | Juan Gabriel                  | Juan Gabriel                  | Juan Gabriel                  | Juan Gabriel                  | Juan Gabriel                  | Juan Gabriel                  | Juan Gabriel                  | Juan Gabriel                  | Juan Gabriel                  | Juan Gabriel                  | Juan Gabriel                  | Juan Gabriel                  | Juan Gabriel                  |
| 17        | 17        | 17        | 17        | 17        | 17        | 17        | 17        | 17        | 17        | 17        | 17        | 17        | 17        | 17        | 17        | 17        | 17        | 17        | 17        | 17        | 17        | 17        | 17        | 17        | 17        | 17        | 17        | 17        | 17        | 17        | 17        | 17        | 17        | 17        | 17        | 17        | 17        | 17        | 17        | 17        | 17        | 17        | 17        | 17        | 17        | 17        | 17        | 17        | 17        | 17        | 17        | 17        | 17        | 17        | 17        | 17        | 17        | 17        | 17        | 17        | 17        | 17        | 17        | 17        | 17        | 17        | 17        | 17        | 17        | 17        | 17        | 17        | 17        | 17        | 17        | 17        | 17        | 17        | 17        | 17        | 17        | 17        | 17        | 17        | 17        | 17        | 17        | 17        | 17        | Sola con mi soledad.                     | Sola con mi soledad.                     | Sola con mi soledad.                     | Sola con mi soledad.                     | Sola con mi soledad.                     | Sola con mi soledad.                     | Sola con mi soledad.                     | Sola con mi soledad.                     | Sola con mi soledad.                     | Sola con mi soledad.                     | Sola con mi soledad.                     | Sola con mi soledad.                     | Sola con mi soledad.                     | Sola con mi soledad.                     | Sola con mi soledad.                     | Sola con mi soledad.                     | Sola con mi soledad.                     | Sola con mi soledad.                     | Sola con mi soledad.                     | Sola con mi soledad.                     | Sola con mi soledad.                     | Sola con mi soledad.                     | Sola con mi soledad.                     | Sola con mi soledad.                     | Sola con mi soledad.                     | Sola con mi soledad.                     | Sola con mi soledad.                     | Sola con mi soledad.                     | Sola con mi soledad.                     | Sola con mi soledad.                     | Sola con mi soledad.                     | Sola con mi soledad.                     | Sola con mi soledad.                     | Sola con mi soledad.                     | Sola con mi soledad.                     | Sola con mi soledad.                     | Sola con mi soledad.                     | Sola con mi soledad.                     | Sola con mi soledad.                     | Sola con mi soledad.                     | Sola con mi soledad.                     | Sola con mi soledad.                     | Sola con mi soledad.                     | Sola con mi soledad.                     | Sola con mi soledad.                     | Sola con mi soledad.                     | Sola con mi soledad.                     | Sola con mi soledad.                     | Sola con mi soledad.                     | Sola con mi soledad.                     | Sola con mi soledad.                     | Sola con mi soledad.                     | Sola con mi soledad.                     | Sola con mi soledad.                     | Sola con mi soledad.                     | Sola con mi soledad.                     | Sola con mi soledad.                     | Sola con mi soledad.                     | Sola con mi soledad.                     | Sola con mi soledad.                     | Sola con mi soledad.                     | Sola con mi soledad.                     | Sola con mi soledad.                     | Sola con mi soledad.                     | Sola con mi soledad.                     | Sola con mi soledad.                     | Sola con mi soledad.                     | Sola con mi soledad.                     | Sola con mi soledad.                     | Sola con mi soledad.                     | Sola con mi soledad.                     | Sola con mi soledad.                     | Sola con mi soledad.                     | Sola con mi soledad.                     | Sola con mi soledad.                     | Sola con mi soledad.                     | Sola con mi soledad.                     | Sola con mi soledad.                     | Sola con mi soledad.                     | Sola con mi soledad.                     | Sola con mi soledad.                     | Sola con mi soledad.                     | Sola con mi soledad.                     | Sola con mi soledad.                     | Sola con mi soledad.                     | Sola con mi soledad.                     | Sola con mi soledad.                     | Sola con mi soledad.                     | Sola con mi soledad.                     | Sola con mi soledad.                     | Sola con mi soledad.                     | Sola con mi soledad.                     | Sola con mi soledad.                     | Sola con mi soledad.                     | Sola con mi soledad.                     | Sola con mi soledad.                     | Sola con mi soledad.                     | Sola con mi soledad.                     | Sola con mi soledad.                     | Sola con mi soledad.                     | Marisela                      | Marisela                      | Marisela                      | Marisela                      | Marisela                      | Marisela                      | Marisela                      | Marisela                      | Marisela                      | Marisela                      | Marisela                      | Marisela                      | Marisela                      | Marisela                      | Marisela                      | Marisela                      | Marisela                      | Marisela                      | Marisela                      | Marisela                      | Marisela                      | Marisela                      | Marisela                      | Marisela                      | Marisela                      | Marisela                      | Marisela                      | Marisela                      | Marisela                      | Marisela                      | Marisela                      | Marisela                      | Marisela                      | Marisela                      | Marisela                      | Marisela                      | Marisela                      | Marisela                      | Marisela                      | Marisela                      | Marisela                      | Marisela                      | Marisela                      | Marisela                      | Marisela                      | Marisela                      | Marisela                      | Marisela                      | Marisela                      | Marisela                      | Marisela                      | Marisela                      | Marisela                      | Marisela                      | Marisela                      | Marisela                      | Marisela                      | Marisela                      | Marisela                      | Marisela                      | Marisela                      | Marisela                      | Marisela                      | Marisela                      | Marisela                      | Marisela                      | Marisela                      | Marisela                      | Marisela                      | Marisela                      | Marisela                      | Marisela                      | Marisela                      | Marisela                      | Marisela                      | Marisela                      | Marisela                      | Marisela                      | Marisela                      | Marisela                      | Marisela                      | Marisela                      | Marisela                      | Marisela                      | Marisela                      | Marisela                      | Marisela                      | Marisela                      | Marisela                      | Marisela                      | Marisela                      | Marisela                      | Marisela                      | Marisela                      | Marisela                      | Marisela                      | Marisela                      | Marisela                      | Marisela                      | Marisela                      | Marisela                      | Marisela                      | Marisela                      | Marisela                      | Marisela                      | Marisela                      | Marisela                      | Marisela                      | Marisela                      | Marisela                      | Marisela                      | Marisela                      | Marisela                      | Marisela                      | Marisela                      | Marisela                      | Marisela                      | Marisela                      | Marisela                      | Marisela                      | Marisela                      | Marisela                      | Marisela                      | Marisela                      | Marisela                      | Marisela                      | Marisela                      | Marisela                      | Marisela                      | Marisela                      |
| 18        | 18        | 18        | 18        | 18        | 18        | 18        | 18        | 18        | 18        | 18        | 18        | 18        | 18        | 18        | 18        | 18        | 18        | 18        | 18        | 18        | 18        | 18        | 18        | 18        | 18        | 18        | 18        | 18        | 18        | 18        | 18        | 18        | 18        | 18        | 18        | 18        | 18        | 18        | 18        | 18        | 18        | 18        | 18        | 18        | 18        | 18        | 18        | 18        | 18        | 18        | 18        | 18        | 18        | 18        | 18        | 18        | 18        | 18        | 18        | 18        | 18        | 18        | 18        | 18        | 18        | 18        | 18        | 18        | 18        | 18        | 18        | 18        | 18        | 18        | 18        | 18        | 18        | 18        | 18        | 18        | 18        | 18        | 18        | 18        | 18        | 18        | 18        | 18        | 18        | No me queda mas                          | No me queda mas                          | No me queda mas                          | No me queda mas                          | No me queda mas                          | No me queda mas                          | No me queda mas                          | No me queda mas                          | No me queda mas                          | No me queda mas                          | No me queda mas                          | No me queda mas                          | No me queda mas                          | No me queda mas                          | No me queda mas                          | No me queda mas                          | No me queda mas                          | No me queda mas                          | No me queda mas                          | No me queda mas                          | No me queda mas                          | No me queda mas                          | No me queda mas                          | No me queda mas                          | No me queda mas                          | No me queda mas                          | No me queda mas                          | No me queda mas                          | No me queda mas                          | No me queda mas                          | No me queda mas                          | No me queda mas                          | No me queda mas                          | No me queda mas                          | No me queda mas                          | No me queda mas                          | No me queda mas                          | No me queda mas                          | No me queda mas                          | No me queda mas                          | No me queda mas                          | No me queda mas                          | No me queda mas                          | No me queda mas                          | No me queda mas                          | No me queda mas                          | No me queda mas                          | No me queda mas                          | No me queda mas                          | No me queda mas                          | No me queda mas                          | No me queda mas                          | No me queda mas                          | No me queda mas                          | No me queda mas                          | No me queda mas                          | No me queda mas                          | No me queda mas                          | No me queda mas                          | No me queda mas                          | No me queda mas                          | No me queda mas                          | No me queda mas                          | No me queda mas                          | No me queda mas                          | No me queda mas                          | No me queda mas                          | No me queda mas                          | No me queda mas                          | No me queda mas                          | No me queda mas                          | No me queda mas                          | No me queda mas                          | No me queda mas                          | No me queda mas                          | No me queda mas                          | No me queda mas                          | No me queda mas                          | No me queda mas                          | No me queda mas                          | No me queda mas                          | No me queda mas                          | No me queda mas                          | No me queda mas                          | No me queda mas                          | No me queda mas                          | No me queda mas                          | No me queda mas                          | No me queda mas                          | No me queda mas                          | No me queda mas                          | No me queda mas                          | No me queda mas                          | No me queda mas                          | No me queda mas                          | No me queda mas                          | No me queda mas                          | No me queda mas                          | No me queda mas                          | No me queda mas                          | Selena                        | Selena                        | Selena                        | Selena                        | Selena                        | Selena                        | Selena                        | Selena                        | Selena                        | Selena                        | Selena                        | Selena                        | Selena                        | Selena                        | Selena                        | Selena                        | Selena                        | Selena                        | Selena                        | Selena                        | Selena                        | Selena                        | Selena                        | Selena                        | Selena                        | Selena                        | Selena                        | Selena                        | Selena                        | Selena                        | Selena                        | Selena                        | Selena                        | Selena                        | Selena                        | Selena                        | Selena                        | Selena                        | Selena                        | Selena                        | Selena                        | Selena                        | Selena                        | Selena                        | Selena                        | Selena                        | Selena                        | Selena                        | Selena                        | Selena                        | Selena                        | Selena                        | Selena                        | Selena                        | Selena                        | Selena                        | Selena                        | Selena                        | Selena                        | Selena                        | Selena                        | Selena                        | Selena                        | Selena                        | Selena                        | Selena                        | Selena                        | Selena                        | Selena                        | Selena                        | Selena                        | Selena                        | Selena                        | Selena                        | Selena                        | Selena                        | Selena                        | Selena                        | Selena                        | Selena                        | Selena                        | Selena                        | Selena                        | Selena                        | Selena                        | Selena                        | Selena                        | Selena                        | Selena                        | Selena                        | Selena                        | Selena                        | Selena                        | Selena                        | Selena                        | Selena                        | Selena                        | Selena                        | Selena                        | Selena                        | Selena                        | Selena                        | Selena                        | Selena                        | Selena                        | Selena                        | Selena                        | Selena                        | Selena                        | Selena                        | Selena                        | Selena                        | Selena                        | Selena                        | Selena                        | Selena                        | Selena                        | Selena                        | Selena                        | Selena                        | Selena                        | Selena                        | Selena                        | Selena                        | Selena                        | Selena                        | Selena                        | Selena                        | Selena                        | Selena                        |
| 19        | 19        | 19        | 19        | 19        | 19        | 19        | 19        | 19        | 19        | 19        | 19        | 19        | 19        | 19        | 19        | 19        | 19        | 19        | 19        | 19        | 19        | 19        | 19        | 19        | 19        | 19        | 19        | 19        | 19        | 19        | 19        | 19        | 19        | 19        | 19        | 19        | 19        | 19        | 19        | 19        | 19        | 19        | 19        | 19        | 19        | 19        | 19        | 19        | 19        | 19        | 19        | 19        | 19        | 19        | 19        | 19        | 19        | 19        | 19        | 19        | 19        | 19        | 19        | 19        | 19        | 19        | 19        | 19        | 19        | 19        | 19        | 19        | 19        | 19        | 19        | 19        | 19        | 19        | 19        | 19        | 19        | 19        | 19        | 19        | 19        | 19        | 19        | 19        | 19        | Llorar                                   | Llorar                                   | Llorar                                   | Llorar                                   | Llorar                                   | Llorar                                   | Llorar                                   | Llorar                                   | Llorar                                   | Llorar                                   | Llorar                                   | Llorar                                   | Llorar                                   | Llorar                                   | Llorar                                   | Llorar                                   | Llorar                                   | Llorar                                   | Llorar                                   | Llorar                                   | Llorar                                   | Llorar                                   | Llorar                                   | Llorar                                   | Llorar                                   | Llorar                                   | Llorar                                   | Llorar                                   | Llorar                                   | Llorar                                   | Llorar                                   | Llorar                                   | Llorar                                   | Llorar                                   | Llorar                                   | Llorar                                   | Llorar                                   | Llorar                                   | Llorar                                   | Llorar                                   | Llorar                                   | Llorar                                   | Llorar                                   | Llorar                                   | Llorar                                   | Llorar                                   | Llorar                                   | Llorar                                   | Llorar                                   | Llorar                                   | Llorar                                   | Llorar                                   | Llorar                                   | Llorar                                   | Llorar                                   | Llorar                                   | Llorar                                   | Llorar                                   | Llorar                                   | Llorar                                   | Llorar                                   | Llorar                                   | Llorar                                   | Llorar                                   | Llorar                                   | Llorar                                   | Llorar                                   | Llorar                                   | Llorar                                   | Llorar                                   | Llorar                                   | Llorar                                   | Llorar                                   | Llorar                                   | Llorar                                   | Llorar                                   | Llorar                                   | Llorar                                   | Llorar                                   | Llorar                                   | Llorar                                   | Llorar                                   | Llorar                                   | Llorar                                   | Llorar                                   | Llorar                                   | Llorar                                   | Llorar                                   | Llorar                                   | Llorar                                   | Llorar                                   | Llorar                                   | Llorar                                   | Llorar                                   | Llorar                                   | Llorar                                   | Llorar                                   | Llorar                                   | Llorar                                   | Llorar                                   | Lucero                        | Lucero                        | Lucero                        | Lucero                        | Lucero                        | Lucero                        | Lucero                        | Lucero                        | Lucero                        | Lucero                        | Lucero                        | Lucero                        | Lucero                        | Lucero                        | Lucero                        | Lucero                        | Lucero                        | Lucero                        | Lucero                        | Lucero                        | Lucero                        | Lucero                        | Lucero                        | Lucero                        | Lucero                        | Lucero                        | Lucero                        | Lucero                        | Lucero                        | Lucero                        | Lucero                        | Lucero                        | Lucero                        | Lucero                        | Lucero                        | Lucero                        | Lucero                        | Lucero                        | Lucero                        | Lucero                        | Lucero                        | Lucero                        | Lucero                        | Lucero                        | Lucero                        | Lucero                        | Lucero                        | Lucero                        | Lucero                        | Lucero                        | Lucero                        | Lucero                        | Lucero                        | Lucero                        | Lucero                        | Lucero                        | Lucero                        | Lucero                        | Lucero                        | Lucero                        | Lucero                        | Lucero                        | Lucero                        | Lucero                        | Lucero                        | Lucero                        | Lucero                        | Lucero                        | Lucero                        | Lucero                        | Lucero                        | Lucero                        | Lucero                        | Lucero                        | Lucero                        | Lucero                        | Lucero                        | Lucero                        | Lucero                        | Lucero                        | Lucero                        | Lucero                        | Lucero                        | Lucero                        | Lucero                        | Lucero                        | Lucero                        | Lucero                        | Lucero                        | Lucero                        | Lucero                        | Lucero                        | Lucero                        | Lucero                        | Lucero                        | Lucero                        | Lucero                        | Lucero                        | Lucero                        | Lucero                        | Lucero                        | Lucero                        | Lucero                        | Lucero                        | Lucero                        | Lucero                        | Lucero                        | Lucero                        | Lucero                        | Lucero                        | Lucero                        | Lucero                        | Lucero                        | Lucero                        | Lucero                        | Lucero                        | Lucero                        | Lucero                        | Lucero                        | Lucero                        | Lucero                        | Lucero                        | Lucero                        | Lucero                        | Lucero                        | Lucero                        | Lucero                        | Lucero                        | Lucero                        | Lucero                        |
| 20        | 20        | 20        | 20        | 20        | 20        | 20        | 20        | 20        | 20        | 20        | 20        | 20        | 20        | 20        | 20        | 20        | 20        | 20        | 20        | 20        | 20        | 20        | 20        | 20        | 20        | 20        | 20        | 20        | 20        | 20        | 20        | 20        | 20        | 20        | 20        | 20        | 20        | 20        | 20        | 20        | 20        | 20        | 20        | 20        | 20        | 20        | 20        | 20        | 20        | 20        | 20        | 20        | 20        | 20        | 20        | 20        | 20        | 20        | 20        | 20        | 20        | 20        | 20        | 20        | 20        | 20        | 20        | 20        | 20        | 20        | 20        | 20        | 20        | 20        | 20        | 20        | 20        | 20        | 20        | 20        | 20        | 20        | 20        | 20        | 20        | 20        | 20        | 20        | 20        | Amor a la mexicana / En carne viva       | Amor a la mexicana / En carne viva       | Amor a la mexicana / En carne viva       | Amor a la mexicana / En carne viva       | Amor a la mexicana / En carne viva       | Amor a la mexicana / En carne viva       | Amor a la mexicana / En carne viva       | Amor a la mexicana / En carne viva       | Amor a la mexicana / En carne viva       | Amor a la mexicana / En carne viva       | Amor a la mexicana / En carne viva       | Amor a la mexicana / En carne viva       | Amor a la mexicana / En carne viva       | Amor a la mexicana / En carne viva       | Amor a la mexicana / En carne viva       | Amor a la mexicana / En carne viva       | Amor a la mexicana / En carne viva       | Amor a la mexicana / En carne viva       | Amor a la mexicana / En carne viva       | Amor a la mexicana / En carne viva       | Amor a la mexicana / En carne viva       | Amor a la mexicana / En carne viva       | Amor a la mexicana / En carne viva       | Amor a la mexicana / En carne viva       | Amor a la mexicana / En carne viva       | Amor a la mexicana / En carne viva       | Amor a la mexicana / En carne viva       | Amor a la mexicana / En carne viva       | Amor a la mexicana / En carne viva       | Amor a la mexicana / En carne viva       | Amor a la mexicana / En carne viva       | Amor a la mexicana / En carne viva       | Amor a la mexicana / En carne viva       | Amor a la mexicana / En carne viva       | Amor a la mexicana / En carne viva       | Amor a la mexicana / En carne viva       | Amor a la mexicana / En carne viva       | Amor a la mexicana / En carne viva       | Amor a la mexicana / En carne viva       | Amor a la mexicana / En carne viva       | Amor a la mexicana / En carne viva       | Amor a la mexicana / En carne viva       | Amor a la mexicana / En carne viva       | Amor a la mexicana / En carne viva       | Amor a la mexicana / En carne viva       | Amor a la mexicana / En carne viva       | Amor a la mexicana / En carne viva       | Amor a la mexicana / En carne viva       | Amor a la mexicana / En carne viva       | Amor a la mexicana / En carne viva       | Amor a la mexicana / En carne viva       | Amor a la mexicana / En carne viva       | Amor a la mexicana / En carne viva       | Amor a la mexicana / En carne viva       | Amor a la mexicana / En carne viva       | Amor a la mexicana / En carne viva       | Amor a la mexicana / En carne viva       | Amor a la mexicana / En carne viva       | Amor a la mexicana / En carne viva       | Amor a la mexicana / En carne viva       | Amor a la mexicana / En carne viva       | Amor a la mexicana / En carne viva       | Amor a la mexicana / En carne viva       | Amor a la mexicana / En carne viva       | Amor a la mexicana / En carne viva       | Amor a la mexicana / En carne viva       | Amor a la mexicana / En carne viva       | Amor a la mexicana / En carne viva       | Amor a la mexicana / En carne viva       | Amor a la mexicana / En carne viva       | Amor a la mexicana / En carne viva       | Amor a la mexicana / En carne viva       | Amor a la mexicana / En carne viva       | Amor a la mexicana / En carne viva       | Amor a la mexicana / En carne viva       | Amor a la mexicana / En carne viva       | Amor a la mexicana / En carne viva       | Amor a la mexicana / En carne viva       | Amor a la mexicana / En carne viva       | Amor a la mexicana / En carne viva       | Amor a la mexicana / En carne viva       | Amor a la mexicana / En carne viva       | Amor a la mexicana / En carne viva       | Amor a la mexicana / En carne viva       | Amor a la mexicana / En carne viva       | Amor a la mexicana / En carne viva       | Amor a la mexicana / En carne viva       | Amor a la mexicana / En carne viva       | Amor a la mexicana / En carne viva       | Amor a la mexicana / En carne viva       | Amor a la mexicana / En carne viva       | Amor a la mexicana / En carne viva       | Amor a la mexicana / En carne viva       | Amor a la mexicana / En carne viva       | Amor a la mexicana / En carne viva       | Amor a la mexicana / En carne viva       | Amor a la mexicana / En carne viva       | Amor a la mexicana / En carne viva       | Amor a la mexicana / En carne viva       | Amor a la mexicana / En carne viva       | Thalía / Pandora              | Thalía / Pandora              | Thalía / Pandora              | Thalía / Pandora              | Thalía / Pandora              | Thalía / Pandora              | Thalía / Pandora              | Thalía / Pandora              | Thalía / Pandora              | Thalía / Pandora              | Thalía / Pandora              | Thalía / Pandora              | Thalía / Pandora              | Thalía / Pandora              | Thalía / Pandora              | Thalía / Pandora              | Thalía / Pandora              | Thalía / Pandora              | Thalía / Pandora              | Thalía / Pandora              | Thalía / Pandora              | Thalía / Pandora              | Thalía / Pandora              | Thalía / Pandora              | Thalía / Pandora              | Thalía / Pandora              | Thalía / Pandora              | Thalía / Pandora              | Thalía / Pandora              | Thalía / Pandora              | Thalía / Pandora              | Thalía / Pandora              | Thalía / Pandora              | Thalía / Pandora              | Thalía / Pandora              | Thalía / Pandora              | Thalía / Pandora              | Thalía / Pandora              | Thalía / Pandora              | Thalía / Pandora              | Thalía / Pandora              | Thalía / Pandora              | Thalía / Pandora              | Thalía / Pandora              | Thalía / Pandora              | Thalía / Pandora              | Thalía / Pandora              | Thalía / Pandora              | Thalía / Pandora              | Thalía / Pandora              | Thalía / Pandora              | Thalía / Pandora              | Thalía / Pandora              | Thalía / Pandora              | Thalía / Pandora              | Thalía / Pandora              | Thalía / Pandora              | Thalía / Pandora              | Thalía / Pandora              | Thalía / Pandora              | Thalía / Pandora              | Thalía / Pandora              | Thalía / Pandora              | Thalía / Pandora              | Thalía / Pandora              | Thalía / Pandora              | Thalía / Pandora              | Thalía / Pandora              | Thalía / Pandora              | Thalía / Pandora              | Thalía / Pandora              | Thalía / Pandora              | Thalía / Pandora              | Thalía / Pandora              | Thalía / Pandora              | Thalía / Pandora              | Thalía / Pandora              | Thalía / Pandora              | Thalía / Pandora              | Thalía / Pandora              | Thalía / Pandora              | Thalía / Pandora              | Thalía / Pandora              | Thalía / Pandora              | Thalía / Pandora              | Thalía / Pandora              | Thalía / Pandora              | Thalía / Pandora              | Thalía / Pandora              | Thalía / Pandora              | Thalía / Pandora              | Thalía / Pandora              | Thalía / Pandora              | Thalía / Pandora              | Thalía / Pandora              | Thalía / Pandora              | Thalía / Pandora              | Thalía / Pandora              | Thalía / Pandora              | Thalía / Pandora              | Thalía / Pandora              | Thalía / Pandora              | Thalía / Pandora              | Thalía / Pandora              | Thalía / Pandora              | Thalía / Pandora              | Thalía / Pandora              | Thalía / Pandora              | Thalía / Pandora              | Thalía / Pandora              | Thalía / Pandora              | Thalía / Pandora              | Thalía / Pandora              | Thalía / Pandora              | Thalía / Pandora              | Thalía / Pandora              | Thalía / Pandora              | Thalía / Pandora              | Thalía / Pandora              | Thalía / Pandora              | Thalía / Pandora              | Thalía / Pandora              | Thalía / Pandora              | Thalía / Pandora              | Thalía / Pandora              | Thalía / Pandora              | Thalía / Pandora              | Thalía / Pandora              | Thalía / Pandora              | Thalía / Pandora              |
| 21        | 21        | 21        | 21        | 21        | 21        | 21        | 21        | 21        | 21        | 21        | 21        | 21        | 21        | 21        | 21        | 21        | 21        | 21        | 21        | 21        | 21        | 21        | 21        | 21        | 21        | 21        | 21        | 21        | 21        | 21        | 21        | 21        | 21        | 21        | 21        | 21        | 21        | 21        | 21        | 21        | 21        | 21        | 21        | 21        | 21        | 21        | 21        | 21        | 21        | 21        | 21        | 21        | 21        | 21        | 21        | 21        | 21        | 21        | 21        | 21        | 21        | 21        | 21        | 21        | 21        | 21        | 21        | 21        | 21        | 21        | 21        | 21        | 21        | 21        | 21        | 21        | 21        | 21        | 21        | 21        | 21        | 21        | 21        | 21        | 21        | 21        | 21        | 21        | 21        | La diferencia / Bolero falaz             | La diferencia / Bolero falaz             | La diferencia / Bolero falaz             | La diferencia / Bolero falaz             | La diferencia / Bolero falaz             | La diferencia / Bolero falaz             | La diferencia / Bolero falaz             | La diferencia / Bolero falaz             | La diferencia / Bolero falaz             | La diferencia / Bolero falaz             | La diferencia / Bolero falaz             | La diferencia / Bolero falaz             | La diferencia / Bolero falaz             | La diferencia / Bolero falaz             | La diferencia / Bolero falaz             | La diferencia / Bolero falaz             | La diferencia / Bolero falaz             | La diferencia / Bolero falaz             | La diferencia / Bolero falaz             | La diferencia / Bolero falaz             | La diferencia / Bolero falaz             | La diferencia / Bolero falaz             | La diferencia / Bolero falaz             | La diferencia / Bolero falaz             | La diferencia / Bolero falaz             | La diferencia / Bolero falaz             | La diferencia / Bolero falaz             | La diferencia / Bolero falaz             | La diferencia / Bolero falaz             | La diferencia / Bolero falaz             | La diferencia / Bolero falaz             | La diferencia / Bolero falaz             | La diferencia / Bolero falaz             | La diferencia / Bolero falaz             | La diferencia / Bolero falaz             | La diferencia / Bolero falaz             | La diferencia / Bolero falaz             | La diferencia / Bolero falaz             | La diferencia / Bolero falaz             | La diferencia / Bolero falaz             | La diferencia / Bolero falaz             | La diferencia / Bolero falaz             | La diferencia / Bolero falaz             | La diferencia / Bolero falaz             | La diferencia / Bolero falaz             | La diferencia / Bolero falaz             | La diferencia / Bolero falaz             | La diferencia / Bolero falaz             | La diferencia / Bolero falaz             | La diferencia / Bolero falaz             | La diferencia / Bolero falaz             | La diferencia / Bolero falaz             | La diferencia / Bolero falaz             | La diferencia / Bolero falaz             | La diferencia / Bolero falaz             | La diferencia / Bolero falaz             | La diferencia / Bolero falaz             | La diferencia / Bolero falaz             | La diferencia / Bolero falaz             | La diferencia / Bolero falaz             | La diferencia / Bolero falaz             | La diferencia / Bolero falaz             | La diferencia / Bolero falaz             | La diferencia / Bolero falaz             | La diferencia / Bolero falaz             | La diferencia / Bolero falaz             | La diferencia / Bolero falaz             | La diferencia / Bolero falaz             | La diferencia / Bolero falaz             | La diferencia / Bolero falaz             | La diferencia / Bolero falaz             | La diferencia / Bolero falaz             | La diferencia / Bolero falaz             | La diferencia / Bolero falaz             | La diferencia / Bolero falaz             | La diferencia / Bolero falaz             | La diferencia / Bolero falaz             | La diferencia / Bolero falaz             | La diferencia / Bolero falaz             | La diferencia / Bolero falaz             | La diferencia / Bolero falaz             | La diferencia / Bolero falaz             | La diferencia / Bolero falaz             | La diferencia / Bolero falaz             | La diferencia / Bolero falaz             | La diferencia / Bolero falaz             | La diferencia / Bolero falaz             | La diferencia / Bolero falaz             | La diferencia / Bolero falaz             | La diferencia / Bolero falaz             | La diferencia / Bolero falaz             | La diferencia / Bolero falaz             | La diferencia / Bolero falaz             | La diferencia / Bolero falaz             | La diferencia / Bolero falaz             | La diferencia / Bolero falaz             | La diferencia / Bolero falaz             | La diferencia / Bolero falaz             | La diferencia / Bolero falaz             | La diferencia / Bolero falaz             | Juan Gabriel / Aterciopelados | Juan Gabriel / Aterciopelados | Juan Gabriel / Aterciopelados | Juan Gabriel / Aterciopelados | Juan Gabriel / Aterciopelados | Juan Gabriel / Aterciopelados | Juan Gabriel / Aterciopelados | Juan Gabriel / Aterciopelados | Juan Gabriel / Aterciopelados | Juan Gabriel / Aterciopelados | Juan Gabriel / Aterciopelados | Juan Gabriel / Aterciopelados | Juan Gabriel / Aterciopelados | Juan Gabriel / Aterciopelados | Juan Gabriel / Aterciopelados | Juan Gabriel / Aterciopelados | Juan Gabriel / Aterciopelados | Juan Gabriel / Aterciopelados | Juan Gabriel / Aterciopelados | Juan Gabriel / Aterciopelados | Juan Gabriel / Aterciopelados | Juan Gabriel / Aterciopelados | Juan Gabriel / Aterciopelados | Juan Gabriel / Aterciopelados | Juan Gabriel / Aterciopelados | Juan Gabriel / Aterciopelados | Juan Gabriel / Aterciopelados | Juan Gabriel / Aterciopelados | Juan Gabriel / Aterciopelados | Juan Gabriel / Aterciopelados | Juan Gabriel / Aterciopelados | Juan Gabriel / Aterciopelados | Juan Gabriel / Aterciopelados | Juan Gabriel / Aterciopelados | Juan Gabriel / Aterciopelados | Juan Gabriel / Aterciopelados | Juan Gabriel / Aterciopelados | Juan Gabriel / Aterciopelados | Juan Gabriel / Aterciopelados | Juan Gabriel / Aterciopelados | Juan Gabriel / Aterciopelados | Juan Gabriel / Aterciopelados | Juan Gabriel / Aterciopelados | Juan Gabriel / Aterciopelados | Juan Gabriel / Aterciopelados | Juan Gabriel / Aterciopelados | Juan Gabriel / Aterciopelados | Juan Gabriel / Aterciopelados | Juan Gabriel / Aterciopelados | Juan Gabriel / Aterciopelados | Juan Gabriel / Aterciopelados | Juan Gabriel / Aterciopelados | Juan Gabriel / Aterciopelados | Juan Gabriel / Aterciopelados | Juan Gabriel / Aterciopelados | Juan Gabriel / Aterciopelados | Juan Gabriel / Aterciopelados | Juan Gabriel / Aterciopelados | Juan Gabriel / Aterciopelados | Juan Gabriel / Aterciopelados | Juan Gabriel / Aterciopelados | Juan Gabriel / Aterciopelados | Juan Gabriel / Aterciopelados | Juan Gabriel / Aterciopelados | Juan Gabriel / Aterciopelados | Juan Gabriel / Aterciopelados | Juan Gabriel / Aterciopelados | Juan Gabriel / Aterciopelados | Juan Gabriel / Aterciopelados | Juan Gabriel / Aterciopelados | Juan Gabriel / Aterciopelados | Juan Gabriel / Aterciopelados | Juan Gabriel / Aterciopelados | Juan Gabriel / Aterciopelados | Juan Gabriel / Aterciopelados | Juan Gabriel / Aterciopelados | Juan Gabriel / Aterciopelados | Juan Gabriel / Aterciopelados | Juan Gabriel / Aterciopelados | Juan Gabriel / Aterciopelados | Juan Gabriel / Aterciopelados | Juan Gabriel / Aterciopelados | Juan Gabriel / Aterciopelados | Juan Gabriel / Aterciopelados | Juan Gabriel / Aterciopelados | Juan Gabriel / Aterciopelados | Juan Gabriel / Aterciopelados | Juan Gabriel / Aterciopelados | Juan Gabriel / Aterciopelados | Juan Gabriel / Aterciopelados | Juan Gabriel / Aterciopelados | Juan Gabriel / Aterciopelados | Juan Gabriel / Aterciopelados | Juan Gabriel / Aterciopelados | Juan Gabriel / Aterciopelados | Juan Gabriel / Aterciopelados | Juan Gabriel / Aterciopelados | Juan Gabriel / Aterciopelados | Juan Gabriel / Aterciopelados | Juan Gabriel / Aterciopelados | Juan Gabriel / Aterciopelados | Juan Gabriel / Aterciopelados | Juan Gabriel / Aterciopelados | Juan Gabriel / Aterciopelados | Juan Gabriel / Aterciopelados | Juan Gabriel / Aterciopelados | Juan Gabriel / Aterciopelados | Juan Gabriel / Aterciopelados | Juan Gabriel / Aterciopelados | Juan Gabriel / Aterciopelados | Juan Gabriel / Aterciopelados | Juan Gabriel / Aterciopelados | Juan Gabriel / Aterciopelados | Juan Gabriel / Aterciopelados | Juan Gabriel / Aterciopelados | Juan Gabriel / Aterciopelados | Juan Gabriel / Aterciopelados | Juan Gabriel / Aterciopelados | Juan Gabriel / Aterciopelados | Juan Gabriel / Aterciopelados | Juan Gabriel / Aterciopelados | Juan Gabriel / Aterciopelados | Juan Gabriel / Aterciopelados | Juan Gabriel / Aterciopelados | Juan Gabriel / Aterciopelados | Juan Gabriel / Aterciopelados | Juan Gabriel / Aterciopelados | Juan Gabriel / Aterciopelados | Juan Gabriel / Aterciopelados | Juan Gabriel / Aterciopelados |
| 22        | 22        | 22        | 22        | 22        | 22        | 22        | 22        | 22        | 22        | 22        | 22        | 22        | 22        | 22        | 22        | 22        | 22        | 22        | 22        | 22        | 22        | 22        | 22        | 22        | 22        | 22        | 22        | 22        | 22        | 22        | 22        | 22        | 22        | 22        | 22        | 22        | 22        | 22        | 22        | 22        | 22        | 22        | 22        | 22        | 22        | 22        | 22        | 22        | 22        | 22        | 22        | 22        | 22        | 22        | 22        | 22        | 22        | 22        | 22        | 22        | 22        | 22        | 22        | 22        | 22        | 22        | 22        | 22        | 22        | 22        | 22        | 22        | 22        | 22        | 22        | 22        | 22        | 22        | 22        | 22        | 22        | 22        | 22        | 22        | 22        | 22        | 22        | 22        | 22        | Cucurrucucu Paloma / Unbreak my heart    | Cucurrucucu Paloma / Unbreak my heart    | Cucurrucucu Paloma / Unbreak my heart    | Cucurrucucu Paloma / Unbreak my heart    | Cucurrucucu Paloma / Unbreak my heart    | Cucurrucucu Paloma / Unbreak my heart    | Cucurrucucu Paloma / Unbreak my heart    | Cucurrucucu Paloma / Unbreak my heart    | Cucurrucucu Paloma / Unbreak my heart    | Cucurrucucu Paloma / Unbreak my heart    | Cucurrucucu Paloma / Unbreak my heart    | Cucurrucucu Paloma / Unbreak my heart    | Cucurrucucu Paloma / Unbreak my heart    | Cucurrucucu Paloma / Unbreak my heart    | Cucurrucucu Paloma / Unbreak my heart    | Cucurrucucu Paloma / Unbreak my heart    | Cucurrucucu Paloma / Unbreak my heart    | Cucurrucucu Paloma / Unbreak my heart    | Cucurrucucu Paloma / Unbreak my heart    | Cucurrucucu Paloma / Unbreak my heart    | Cucurrucucu Paloma / Unbreak my heart    | Cucurrucucu Paloma / Unbreak my heart    | Cucurrucucu Paloma / Unbreak my heart    | Cucurrucucu Paloma / Unbreak my heart    | Cucurrucucu Paloma / Unbreak my heart    | Cucurrucucu Paloma / Unbreak my heart    | Cucurrucucu Paloma / Unbreak my heart    | Cucurrucucu Paloma / Unbreak my heart    | Cucurrucucu Paloma / Unbreak my heart    | Cucurrucucu Paloma / Unbreak my heart    | Cucurrucucu Paloma / Unbreak my heart    | Cucurrucucu Paloma / Unbreak my heart    | Cucurrucucu Paloma / Unbreak my heart    | Cucurrucucu Paloma / Unbreak my heart    | Cucurrucucu Paloma / Unbreak my heart    | Cucurrucucu Paloma / Unbreak my heart    | Cucurrucucu Paloma / Unbreak my heart    | Cucurrucucu Paloma / Unbreak my heart    | Cucurrucucu Paloma / Unbreak my heart    | Cucurrucucu Paloma / Unbreak my heart    | Cucurrucucu Paloma / Unbreak my heart    | Cucurrucucu Paloma / Unbreak my heart    | Cucurrucucu Paloma / Unbreak my heart    | Cucurrucucu Paloma / Unbreak my heart    | Cucurrucucu Paloma / Unbreak my heart    | Cucurrucucu Paloma / Unbreak my heart    | Cucurrucucu Paloma / Unbreak my heart    | Cucurrucucu Paloma / Unbreak my heart    | Cucurrucucu Paloma / Unbreak my heart    | Cucurrucucu Paloma / Unbreak my heart    | Cucurrucucu Paloma / Unbreak my heart    | Cucurrucucu Paloma / Unbreak my heart    | Cucurrucucu Paloma / Unbreak my heart    | Cucurrucucu Paloma / Unbreak my heart    | Cucurrucucu Paloma / Unbreak my heart    | Cucurrucucu Paloma / Unbreak my heart    | Cucurrucucu Paloma / Unbreak my heart    | Cucurrucucu Paloma / Unbreak my heart    | Cucurrucucu Paloma / Unbreak my heart    | Cucurrucucu Paloma / Unbreak my heart    | Cucurrucucu Paloma / Unbreak my heart    | Cucurrucucu Paloma / Unbreak my heart    | Cucurrucucu Paloma / Unbreak my heart    | Cucurrucucu Paloma / Unbreak my heart    | Cucurrucucu Paloma / Unbreak my heart    | Cucurrucucu Paloma / Unbreak my heart    | Cucurrucucu Paloma / Unbreak my heart    | Cucurrucucu Paloma / Unbreak my heart    | Cucurrucucu Paloma / Unbreak my heart    | Cucurrucucu Paloma / Unbreak my heart    | Cucurrucucu Paloma / Unbreak my heart    | Cucurrucucu Paloma / Unbreak my heart    | Cucurrucucu Paloma / Unbreak my heart    | Cucurrucucu Paloma / Unbreak my heart    | Cucurrucucu Paloma / Unbreak my heart    | Cucurrucucu Paloma / Unbreak my heart    | Cucurrucucu Paloma / Unbreak my heart    | Cucurrucucu Paloma / Unbreak my heart    | Cucurrucucu Paloma / Unbreak my heart    | Cucurrucucu Paloma / Unbreak my heart    | Cucurrucucu Paloma / Unbreak my heart    | Cucurrucucu Paloma / Unbreak my heart    | Cucurrucucu Paloma / Unbreak my heart    | Cucurrucucu Paloma / Unbreak my heart    | Cucurrucucu Paloma / Unbreak my heart    | Cucurrucucu Paloma / Unbreak my heart    | Cucurrucucu Paloma / Unbreak my heart    | Cucurrucucu Paloma / Unbreak my heart    | Cucurrucucu Paloma / Unbreak my heart    | Cucurrucucu Paloma / Unbreak my heart    | Cucurrucucu Paloma / Unbreak my heart    | Cucurrucucu Paloma / Unbreak my heart    | Cucurrucucu Paloma / Unbreak my heart    | Cucurrucucu Paloma / Unbreak my heart    | Cucurrucucu Paloma / Unbreak my heart    | Cucurrucucu Paloma / Unbreak my heart    | Cucurrucucu Paloma / Unbreak my heart    | Cucurrucucu Paloma / Unbreak my heart    | Cucurrucucu Paloma / Unbreak my heart    | Cucurrucucu Paloma / Unbreak my heart    | Lola Beltrán/Toni Braxton     | Lola Beltrán/Toni Braxton     | Lola Beltrán/Toni Braxton     | Lola Beltrán/Toni Braxton     | Lola Beltrán/Toni Braxton     | Lola Beltrán/Toni Braxton     | Lola Beltrán/Toni Braxton     | Lola Beltrán/Toni Braxton     | Lola Beltrán/Toni Braxton     | Lola Beltrán/Toni Braxton     | Lola Beltrán/Toni Braxton     | Lola Beltrán/Toni Braxton     | Lola Beltrán/Toni Braxton     | Lola Beltrán/Toni Braxton     | Lola Beltrán/Toni Braxton     | Lola Beltrán/Toni Braxton     | Lola Beltrán/Toni Braxton     | Lola Beltrán/Toni Braxton     | Lola Beltrán/Toni Braxton     | Lola Beltrán/Toni Braxton     | Lola Beltrán/Toni Braxton     | Lola Beltrán/Toni Braxton     | Lola Beltrán/Toni Braxton     | Lola Beltrán/Toni Braxton     | Lola Beltrán/Toni Braxton     | Lola Beltrán/Toni Braxton     | Lola Beltrán/Toni Braxton     | Lola Beltrán/Toni Braxton     | Lola Beltrán/Toni Braxton     | Lola Beltrán/Toni Braxton     | Lola Beltrán/Toni Braxton     | Lola Beltrán/Toni Braxton     | Lola Beltrán/Toni Braxton     | Lola Beltrán/Toni Braxton     | Lola Beltrán/Toni Braxton     | Lola Beltrán/Toni Braxton     | Lola Beltrán/Toni Braxton     | Lola Beltrán/Toni Braxton     | Lola Beltrán/Toni Braxton     | Lola Beltrán/Toni Braxton     | Lola Beltrán/Toni Braxton     | Lola Beltrán/Toni Braxton     | Lola Beltrán/Toni Braxton     | Lola Beltrán/Toni Braxton     | Lola Beltrán/Toni Braxton     | Lola Beltrán/Toni Braxton     | Lola Beltrán/Toni Braxton     | Lola Beltrán/Toni Braxton     | Lola Beltrán/Toni Braxton     | Lola Beltrán/Toni Braxton     | Lola Beltrán/Toni Braxton     | Lola Beltrán/Toni Braxton     | Lola Beltrán/Toni Braxton     | Lola Beltrán/Toni Braxton     | Lola Beltrán/Toni Braxton     | Lola Beltrán/Toni Braxton     | Lola Beltrán/Toni Braxton     | Lola Beltrán/Toni Braxton     | Lola Beltrán/Toni Braxton     | Lola Beltrán/Toni Braxton     | Lola Beltrán/Toni Braxton     | Lola Beltrán/Toni Braxton     | Lola Beltrán/Toni Braxton     | Lola Beltrán/Toni Braxton     | Lola Beltrán/Toni Braxton     | Lola Beltrán/Toni Braxton     | Lola Beltrán/Toni Braxton     | Lola Beltrán/Toni Braxton     | Lola Beltrán/Toni Braxton     | Lola Beltrán/Toni Braxton     | Lola Beltrán/Toni Braxton     | Lola Beltrán/Toni Braxton     | Lola Beltrán/Toni Braxton     | Lola Beltrán/Toni Braxton     | Lola Beltrán/Toni Braxton     | Lola Beltrán/Toni Braxton     | Lola Beltrán/Toni Braxton     | Lola Beltrán/Toni Braxton     | Lola Beltrán/Toni Braxton     | Lola Beltrán/Toni Braxton     | Lola Beltrán/Toni Braxton     | Lola Beltrán/Toni Braxton     | Lola Beltrán/Toni Braxton     | Lola Beltrán/Toni Braxton     | Lola Beltrán/Toni Braxton     | Lola Beltrán/Toni Braxton     | Lola Beltrán/Toni Braxton     | Lola Beltrán/Toni Braxton     | Lola Beltrán/Toni Braxton     | Lola Beltrán/Toni Braxton     | Lola Beltrán/Toni Braxton     | Lola Beltrán/Toni Braxton     | Lola Beltrán/Toni Braxton     | Lola Beltrán/Toni Braxton     | Lola Beltrán/Toni Braxton     | Lola Beltrán/Toni Braxton     | Lola Beltrán/Toni Braxton     | Lola Beltrán/Toni Braxton     | Lola Beltrán/Toni Braxton     | Lola Beltrán/Toni Braxton     | Lola Beltrán/Toni Braxton     | Lola Beltrán/Toni Braxton     | Lola Beltrán/Toni Braxton     | Lola Beltrán/Toni Braxton     | Lola Beltrán/Toni Braxton     | Lola Beltrán/Toni Braxton     | Lola Beltrán/Toni Braxton     | Lola Beltrán/Toni Braxton     | Lola Beltrán/Toni Braxton     | Lola Beltrán/Toni Braxton     | Lola Beltrán/Toni Braxton     | Lola Beltrán/Toni Braxton     | Lola Beltrán/Toni Braxton     | Lola Beltrán/Toni Braxton     | Lola Beltrán/Toni Braxton     | Lola Beltrán/Toni Braxton     | Lola Beltrán/Toni Braxton     | Lola Beltrán/Toni Braxton     | Lola Beltrán/Toni Braxton     | Lola Beltrán/Toni Braxton     | Lola Beltrán/Toni Braxton     | Lola Beltrán/Toni Braxton     | Lola Beltrán/Toni Braxton     | Lola Beltrán/Toni Braxton     | Lola Beltrán/Toni Braxton     | Lola Beltrán/Toni Braxton     | Lola Beltrán/Toni Braxton     | Lola Beltrán/Toni Braxton     | Lola Beltrán/Toni Braxton     | Lola Beltrán/Toni Braxton     |
| 23        | 23        | 23        | 23        | 23        | 23        | 23        | 23        | 23        | 23        | 23        | 23        | 23        | 23        | 23        | 23        | 23        | 23        | 23        | 23        | 23        | 23        | 23        | 23        | 23        | 23        | 23        | 23        | 23        | 23        | 23        | 23        | 23        | 23        | 23        | 23        | 23        | 23        | 23        | 23        | 23        | 23        | 23        | 23        | 23        | 23        | 23        | 23        | 23        | 23        | 23        | 23        | 23        | 23        | 23        | 23        | 23        | 23        | 23        | 23        | 23        | 23        | 23        | 23        | 23        | 23        | 23        | 23        | 23        | 23        | 23        | 23        | 23        | 23        | 23        | 23        | 23        | 23        | 23        | 23        | 23        | 23        | 23        | 23        | 23        | 23        | 23        | 23        | 23        | 23        | Mío (A dúo con Elisa Valenzuela)         | Mío (A dúo con Elisa Valenzuela)         | Mío (A dúo con Elisa Valenzuela)         | Mío (A dúo con Elisa Valenzuela)         | Mío (A dúo con Elisa Valenzuela)         | Mío (A dúo con Elisa Valenzuela)         | Mío (A dúo con Elisa Valenzuela)         | Mío (A dúo con Elisa Valenzuela)         | Mío (A dúo con Elisa Valenzuela)         | Mío (A dúo con Elisa Valenzuela)         | Mío (A dúo con Elisa Valenzuela)         | Mío (A dúo con Elisa Valenzuela)         | Mío (A dúo con Elisa Valenzuela)         | Mío (A dúo con Elisa Valenzuela)         | Mío (A dúo con Elisa Valenzuela)         | Mío (A dúo con Elisa Valenzuela)         | Mío (A dúo con Elisa Valenzuela)         | Mío (A dúo con Elisa Valenzuela)         | Mío (A dúo con Elisa Valenzuela)         | Mío (A dúo con Elisa Valenzuela)         | Mío (A dúo con Elisa Valenzuela)         | Mío (A dúo con Elisa Valenzuela)         | Mío (A dúo con Elisa Valenzuela)         | Mío (A dúo con Elisa Valenzuela)         | Mío (A dúo con Elisa Valenzuela)         | Mío (A dúo con Elisa Valenzuela)         | Mío (A dúo con Elisa Valenzuela)         | Mío (A dúo con Elisa Valenzuela)         | Mío (A dúo con Elisa Valenzuela)         | Mío (A dúo con Elisa Valenzuela)         | Mío (A dúo con Elisa Valenzuela)         | Mío (A dúo con Elisa Valenzuela)         | Mío (A dúo con Elisa Valenzuela)         | Mío (A dúo con Elisa Valenzuela)         | Mío (A dúo con Elisa Valenzuela)         | Mío (A dúo con Elisa Valenzuela)         | Mío (A dúo con Elisa Valenzuela)         | Mío (A dúo con Elisa Valenzuela)         | Mío (A dúo con Elisa Valenzuela)         | Mío (A dúo con Elisa Valenzuela)         | Mío (A dúo con Elisa Valenzuela)         | Mío (A dúo con Elisa Valenzuela)         | Mío (A dúo con Elisa Valenzuela)         | Mío (A dúo con Elisa Valenzuela)         | Mío (A dúo con Elisa Valenzuela)         | Mío (A dúo con Elisa Valenzuela)         | Mío (A dúo con Elisa Valenzuela)         | Mío (A dúo con Elisa Valenzuela)         | Mío (A dúo con Elisa Valenzuela)         | Mío (A dúo con Elisa Valenzuela)         | Mío (A dúo con Elisa Valenzuela)         | Mío (A dúo con Elisa Valenzuela)         | Mío (A dúo con Elisa Valenzuela)         | Mío (A dúo con Elisa Valenzuela)         | Mío (A dúo con Elisa Valenzuela)         | Mío (A dúo con Elisa Valenzuela)         | Mío (A dúo con Elisa Valenzuela)         | Mío (A dúo con Elisa Valenzuela)         | Mío (A dúo con Elisa Valenzuela)         | Mío (A dúo con Elisa Valenzuela)         | Mío (A dúo con Elisa Valenzuela)         | Mío (A dúo con Elisa Valenzuela)         | Mío (A dúo con Elisa Valenzuela)         | Mío (A dúo con Elisa Valenzuela)         | Mío (A dúo con Elisa Valenzuela)         | Mío (A dúo con Elisa Valenzuela)         | Mío (A dúo con Elisa Valenzuela)         | Mío (A dúo con Elisa Valenzuela)         | Mío (A dúo con Elisa Valenzuela)         | Mío (A dúo con Elisa Valenzuela)         | Mío (A dúo con Elisa Valenzuela)         | Mío (A dúo con Elisa Valenzuela)         | Mío (A dúo con Elisa Valenzuela)         | Mío (A dúo con Elisa Valenzuela)         | Mío (A dúo con Elisa Valenzuela)         | Mío (A dúo con Elisa Valenzuela)         | Mío (A dúo con Elisa Valenzuela)         | Mío (A dúo con Elisa Valenzuela)         | Mío (A dúo con Elisa Valenzuela)         | Mío (A dúo con Elisa Valenzuela)         | Mío (A dúo con Elisa Valenzuela)         | Mío (A dúo con Elisa Valenzuela)         | Mío (A dúo con Elisa Valenzuela)         | Mío (A dúo con Elisa Valenzuela)         | Mío (A dúo con Elisa Valenzuela)         | Mío (A dúo con Elisa Valenzuela)         | Mío (A dúo con Elisa Valenzuela)         | Mío (A dúo con Elisa Valenzuela)         | Mío (A dúo con Elisa Valenzuela)         | Mío (A dúo con Elisa Valenzuela)         | Mío (A dúo con Elisa Valenzuela)         | Mío (A dúo con Elisa Valenzuela)         | Mío (A dúo con Elisa Valenzuela)         | Mío (A dúo con Elisa Valenzuela)         | Mío (A dúo con Elisa Valenzuela)         | Mío (A dúo con Elisa Valenzuela)         | Mío (A dúo con Elisa Valenzuela)         | Mío (A dúo con Elisa Valenzuela)         | Mío (A dúo con Elisa Valenzuela)         | Mío (A dúo con Elisa Valenzuela)         | Paulina Rubio                 | Paulina Rubio                 | Paulina Rubio                 | Paulina Rubio                 | Paulina Rubio                 | Paulina Rubio                 | Paulina Rubio                 | Paulina Rubio                 | Paulina Rubio                 | Paulina Rubio                 | Paulina Rubio                 | Paulina Rubio                 | Paulina Rubio                 | Paulina Rubio                 | Paulina Rubio                 | Paulina Rubio                 | Paulina Rubio                 | Paulina Rubio                 | Paulina Rubio                 | Paulina Rubio                 | Paulina Rubio                 | Paulina Rubio                 | Paulina Rubio                 | Paulina Rubio                 | Paulina Rubio                 | Paulina Rubio                 | Paulina Rubio                 | Paulina Rubio                 | Paulina Rubio                 | Paulina Rubio                 | Paulina Rubio                 | Paulina Rubio                 | Paulina Rubio                 | Paulina Rubio                 | Paulina Rubio                 | Paulina Rubio                 | Paulina Rubio                 | Paulina Rubio                 | Paulina Rubio                 | Paulina Rubio                 | Paulina Rubio                 | Paulina Rubio                 | Paulina Rubio                 | Paulina Rubio                 | Paulina Rubio                 | Paulina Rubio                 | Paulina Rubio                 | Paulina Rubio                 | Paulina Rubio                 | Paulina Rubio                 | Paulina Rubio                 | Paulina Rubio                 | Paulina Rubio                 | Paulina Rubio                 | Paulina Rubio                 | Paulina Rubio                 | Paulina Rubio                 | Paulina Rubio                 | Paulina Rubio                 | Paulina Rubio                 | Paulina Rubio                 | Paulina Rubio                 | Paulina Rubio                 | Paulina Rubio                 | Paulina Rubio                 | Paulina Rubio                 | Paulina Rubio                 | Paulina Rubio                 | Paulina Rubio                 | Paulina Rubio                 | Paulina Rubio                 | Paulina Rubio                 | Paulina Rubio                 | Paulina Rubio                 | Paulina Rubio                 | Paulina Rubio                 | Paulina Rubio                 | Paulina Rubio                 | Paulina Rubio                 | Paulina Rubio                 | Paulina Rubio                 | Paulina Rubio                 | Paulina Rubio                 | Paulina Rubio                 | Paulina Rubio                 | Paulina Rubio                 | Paulina Rubio                 | Paulina Rubio                 | Paulina Rubio                 | Paulina Rubio                 | Paulina Rubio                 | Paulina Rubio                 | Paulina Rubio                 | Paulina Rubio                 | Paulina Rubio                 | Paulina Rubio                 | Paulina Rubio                 | Paulina Rubio                 | Paulina Rubio                 | Paulina Rubio                 | Paulina Rubio                 | Paulina Rubio                 | Paulina Rubio                 | Paulina Rubio                 | Paulina Rubio                 | Paulina Rubio                 | Paulina Rubio                 | Paulina Rubio                 | Paulina Rubio                 | Paulina Rubio                 | Paulina Rubio                 | Paulina Rubio                 | Paulina Rubio                 | Paulina Rubio                 | Paulina Rubio                 | Paulina Rubio                 | Paulina Rubio                 | Paulina Rubio                 | Paulina Rubio                 | Paulina Rubio                 | Paulina Rubio                 | Paulina Rubio                 | Paulina Rubio                 | Paulina Rubio                 | Paulina Rubio                 | Paulina Rubio                 | Paulina Rubio                 | Paulina Rubio                 | Paulina Rubio                 | Paulina Rubio                 |

### Solista
Participó en las tres ediciones del Desafío de estrellas, en la primera (2003) logra quedar en la segunda posición, tan sólo abajo de Yahir.
La siguiente es una lista con las presentaciones de Nadia durante el Desafío de estrellas:
| Concierto | Concierto | Concierto | Concierto | Concierto | Concierto | Concierto | Concierto | Concierto | Concierto | Concierto | Concierto | Concierto | Concierto | Concierto | Concierto | Concierto | Concierto | Concierto | Concierto | Concierto | Concierto | Concierto | Concierto | Concierto | Concierto | Concierto | Concierto | Concierto | Concierto | Concierto | Concierto | Concierto | Concierto | Concierto | Concierto | Concierto | Concierto | Concierto | Concierto | Concierto | Concierto | Concierto | Concierto | Concierto | Concierto | Concierto | Concierto | Concierto | Concierto | Concierto | Concierto | Concierto | Concierto | Concierto | Concierto | Concierto | Concierto | Concierto | Concierto | Concierto | Concierto | Concierto | Concierto | Concierto | Concierto | Concierto | Concierto | Concierto | Concierto | Concierto | Concierto | Concierto | Concierto | Concierto | Concierto | Concierto | Concierto | Concierto | Concierto | Concierto | Concierto | Concierto | Concierto | Concierto | Concierto | Concierto | Concierto | Concierto | Concierto | Canción | Canción | Canción | Canción | Canción | Canción | Canción | Canción | Canción | Canción | Canción | Canción | Canción | Canción | Canción | Canción | Canción | Canción | Canción | Canción | Canción | Canción | Canción | Canción | Canción | Canción | Canción | Canción | Canción | Canción | Canción | Canción | Canción | Canción | Canción | Canción | Canción | Canción | Canción | Canción | Canción | Canción | Canción | Canción | Canción | Canción | Canción | Canción | Canción | Canción | Canción | Canción | Canción | Canción | Canción | Canción | Canción | Canción | Canción | Canción | Canción | Canción | Canción | Canción | Canción | Canción | Canción | Canción | Canción | Canción | Canción | Canción | Canción | Canción | Canción | Canción | Canción | Canción | Canción | Canción | Canción | Canción | Canción | Canción | Canción | Canción | Canción | Canción | Canción | Canción | Canción | Canción | Canción | Canción | Canción | Canción | Canción | Canción | Canción | Canción | Canción                                  | Canción                                  | Canción                                  | Canción                                  | Canción                                  | Canción                                  | Canción                                  | Canción                                  | Canción                                  | Canción                                  | Canción                                  | Canción                                  | Canción                                  | Canción                                  | Canción                                  | Canción                                  | Canción                                  | Canción                                  | Canción                                  | Canción                                  | Canción                                  | Canción                                  | Canción                                  | Canción                                  | Canción                                  | Canción                                  | Canción                                  | Canción                                  | Canción                                  | Canción                                  | Artista original                         | Artista original                         | Artista original                         | Artista original                         | Artista original                         | Artista original                         | Artista original                         | Artista original                         | Artista original                         | Artista original                         | Artista original                         | Artista original                         | Artista original                         | Artista original                         | Artista original                         | Artista original                         | Artista original                         | Artista original                         | Artista original                         | Artista original                         | Artista original                         | Artista original                         | Artista original                         | Artista original                         | Artista original                         | Artista original                         | Artista original                         | Artista original                         | Artista original                         | Artista original                         | Artista original                         | Artista original                         | Artista original                         | Artista original                         | Artista original                         | Artista original                         | Artista original                         | Artista original                         | Artista original                         | Artista original                         | Artista original                         | Artista original                         | Artista original                         | Artista original                         | Artista original                         | Artista original                         | Artista original                         | Artista original                         | Artista original                         | Artista original                         | Artista original                         | Artista original                         | Artista original                         | Artista original                         | Artista original                         | Artista original                         | Artista original                         | Artista original                         | Artista original                         | Artista original                         | Artista original                         | Artista original                         | Artista original                         | Artista original                         | Artista original                         | Artista original                         | Artista original                         | Artista original                         | Artista original                         | Artista original                         | Artista original                         | Artista original                         | Artista original                         | Artista original                         | Artista original                         | Artista original                         | Artista original                         | Artista original                         | Artista original                         | Artista original                         | Artista original                         | Artista original                         | Artista original                         | Artista original                         | Artista original                         | Artista original                         | Artista original                         | Artista original                         | Artista original                         | Artista original                         | Artista original                         | Artista original                         | Artista original                         | Artista original                         | Artista original                         | Artista original                         | Artista original                         | Artista original                         | Artista original                         | Artista original                         |
| 01        | 01        | 01        | 01        | 01        | 01        | 01        | 01        | 01        | 01        | 01        | 01        | 01        | 01        | 01        | 01        | 01        | 01        | 01        | 01        | 01        | 01        | 01        | 01        | 01        | 01        | 01        | 01        | 01        | 01        | 01        | 01        | 01        | 01        | 01        | 01        | 01        | 01        | 01        | 01        | 01        | 01        | 01        | 01        | 01        | 01        | 01        | 01        | 01        | 01        | 01        | 01        | 01        | 01        | 01        | 01        | 01        | 01        | 01        | 01        | 01        | 01        | 01        | 01        | 01        | 01        | 01        | 01        | 01        | 01        | 01        | 01        | 01        | 01        | 01        | 01        | 01        | 01        | 01        | 01        | 01        | 01        | 01        | 01        | 01        | 01        | 01        | 01        | 01        | 01        | Las mil y una noches (Con Toñita y Erika Alcocer Luna).                                                            | Las mil y una noches (Con Toñita y Erika Alcocer Luna).                                                            | Las mil y una noches (Con Toñita y Erika Alcocer Luna).                                                            | Las mil y una noches (Con Toñita y Erika Alcocer Luna).                                                            | Las mil y una noches (Con Toñita y Erika Alcocer Luna).                                                            | Las mil y una noches (Con Toñita y Erika Alcocer Luna).                                                            | Las mil y una noches (Con Toñita y Erika Alcocer Luna).                                                            | Las mil y una noches (Con Toñita y Erika Alcocer Luna).                                                            | Las mil y una noches (Con Toñita y Erika Alcocer Luna).                                                            | Las mil y una noches (Con Toñita y Erika Alcocer Luna).                                                            | Las mil y una noches (Con Toñita y Erika Alcocer Luna).                                                            | Las mil y una noches (Con Toñita y Erika Alcocer Luna).                                                            | Las mil y una noches (Con Toñita y Erika Alcocer Luna).                                                            | Las mil y una noches (Con Toñita y Erika Alcocer Luna).                                                            | Las mil y una noches (Con Toñita y Erika Alcocer Luna).                                                            | Las mil y una noches (Con Toñita y Erika Alcocer Luna).                                                            | Las mil y una noches (Con Toñita y Erika Alcocer Luna).                                                            | Las mil y una noches (Con Toñita y Erika Alcocer Luna).                                                            | Las mil y una noches (Con Toñita y Erika Alcocer Luna).                                                            | Las mil y una noches (Con Toñita y Erika Alcocer Luna).                                                            | Las mil y una noches (Con Toñita y Erika Alcocer Luna).                                                            | Las mil y una noches (Con Toñita y Erika Alcocer Luna).                                                            | Las mil y una noches (Con Toñita y Erika Alcocer Luna).                                                            | Las mil y una noches (Con Toñita y Erika Alcocer Luna).                                                            | Las mil y una noches (Con Toñita y Erika Alcocer Luna).                                                            | Las mil y una noches (Con Toñita y Erika Alcocer Luna).                                                            | Las mil y una noches (Con Toñita y Erika Alcocer Luna).                                                            | Las mil y una noches (Con Toñita y Erika Alcocer Luna).                                                            | Las mil y una noches (Con Toñita y Erika Alcocer Luna).                                                            | Las mil y una noches (Con Toñita y Erika Alcocer Luna).                                                            | Las mil y una noches (Con Toñita y Erika Alcocer Luna).                                                            | Las mil y una noches (Con Toñita y Erika Alcocer Luna).                                                            | Las mil y una noches (Con Toñita y Erika Alcocer Luna).                                                            | Las mil y una noches (Con Toñita y Erika Alcocer Luna).                                                            | Las mil y una noches (Con Toñita y Erika Alcocer Luna).                                                            | Las mil y una noches (Con Toñita y Erika Alcocer Luna).                                                            | Las mil y una noches (Con Toñita y Erika Alcocer Luna).                                                            | Las mil y una noches (Con Toñita y Erika Alcocer Luna).                                                            | Las mil y una noches (Con Toñita y Erika Alcocer Luna).                                                            | Las mil y una noches (Con Toñita y Erika Alcocer Luna).                                                            | Las mil y una noches (Con Toñita y Erika Alcocer Luna).                                                            | Las mil y una noches (Con Toñita y Erika Alcocer Luna).                                                            | Las mil y una noches (Con Toñita y Erika Alcocer Luna).                                                            | Las mil y una noches (Con Toñita y Erika Alcocer Luna).                                                            | Las mil y una noches (Con Toñita y Erika Alcocer Luna).                                                            | Las mil y una noches (Con Toñita y Erika Alcocer Luna).                                                            | Las mil y una noches (Con Toñita y Erika Alcocer Luna).                                                            | Las mil y una noches (Con Toñita y Erika Alcocer Luna).                                                            | Las mil y una noches (Con Toñita y Erika Alcocer Luna).                                                            | Las mil y una noches (Con Toñita y Erika Alcocer Luna).                                                            | Las mil y una noches (Con Toñita y Erika Alcocer Luna).                                                            | Las mil y una noches (Con Toñita y Erika Alcocer Luna).                                                            | Las mil y una noches (Con Toñita y Erika Alcocer Luna).                                                            | Las mil y una noches (Con Toñita y Erika Alcocer Luna).                                                            | Las mil y una noches (Con Toñita y Erika Alcocer Luna).                                                            | Las mil y una noches (Con Toñita y Erika Alcocer Luna).                                                            | Las mil y una noches (Con Toñita y Erika Alcocer Luna).                                                            | Las mil y una noches (Con Toñita y Erika Alcocer Luna).                                                            | Las mil y una noches (Con Toñita y Erika Alcocer Luna).                                                            | Las mil y una noches (Con Toñita y Erika Alcocer Luna).                                                            | Las mil y una noches (Con Toñita y Erika Alcocer Luna).                                                            | Las mil y una noches (Con Toñita y Erika Alcocer Luna).                                                            | Las mil y una noches (Con Toñita y Erika Alcocer Luna).                                                            | Las mil y una noches (Con Toñita y Erika Alcocer Luna).                                                            | Las mil y una noches (Con Toñita y Erika Alcocer Luna).                                                            | Las mil y una noches (Con Toñita y Erika Alcocer Luna).                                                            | Las mil y una noches (Con Toñita y Erika Alcocer Luna).                                                            | Las mil y una noches (Con Toñita y Erika Alcocer Luna).                                                            | Las mil y una noches (Con Toñita y Erika Alcocer Luna).                                                            | Las mil y una noches (Con Toñita y Erika Alcocer Luna).                                                            | Las mil y una noches (Con Toñita y Erika Alcocer Luna).                                                            | Las mil y una noches (Con Toñita y Erika Alcocer Luna).                                                            | Las mil y una noches (Con Toñita y Erika Alcocer Luna).                                                            | Las mil y una noches (Con Toñita y Erika Alcocer Luna).                                                            | Las mil y una noches (Con Toñita y Erika Alcocer Luna).                                                            | Las mil y una noches (Con Toñita y Erika Alcocer Luna).                                                            | Las mil y una noches (Con Toñita y Erika Alcocer Luna).                                                            | Las mil y una noches (Con Toñita y Erika Alcocer Luna).                                                            | Las mil y una noches (Con Toñita y Erika Alcocer Luna).                                                            | Las mil y una noches (Con Toñita y Erika Alcocer Luna).                                                            | Las mil y una noches (Con Toñita y Erika Alcocer Luna).                                                            | Las mil y una noches (Con Toñita y Erika Alcocer Luna).                                                            | Las mil y una noches (Con Toñita y Erika Alcocer Luna).                                                            | Las mil y una noches (Con Toñita y Erika Alcocer Luna).                                                            | Las mil y una noches (Con Toñita y Erika Alcocer Luna).                                                            | Las mil y una noches (Con Toñita y Erika Alcocer Luna).                                                            | Las mil y una noches (Con Toñita y Erika Alcocer Luna).                                                            | Las mil y una noches (Con Toñita y Erika Alcocer Luna).                                                            | Las mil y una noches (Con Toñita y Erika Alcocer Luna).                                                            | Las mil y una noches (Con Toñita y Erika Alcocer Luna).                                                            | Las mil y una noches (Con Toñita y Erika Alcocer Luna).                                                            | Las mil y una noches (Con Toñita y Erika Alcocer Luna).                                                            | Las mil y una noches (Con Toñita y Erika Alcocer Luna).                                                            | Las mil y una noches (Con Toñita y Erika Alcocer Luna).                                                            | Las mil y una noches (Con Toñita y Erika Alcocer Luna).                                                            | Las mil y una noches (Con Toñita y Erika Alcocer Luna).                                                            | Las mil y una noches (Con Toñita y Erika Alcocer Luna).                                                            | Las mil y una noches (Con Toñita y Erika Alcocer Luna).                                                            | Las mil y una noches (Con Toñita y Erika Alcocer Luna).                                                            | Las mil y una noches (Con Toñita y Erika Alcocer Luna).                                                            | Flans                                    | Flans                                    | Flans                                    | Flans                                    | Flans                                    | Flans                                    | Flans                                    | Flans                                    | Flans                                    | Flans                                    | Flans                                    | Flans                                    | Flans                                    | Flans                                    | Flans                                    | Flans                                    | Flans                                    | Flans                                    | Flans                                    | Flans                                    | Flans                                    | Flans                                    | Flans                                    | Flans                                    | Flans                                    | Flans                                    | Flans                                    | Flans                                    | Flans                                    | Flans                                    | Flans                                    | Flans                                    | Flans                                    | Flans                                    | Flans                                    | Flans                                    | Flans                                    | Flans                                    | Flans                                    | Flans                                    | Flans                                    | Flans                                    | Flans                                    | Flans                                    | Flans                                    | Flans                                    | Flans                                    | Flans                                    | Flans                                    | Flans                                    | Flans                                    | Flans                                    | Flans                                    | Flans                                    | Flans                                    | Flans                                    | Flans                                    | Flans                                    | Flans                                    | Flans                                    | Flans                                    | Flans                                    | Flans                                    | Flans                                    | Flans                                    | Flans                                    | Flans                                    | Flans                                    | Flans                                    | Flans                                    | Flans                                    | Flans                                    | Flans                                    | Flans                                    | Flans                                    | Flans                                    | Flans                                    | Flans                                    | Flans                                    | Flans                                    | Flans                                    | Flans                                    | Flans                                    | Flans                                    | Flans                                    | Flans                                    | Flans                                    | Flans                                    | Flans                                    | Flans                                    | Flans                                    | Flans                                    | Flans                                    | Flans                                    | Flans                                    | Flans                                    | Flans                                    | Flans                                    | Flans                                    | Flans                                    | Flans                                    | Flans                                    | Flans                                    | Flans                                    | Flans                                    | Flans                                    | Flans                                    | Flans                                    | Flans                                    | Flans                                    | Flans                                    | Flans                                    | Flans                                    | Flans                                    | Flans                                    | Flans                                    | Flans                                    | Flans                                    | Flans                                    | Flans                                    | Flans                                    | Flans                                    | Flans                                    | Flans                                    | Flans                                    | Flans                                    | Flans                                    | Flans                                    | Flans                                    | Flans                                    |
| 02        | 02        | 02        | 02        | 02        | 02        | 02        | 02        | 02        | 02        | 02        | 02        | 02        | 02        | 02        | 02        | 02        | 02        | 02        | 02        | 02        | 02        | 02        | 02        | 02        | 02        | 02        | 02        | 02        | 02        | 02        | 02        | 02        | 02        | 02        | 02        | 02        | 02        | 02        | 02        | 02        | 02        | 02        | 02        | 02        | 02        | 02        | 02        | 02        | 02        | 02        | 02        | 02        | 02        | 02        | 02        | 02        | 02        | 02        | 02        | 02        | 02        | 02        | 02        | 02        | 02        | 02        | 02        | 02        | 02        | 02        | 02        | 02        | 02        | 02        | 02        | 02        | 02        | 02        | 02        | 02        | 02        | 02        | 02        | 02        | 02        | 02        | 02        | 02        | 02        | Tu a mi ya no me interesas (a dúo con Rosalía León Oviedo)                                                         | Tu a mi ya no me interesas (a dúo con Rosalía León Oviedo)                                                         | Tu a mi ya no me interesas (a dúo con Rosalía León Oviedo)                                                         | Tu a mi ya no me interesas (a dúo con Rosalía León Oviedo)                                                         | Tu a mi ya no me interesas (a dúo con Rosalía León Oviedo)                                                         | Tu a mi ya no me interesas (a dúo con Rosalía León Oviedo)                                                         | Tu a mi ya no me interesas (a dúo con Rosalía León Oviedo)                                                         | Tu a mi ya no me interesas (a dúo con Rosalía León Oviedo)                                                         | Tu a mi ya no me interesas (a dúo con Rosalía León Oviedo)                                                         | Tu a mi ya no me interesas (a dúo con Rosalía León Oviedo)                                                         | Tu a mi ya no me interesas (a dúo con Rosalía León Oviedo)                                                         | Tu a mi ya no me interesas (a dúo con Rosalía León Oviedo)                                                         | Tu a mi ya no me interesas (a dúo con Rosalía León Oviedo)                                                         | Tu a mi ya no me interesas (a dúo con Rosalía León Oviedo)                                                         | Tu a mi ya no me interesas (a dúo con Rosalía León Oviedo)                                                         | Tu a mi ya no me interesas (a dúo con Rosalía León Oviedo)                                                         | Tu a mi ya no me interesas (a dúo con Rosalía León Oviedo)                                                         | Tu a mi ya no me interesas (a dúo con Rosalía León Oviedo)                                                         | Tu a mi ya no me interesas (a dúo con Rosalía León Oviedo)                                                         | Tu a mi ya no me interesas (a dúo con Rosalía León Oviedo)                                                         | Tu a mi ya no me interesas (a dúo con Rosalía León Oviedo)                                                         | Tu a mi ya no me interesas (a dúo con Rosalía León Oviedo)                                                         | Tu a mi ya no me interesas (a dúo con Rosalía León Oviedo)                                                         | Tu a mi ya no me interesas (a dúo con Rosalía León Oviedo)                                                         | Tu a mi ya no me interesas (a dúo con Rosalía León Oviedo)                                                         | Tu a mi ya no me interesas (a dúo con Rosalía León Oviedo)                                                         | Tu a mi ya no me interesas (a dúo con Rosalía León Oviedo)                                                         | Tu a mi ya no me interesas (a dúo con Rosalía León Oviedo)                                                         | Tu a mi ya no me interesas (a dúo con Rosalía León Oviedo)                                                         | Tu a mi ya no me interesas (a dúo con Rosalía León Oviedo)                                                         | Tu a mi ya no me interesas (a dúo con Rosalía León Oviedo)                                                         | Tu a mi ya no me interesas (a dúo con Rosalía León Oviedo)                                                         | Tu a mi ya no me interesas (a dúo con Rosalía León Oviedo)                                                         | Tu a mi ya no me interesas (a dúo con Rosalía León Oviedo)                                                         | Tu a mi ya no me interesas (a dúo con Rosalía León Oviedo)                                                         | Tu a mi ya no me interesas (a dúo con Rosalía León Oviedo)                                                         | Tu a mi ya no me interesas (a dúo con Rosalía León Oviedo)                                                         | Tu a mi ya no me interesas (a dúo con Rosalía León Oviedo)                                                         | Tu a mi ya no me interesas (a dúo con Rosalía León Oviedo)                                                         | Tu a mi ya no me interesas (a dúo con Rosalía León Oviedo)                                                         | Tu a mi ya no me interesas (a dúo con Rosalía León Oviedo)                                                         | Tu a mi ya no me interesas (a dúo con Rosalía León Oviedo)                                                         | Tu a mi ya no me interesas (a dúo con Rosalía León Oviedo)                                                         | Tu a mi ya no me interesas (a dúo con Rosalía León Oviedo)                                                         | Tu a mi ya no me interesas (a dúo con Rosalía León Oviedo)                                                         | Tu a mi ya no me interesas (a dúo con Rosalía León Oviedo)                                                         | Tu a mi ya no me interesas (a dúo con Rosalía León Oviedo)                                                         | Tu a mi ya no me interesas (a dúo con Rosalía León Oviedo)                                                         | Tu a mi ya no me interesas (a dúo con Rosalía León Oviedo)                                                         | Tu a mi ya no me interesas (a dúo con Rosalía León Oviedo)                                                         | Tu a mi ya no me interesas (a dúo con Rosalía León Oviedo)                                                         | Tu a mi ya no me interesas (a dúo con Rosalía León Oviedo)                                                         | Tu a mi ya no me interesas (a dúo con Rosalía León Oviedo)                                                         | Tu a mi ya no me interesas (a dúo con Rosalía León Oviedo)                                                         | Tu a mi ya no me interesas (a dúo con Rosalía León Oviedo)                                                         | Tu a mi ya no me interesas (a dúo con Rosalía León Oviedo)                                                         | Tu a mi ya no me interesas (a dúo con Rosalía León Oviedo)                                                         | Tu a mi ya no me interesas (a dúo con Rosalía León Oviedo)                                                         | Tu a mi ya no me interesas (a dúo con Rosalía León Oviedo)                                                         | Tu a mi ya no me interesas (a dúo con Rosalía León Oviedo)                                                         | Tu a mi ya no me interesas (a dúo con Rosalía León Oviedo)                                                         | Tu a mi ya no me interesas (a dúo con Rosalía León Oviedo)                                                         | Tu a mi ya no me interesas (a dúo con Rosalía León Oviedo)                                                         | Tu a mi ya no me interesas (a dúo con Rosalía León Oviedo)                                                         | Tu a mi ya no me interesas (a dúo con Rosalía León Oviedo)                                                         | Tu a mi ya no me interesas (a dúo con Rosalía León Oviedo)                                                         | Tu a mi ya no me interesas (a dúo con Rosalía León Oviedo)                                                         | Tu a mi ya no me interesas (a dúo con Rosalía León Oviedo)                                                         | Tu a mi ya no me interesas (a dúo con Rosalía León Oviedo)                                                         | Tu a mi ya no me interesas (a dúo con Rosalía León Oviedo)                                                         | Tu a mi ya no me interesas (a dúo con Rosalía León Oviedo)                                                         | Tu a mi ya no me interesas (a dúo con Rosalía León Oviedo)                                                         | Tu a mi ya no me interesas (a dúo con Rosalía León Oviedo)                                                         | Tu a mi ya no me interesas (a dúo con Rosalía León Oviedo)                                                         | Tu a mi ya no me interesas (a dúo con Rosalía León Oviedo)                                                         | Tu a mi ya no me interesas (a dúo con Rosalía León Oviedo)                                                         | Tu a mi ya no me interesas (a dúo con Rosalía León Oviedo)                                                         | Tu a mi ya no me interesas (a dúo con Rosalía León Oviedo)                                                         | Tu a mi ya no me interesas (a dúo con Rosalía León Oviedo)                                                         | Tu a mi ya no me interesas (a dúo con Rosalía León Oviedo)                                                         | Tu a mi ya no me interesas (a dúo con Rosalía León Oviedo)                                                         | Tu a mi ya no me interesas (a dúo con Rosalía León Oviedo)                                                         | Tu a mi ya no me interesas (a dúo con Rosalía León Oviedo)                                                         | Tu a mi ya no me interesas (a dúo con Rosalía León Oviedo)                                                         | Tu a mi ya no me interesas (a dúo con Rosalía León Oviedo)                                                         | Tu a mi ya no me interesas (a dúo con Rosalía León Oviedo)                                                         | Tu a mi ya no me interesas (a dúo con Rosalía León Oviedo)                                                         | Tu a mi ya no me interesas (a dúo con Rosalía León Oviedo)                                                         | Tu a mi ya no me interesas (a dúo con Rosalía León Oviedo)                                                         | Tu a mi ya no me interesas (a dúo con Rosalía León Oviedo)                                                         | Tu a mi ya no me interesas (a dúo con Rosalía León Oviedo)                                                         | Tu a mi ya no me interesas (a dúo con Rosalía León Oviedo)                                                         | Tu a mi ya no me interesas (a dúo con Rosalía León Oviedo)                                                         | Tu a mi ya no me interesas (a dúo con Rosalía León Oviedo)                                                         | Tu a mi ya no me interesas (a dúo con Rosalía León Oviedo)                                                         | Tu a mi ya no me interesas (a dúo con Rosalía León Oviedo)                                                         | Tu a mi ya no me interesas (a dúo con Rosalía León Oviedo)                                                         | Tu a mi ya no me interesas (a dúo con Rosalía León Oviedo)                                                         | Tu a mi ya no me interesas (a dúo con Rosalía León Oviedo)                                                         | Tu a mi ya no me interesas (a dúo con Rosalía León Oviedo)                                                         | Lucha Villa                              | Lucha Villa                              | Lucha Villa                              | Lucha Villa                              | Lucha Villa                              | Lucha Villa                              | Lucha Villa                              | Lucha Villa                              | Lucha Villa                              | Lucha Villa                              | Lucha Villa                              | Lucha Villa                              | Lucha Villa                              | Lucha Villa                              | Lucha Villa                              | Lucha Villa                              | Lucha Villa                              | Lucha Villa                              | Lucha Villa                              | Lucha Villa                              | Lucha Villa                              | Lucha Villa                              | Lucha Villa                              | Lucha Villa                              | Lucha Villa                              | Lucha Villa                              | Lucha Villa                              | Lucha Villa                              | Lucha Villa                              | Lucha Villa                              | Lucha Villa                              | Lucha Villa                              | Lucha Villa                              | Lucha Villa                              | Lucha Villa                              | Lucha Villa                              | Lucha Villa                              | Lucha Villa                              | Lucha Villa                              | Lucha Villa                              | Lucha Villa                              | Lucha Villa                              | Lucha Villa                              | Lucha Villa                              | Lucha Villa                              | Lucha Villa                              | Lucha Villa                              | Lucha Villa                              | Lucha Villa                              | Lucha Villa                              | Lucha Villa                              | Lucha Villa                              | Lucha Villa                              | Lucha Villa                              | Lucha Villa                              | Lucha Villa                              | Lucha Villa                              | Lucha Villa                              | Lucha Villa                              | Lucha Villa                              | Lucha Villa                              | Lucha Villa                              | Lucha Villa                              | Lucha Villa                              | Lucha Villa                              | Lucha Villa                              | Lucha Villa                              | Lucha Villa                              | Lucha Villa                              | Lucha Villa                              | Lucha Villa                              | Lucha Villa                              | Lucha Villa                              | Lucha Villa                              | Lucha Villa                              | Lucha Villa                              | Lucha Villa                              | Lucha Villa                              | Lucha Villa                              | Lucha Villa                              | Lucha Villa                              | Lucha Villa                              | Lucha Villa                              | Lucha Villa                              | Lucha Villa                              | Lucha Villa                              | Lucha Villa                              | Lucha Villa                              | Lucha Villa                              | Lucha Villa                              | Lucha Villa                              | Lucha Villa                              | Lucha Villa                              | Lucha Villa                              | Lucha Villa                              | Lucha Villa                              | Lucha Villa                              | Lucha Villa                              | Lucha Villa                              | Lucha Villa                              | Lucha Villa                              | Lucha Villa                              | Lucha Villa                              | Lucha Villa                              | Lucha Villa                              | Lucha Villa                              | Lucha Villa                              | Lucha Villa                              | Lucha Villa                              | Lucha Villa                              | Lucha Villa                              | Lucha Villa                              | Lucha Villa                              | Lucha Villa                              | Lucha Villa                              | Lucha Villa                              | Lucha Villa                              | Lucha Villa                              | Lucha Villa                              | Lucha Villa                              | Lucha Villa                              | Lucha Villa                              | Lucha Villa                              | Lucha Villa                              | Lucha Villa                              | Lucha Villa                              | Lucha Villa                              | Lucha Villa                              | Lucha Villa                              | Lucha Villa                              |
| 03        | 03        | 03        | 03        | 03        | 03        | 03        | 03        | 03        | 03        | 03        | 03        | 03        | 03        | 03        | 03        | 03        | 03        | 03        | 03        | 03        | 03        | 03        | 03        | 03        | 03        | 03        | 03        | 03        | 03        | 03        | 03        | 03        | 03        | 03        | 03        | 03        | 03        | 03        | 03        | 03        | 03        | 03        | 03        | 03        | 03        | 03        | 03        | 03        | 03        | 03        | 03        | 03        | 03        | 03        | 03        | 03        | 03        | 03        | 03        | 03        | 03        | 03        | 03        | 03        | 03        | 03        | 03        | 03        | 03        | 03        | 03        | 03        | 03        | 03        | 03        | 03        | 03        | 03        | 03        | 03        | 03        | 03        | 03        | 03        | 03        | 03        | 03        | 03        | 03        | Costumbres (A dúo con Azeneth)                                                                                     | Costumbres (A dúo con Azeneth)                                                                                     | Costumbres (A dúo con Azeneth)                                                                                     | Costumbres (A dúo con Azeneth)                                                                                     | Costumbres (A dúo con Azeneth)                                                                                     | Costumbres (A dúo con Azeneth)                                                                                     | Costumbres (A dúo con Azeneth)                                                                                     | Costumbres (A dúo con Azeneth)                                                                                     | Costumbres (A dúo con Azeneth)                                                                                     | Costumbres (A dúo con Azeneth)                                                                                     | Costumbres (A dúo con Azeneth)                                                                                     | Costumbres (A dúo con Azeneth)                                                                                     | Costumbres (A dúo con Azeneth)                                                                                     | Costumbres (A dúo con Azeneth)                                                                                     | Costumbres (A dúo con Azeneth)                                                                                     | Costumbres (A dúo con Azeneth)                                                                                     | Costumbres (A dúo con Azeneth)                                                                                     | Costumbres (A dúo con Azeneth)                                                                                     | Costumbres (A dúo con Azeneth)                                                                                     | Costumbres (A dúo con Azeneth)                                                                                     | Costumbres (A dúo con Azeneth)                                                                                     | Costumbres (A dúo con Azeneth)                                                                                     | Costumbres (A dúo con Azeneth)                                                                                     | Costumbres (A dúo con Azeneth)                                                                                     | Costumbres (A dúo con Azeneth)                                                                                     | Costumbres (A dúo con Azeneth)                                                                                     | Costumbres (A dúo con Azeneth)                                                                                     | Costumbres (A dúo con Azeneth)                                                                                     | Costumbres (A dúo con Azeneth)                                                                                     | Costumbres (A dúo con Azeneth)                                                                                     | Costumbres (A dúo con Azeneth)                                                                                     | Costumbres (A dúo con Azeneth)                                                                                     | Costumbres (A dúo con Azeneth)                                                                                     | Costumbres (A dúo con Azeneth)                                                                                     | Costumbres (A dúo con Azeneth)                                                                                     | Costumbres (A dúo con Azeneth)                                                                                     | Costumbres (A dúo con Azeneth)                                                                                     | Costumbres (A dúo con Azeneth)                                                                                     | Costumbres (A dúo con Azeneth)                                                                                     | Costumbres (A dúo con Azeneth)                                                                                     | Costumbres (A dúo con Azeneth)                                                                                     | Costumbres (A dúo con Azeneth)                                                                                     | Costumbres (A dúo con Azeneth)                                                                                     | Costumbres (A dúo con Azeneth)                                                                                     | Costumbres (A dúo con Azeneth)                                                                                     | Costumbres (A dúo con Azeneth)                                                                                     | Costumbres (A dúo con Azeneth)                                                                                     | Costumbres (A dúo con Azeneth)                                                                                     | Costumbres (A dúo con Azeneth)                                                                                     | Costumbres (A dúo con Azeneth)                                                                                     | Costumbres (A dúo con Azeneth)                                                                                     | Costumbres (A dúo con Azeneth)                                                                                     | Costumbres (A dúo con Azeneth)                                                                                     | Costumbres (A dúo con Azeneth)                                                                                     | Costumbres (A dúo con Azeneth)                                                                                     | Costumbres (A dúo con Azeneth)                                                                                     | Costumbres (A dúo con Azeneth)                                                                                     | Costumbres (A dúo con Azeneth)                                                                                     | Costumbres (A dúo con Azeneth)                                                                                     | Costumbres (A dúo con Azeneth)                                                                                     | Costumbres (A dúo con Azeneth)                                                                                     | Costumbres (A dúo con Azeneth)                                                                                     | Costumbres (A dúo con Azeneth)                                                                                     | Costumbres (A dúo con Azeneth)                                                                                     | Costumbres (A dúo con Azeneth)                                                                                     | Costumbres (A dúo con Azeneth)                                                                                     | Costumbres (A dúo con Azeneth)                                                                                     | Costumbres (A dúo con Azeneth)                                                                                     | Costumbres (A dúo con Azeneth)                                                                                     | Costumbres (A dúo con Azeneth)                                                                                     | Costumbres (A dúo con Azeneth)                                                                                     | Costumbres (A dúo con Azeneth)                                                                                     | Costumbres (A dúo con Azeneth)                                                                                     | Costumbres (A dúo con Azeneth)                                                                                     | Costumbres (A dúo con Azeneth)                                                                                     | Costumbres (A dúo con Azeneth)                                                                                     | Costumbres (A dúo con Azeneth)                                                                                     | Costumbres (A dúo con Azeneth)                                                                                     | Costumbres (A dúo con Azeneth)                                                                                     | Costumbres (A dúo con Azeneth)                                                                                     | Costumbres (A dúo con Azeneth)                                                                                     | Costumbres (A dúo con Azeneth)                                                                                     | Costumbres (A dúo con Azeneth)                                                                                     | Costumbres (A dúo con Azeneth)                                                                                     | Costumbres (A dúo con Azeneth)                                                                                     | Costumbres (A dúo con Azeneth)                                                                                     | Costumbres (A dúo con Azeneth)                                                                                     | Costumbres (A dúo con Azeneth)                                                                                     | Costumbres (A dúo con Azeneth)                                                                                     | Costumbres (A dúo con Azeneth)                                                                                     | Costumbres (A dúo con Azeneth)                                                                                     | Costumbres (A dúo con Azeneth)                                                                                     | Costumbres (A dúo con Azeneth)                                                                                     | Costumbres (A dúo con Azeneth)                                                                                     | Costumbres (A dúo con Azeneth)                                                                                     | Costumbres (A dúo con Azeneth)                                                                                     | Costumbres (A dúo con Azeneth)                                                                                     | Costumbres (A dúo con Azeneth)                                                                                     | Costumbres (A dúo con Azeneth)                                                                                     | Costumbres (A dúo con Azeneth)                                                                                     | Juan Gabriel                             | Juan Gabriel                             | Juan Gabriel                             | Juan Gabriel                             | Juan Gabriel                             | Juan Gabriel                             | Juan Gabriel                             | Juan Gabriel                             | Juan Gabriel                             | Juan Gabriel                             | Juan Gabriel                             | Juan Gabriel                             | Juan Gabriel                             | Juan Gabriel                             | Juan Gabriel                             | Juan Gabriel                             | Juan Gabriel                             | Juan Gabriel                             | Juan Gabriel                             | Juan Gabriel                             | Juan Gabriel                             | Juan Gabriel                             | Juan Gabriel                             | Juan Gabriel                             | Juan Gabriel                             | Juan Gabriel                             | Juan Gabriel                             | Juan Gabriel                             | Juan Gabriel                             | Juan Gabriel                             | Juan Gabriel                             | Juan Gabriel                             | Juan Gabriel                             | Juan Gabriel                             | Juan Gabriel                             | Juan Gabriel                             | Juan Gabriel                             | Juan Gabriel                             | Juan Gabriel                             | Juan Gabriel                             | Juan Gabriel                             | Juan Gabriel                             | Juan Gabriel                             | Juan Gabriel                             | Juan Gabriel                             | Juan Gabriel                             | Juan Gabriel                             | Juan Gabriel                             | Juan Gabriel                             | Juan Gabriel                             | Juan Gabriel                             | Juan Gabriel                             | Juan Gabriel                             | Juan Gabriel                             | Juan Gabriel                             | Juan Gabriel                             | Juan Gabriel                             | Juan Gabriel                             | Juan Gabriel                             | Juan Gabriel                             | Juan Gabriel                             | Juan Gabriel                             | Juan Gabriel                             | Juan Gabriel                             | Juan Gabriel                             | Juan Gabriel                             | Juan Gabriel                             | Juan Gabriel                             | Juan Gabriel                             | Juan Gabriel                             | Juan Gabriel                             | Juan Gabriel                             | Juan Gabriel                             | Juan Gabriel                             | Juan Gabriel                             | Juan Gabriel                             | Juan Gabriel                             | Juan Gabriel                             | Juan Gabriel                             | Juan Gabriel                             | Juan Gabriel                             | Juan Gabriel                             | Juan Gabriel                             | Juan Gabriel                             | Juan Gabriel                             | Juan Gabriel                             | Juan Gabriel                             | Juan Gabriel                             | Juan Gabriel                             | Juan Gabriel                             | Juan Gabriel                             | Juan Gabriel                             | Juan Gabriel                             | Juan Gabriel                             | Juan Gabriel                             | Juan Gabriel                             | Juan Gabriel                             | Juan Gabriel                             | Juan Gabriel                             | Juan Gabriel                             | Juan Gabriel                             | Juan Gabriel                             | Juan Gabriel                             | Juan Gabriel                             | Juan Gabriel                             | Juan Gabriel                             | Juan Gabriel                             | Juan Gabriel                             | Juan Gabriel                             | Juan Gabriel                             | Juan Gabriel                             | Juan Gabriel                             | Juan Gabriel                             | Juan Gabriel                             | Juan Gabriel                             | Juan Gabriel                             | Juan Gabriel                             | Juan Gabriel                             | Juan Gabriel                             | Juan Gabriel                             | Juan Gabriel                             | Juan Gabriel                             | Juan Gabriel                             | Juan Gabriel                             | Juan Gabriel                             | Juan Gabriel                             | Juan Gabriel                             | Juan Gabriel                             | Juan Gabriel                             | Juan Gabriel                             |
| 04        | 04        | 04        | 04        | 04        | 04        | 04        | 04        | 04        | 04        | 04        | 04        | 04        | 04        | 04        | 04        | 04        | 04        | 04        | 04        | 04        | 04        | 04        | 04        | 04        | 04        | 04        | 04        | 04        | 04        | 04        | 04        | 04        | 04        | 04        | 04        | 04        | 04        | 04        | 04        | 04        | 04        | 04        | 04        | 04        | 04        | 04        | 04        | 04        | 04        | 04        | 04        | 04        | 04        | 04        | 04        | 04        | 04        | 04        | 04        | 04        | 04        | 04        | 04        | 04        | 04        | 04        | 04        | 04        | 04        | 04        | 04        | 04        | 04        | 04        | 04        | 04        | 04        | 04        | 04        | 04        | 04        | 04        | 04        | 04        | 04        | 04        | 04        | 04        | 04        | Esta libertad | Esta libertad | Esta libertad | Esta libertad | Esta libertad | Esta libertad | Esta libertad | Esta libertad | Esta libertad | Esta libertad | Esta libertad | Esta libertad | Esta libertad | Esta libertad | Esta libertad | Esta libertad | Esta libertad | Esta libertad | Esta libertad | Esta libertad | Esta libertad | Esta libertad | Esta libertad | Esta libertad | Esta libertad | Esta libertad | Esta libertad | Esta libertad | Esta libertad | Esta libertad | Esta libertad | Esta libertad | Esta libertad | Esta libertad | Esta libertad | Esta libertad | Esta libertad | Esta libertad | Esta libertad | Esta libertad | Esta libertad | Esta libertad | Esta libertad | Esta libertad | Esta libertad | Esta libertad | Esta libertad | Esta libertad | Esta libertad | Esta libertad | Esta libertad | Esta libertad | Esta libertad | Esta libertad | Esta libertad | Esta libertad | Esta libertad | Esta libertad | Esta libertad | Esta libertad | Esta libertad | Esta libertad | Esta libertad | Esta libertad | Esta libertad | Esta libertad | Esta libertad | Esta libertad | Esta libertad | Esta libertad | Esta libertad | Esta libertad | Esta libertad | Esta libertad | Esta libertad | Esta libertad | Esta libertad | Esta libertad | Esta libertad | Esta libertad | Esta libertad | Esta libertad | Esta libertad | Esta libertad | Esta libertad | Esta libertad | Esta libertad | Esta libertad | Esta libertad | Esta libertad | Esta libertad | Esta libertad | Esta libertad | Esta libertad | Esta libertad | Esta libertad | Esta libertad | Esta libertad | Esta libertad | Esta libertad | Nadia Yvonne                             | Nadia Yvonne                             | Nadia Yvonne                             | Nadia Yvonne                             | Nadia Yvonne                             | Nadia Yvonne                             | Nadia Yvonne                             | Nadia Yvonne                             | Nadia Yvonne                             | Nadia Yvonne                             | Nadia Yvonne                             | Nadia Yvonne                             | Nadia Yvonne                             | Nadia Yvonne                             | Nadia Yvonne                             | Nadia Yvonne                             | Nadia Yvonne                             | Nadia Yvonne                             | Nadia Yvonne                             | Nadia Yvonne                             | Nadia Yvonne                             | Nadia Yvonne                             | Nadia Yvonne                             | Nadia Yvonne                             | Nadia Yvonne                             | Nadia Yvonne                             | Nadia Yvonne                             | Nadia Yvonne                             | Nadia Yvonne                             | Nadia Yvonne                             | Nadia Yvonne                             | Nadia Yvonne                             | Nadia Yvonne                             | Nadia Yvonne                             | Nadia Yvonne                             | Nadia Yvonne                             | Nadia Yvonne                             | Nadia Yvonne                             | Nadia Yvonne                             | Nadia Yvonne                             | Nadia Yvonne                             | Nadia Yvonne                             | Nadia Yvonne                             | Nadia Yvonne                             | Nadia Yvonne                             | Nadia Yvonne                             | Nadia Yvonne                             | Nadia Yvonne                             | Nadia Yvonne                             | Nadia Yvonne                             | Nadia Yvonne                             | Nadia Yvonne                             | Nadia Yvonne                             | Nadia Yvonne                             | Nadia Yvonne                             | Nadia Yvonne                             | Nadia Yvonne                             | Nadia Yvonne                             | Nadia Yvonne                             | Nadia Yvonne                             | Nadia Yvonne                             | Nadia Yvonne                             | Nadia Yvonne                             | Nadia Yvonne                             | Nadia Yvonne                             | Nadia Yvonne                             | Nadia Yvonne                             | Nadia Yvonne                             | Nadia Yvonne                             | Nadia Yvonne                             | Nadia Yvonne                             | Nadia Yvonne                             | Nadia Yvonne                             | Nadia Yvonne                             | Nadia Yvonne                             | Nadia Yvonne                             | Nadia Yvonne                             | Nadia Yvonne                             | Nadia Yvonne                             | Nadia Yvonne                             | Nadia Yvonne                             | Nadia Yvonne                             | Nadia Yvonne                             | Nadia Yvonne                             | Nadia Yvonne                             | Nadia Yvonne                             | Nadia Yvonne                             | Nadia Yvonne                             | Nadia Yvonne                             | Nadia Yvonne                             | Nadia Yvonne                             | Nadia Yvonne                             | Nadia Yvonne                             | Nadia Yvonne                             | Nadia Yvonne                             | Nadia Yvonne                             | Nadia Yvonne                             | Nadia Yvonne                             | Nadia Yvonne                             | Nadia Yvonne                             | Nadia Yvonne                             | Nadia Yvonne                             | Nadia Yvonne                             | Nadia Yvonne                             | Nadia Yvonne                             | Nadia Yvonne                             | Nadia Yvonne                             | Nadia Yvonne                             | Nadia Yvonne                             | Nadia Yvonne                             | Nadia Yvonne                             | Nadia Yvonne                             | Nadia Yvonne                             | Nadia Yvonne                             | Nadia Yvonne                             | Nadia Yvonne                             | Nadia Yvonne                             | Nadia Yvonne                             | Nadia Yvonne                             | Nadia Yvonne                             | Nadia Yvonne                             | Nadia Yvonne                             | Nadia Yvonne                             | Nadia Yvonne                             | Nadia Yvonne                             | Nadia Yvonne                             | Nadia Yvonne                             | Nadia Yvonne                             | Nadia Yvonne                             | Nadia Yvonne                             |
| 05        | 05        | 05        | 05        | 05        | 05        | 05        | 05        | 05        | 05        | 05        | 05        | 05        | 05        | 05        | 05        | 05        | 05        | 05        | 05        | 05        | 05        | 05        | 05        | 05        | 05        | 05        | 05        | 05        | 05        | 05        | 05        | 05        | 05        | 05        | 05        | 05        | 05        | 05        | 05        | 05        | 05        | 05        | 05        | 05        | 05        | 05        | 05        | 05        | 05        | 05        | 05        | 05        | 05        | 05        | 05        | 05        | 05        | 05        | 05        | 05        | 05        | 05        | 05        | 05        | 05        | 05        | 05        | 05        | 05        | 05        | 05        | 05        | 05        | 05        | 05        | 05        | 05        | 05        | 05        | 05        | 05        | 05        | 05        | 05        | 05        | 05        | 05        | 05        | 05        | Piel morena | Piel morena | Piel morena | Piel morena | Piel morena | Piel morena | Piel morena | Piel morena | Piel morena | Piel morena | Piel morena | Piel morena | Piel morena | Piel morena | Piel morena | Piel morena | Piel morena | Piel morena | Piel morena | Piel morena | Piel morena | Piel morena | Piel morena | Piel morena | Piel morena | Piel morena | Piel morena | Piel morena | Piel morena | Piel morena | Piel morena | Piel morena | Piel morena | Piel morena | Piel morena | Piel morena | Piel morena | Piel morena | Piel morena | Piel morena | Piel morena | Piel morena | Piel morena | Piel morena | Piel morena | Piel morena | Piel morena | Piel morena | Piel morena | Piel morena | Piel morena | Piel morena | Piel morena | Piel morena | Piel morena | Piel morena | Piel morena | Piel morena | Piel morena | Piel morena | Piel morena | Piel morena | Piel morena | Piel morena | Piel morena | Piel morena | Piel morena | Piel morena | Piel morena | Piel morena | Piel morena | Piel morena | Piel morena | Piel morena | Piel morena | Piel morena | Piel morena | Piel morena | Piel morena | Piel morena | Piel morena | Piel morena | Piel morena | Piel morena | Piel morena | Piel morena | Piel morena | Piel morena | Piel morena | Piel morena | Piel morena | Piel morena | Piel morena | Piel morena | Piel morena | Piel morena | Piel morena | Piel morena | Piel morena | Piel morena | Thalía                                   | Thalía                                   | Thalía                                   | Thalía                                   | Thalía                                   | Thalía                                   | Thalía                                   | Thalía                                   | Thalía                                   | Thalía                                   | Thalía                                   | Thalía                                   | Thalía                                   | Thalía                                   | Thalía                                   | Thalía                                   | Thalía                                   | Thalía                                   | Thalía                                   | Thalía                                   | Thalía                                   | Thalía                                   | Thalía                                   | Thalía                                   | Thalía                                   | Thalía                                   | Thalía                                   | Thalía                                   | Thalía                                   | Thalía                                   | Thalía                                   | Thalía                                   | Thalía                                   | Thalía                                   | Thalía                                   | Thalía                                   | Thalía                                   | Thalía                                   | Thalía                                   | Thalía                                   | Thalía                                   | Thalía                                   | Thalía                                   | Thalía                                   | Thalía                                   | Thalía                                   | Thalía                                   | Thalía                                   | Thalía                                   | Thalía                                   | Thalía                                   | Thalía                                   | Thalía                                   | Thalía                                   | Thalía                                   | Thalía                                   | Thalía                                   | Thalía                                   | Thalía                                   | Thalía                                   | Thalía                                   | Thalía                                   | Thalía                                   | Thalía                                   | Thalía                                   | Thalía                                   | Thalía                                   | Thalía                                   | Thalía                                   | Thalía                                   | Thalía                                   | Thalía                                   | Thalía                                   | Thalía                                   | Thalía                                   | Thalía                                   | Thalía                                   | Thalía                                   | Thalía                                   | Thalía                                   | Thalía                                   | Thalía                                   | Thalía                                   | Thalía                                   | Thalía                                   | Thalía                                   | Thalía                                   | Thalía                                   | Thalía                                   | Thalía                                   | Thalía                                   | Thalía                                   | Thalía                                   | Thalía                                   | Thalía                                   | Thalía                                   | Thalía                                   | Thalía                                   | Thalía                                   | Thalía                                   | Thalía                                   | Thalía                                   | Thalía                                   | Thalía                                   | Thalía                                   | Thalía                                   | Thalía                                   | Thalía                                   | Thalía                                   | Thalía                                   | Thalía                                   | Thalía                                   | Thalía                                   | Thalía                                   | Thalía                                   | Thalía                                   | Thalía                                   | Thalía                                   | Thalía                                   | Thalía                                   | Thalía                                   | Thalía                                   | Thalía                                   | Thalía                                   | Thalía                                   | Thalía                                   | Thalía                                   | Thalía                                   | Thalía                                   | Thalía                                   |
| 06        | 06        | 06        | 06        | 06        | 06        | 06        | 06        | 06        | 06        | 06        | 06        | 06        | 06        | 06        | 06        | 06        | 06        | 06        | 06        | 06        | 06        | 06        | 06        | 06        | 06        | 06        | 06        | 06        | 06        | 06        | 06        | 06        | 06        | 06        | 06        | 06        | 06        | 06        | 06        | 06        | 06        | 06        | 06        | 06        | 06        | 06        | 06        | 06        | 06        | 06        | 06        | 06        | 06        | 06        | 06        | 06        | 06        | 06        | 06        | 06        | 06        | 06        | 06        | 06        | 06        | 06        | 06        | 06        | 06        | 06        | 06        | 06        | 06        | 06        | 06        | 06        | 06        | 06        | 06        | 06        | 06        | 06        | 06        | 06        | 06        | 06        | 06        | 06        | 06        | Ya no te vayas | Ya no te vayas | Ya no te vayas | Ya no te vayas | Ya no te vayas | Ya no te vayas | Ya no te vayas | Ya no te vayas | Ya no te vayas | Ya no te vayas | Ya no te vayas | Ya no te vayas | Ya no te vayas | Ya no te vayas | Ya no te vayas | Ya no te vayas | Ya no te vayas | Ya no te vayas | Ya no te vayas | Ya no te vayas | Ya no te vayas | Ya no te vayas | Ya no te vayas | Ya no te vayas | Ya no te vayas | Ya no te vayas | Ya no te vayas | Ya no te vayas | Ya no te vayas | Ya no te vayas | Ya no te vayas | Ya no te vayas | Ya no te vayas | Ya no te vayas | Ya no te vayas | Ya no te vayas | Ya no te vayas | Ya no te vayas | Ya no te vayas | Ya no te vayas | Ya no te vayas | Ya no te vayas | Ya no te vayas | Ya no te vayas | Ya no te vayas | Ya no te vayas | Ya no te vayas | Ya no te vayas | Ya no te vayas | Ya no te vayas | Ya no te vayas | Ya no te vayas | Ya no te vayas | Ya no te vayas | Ya no te vayas | Ya no te vayas | Ya no te vayas | Ya no te vayas | Ya no te vayas | Ya no te vayas | Ya no te vayas | Ya no te vayas | Ya no te vayas | Ya no te vayas | Ya no te vayas | Ya no te vayas | Ya no te vayas | Ya no te vayas | Ya no te vayas | Ya no te vayas | Ya no te vayas | Ya no te vayas | Ya no te vayas | Ya no te vayas | Ya no te vayas | Ya no te vayas | Ya no te vayas | Ya no te vayas | Ya no te vayas | Ya no te vayas | Ya no te vayas | Ya no te vayas | Ya no te vayas | Ya no te vayas | Ya no te vayas | Ya no te vayas | Ya no te vayas | Ya no te vayas | Ya no te vayas | Ya no te vayas | Ya no te vayas | Ya no te vayas | Ya no te vayas | Ya no te vayas | Ya no te vayas | Ya no te vayas | Ya no te vayas | Ya no te vayas | Ya no te vayas | Ya no te vayas | Marisela                                 | Marisela                                 | Marisela                                 | Marisela                                 | Marisela                                 | Marisela                                 | Marisela                                 | Marisela                                 | Marisela                                 | Marisela                                 | Marisela                                 | Marisela                                 | Marisela                                 | Marisela                                 | Marisela                                 | Marisela                                 | Marisela                                 | Marisela                                 | Marisela                                 | Marisela                                 | Marisela                                 | Marisela                                 | Marisela                                 | Marisela                                 | Marisela                                 | Marisela                                 | Marisela                                 | Marisela                                 | Marisela                                 | Marisela                                 | Marisela                                 | Marisela                                 | Marisela                                 | Marisela                                 | Marisela                                 | Marisela                                 | Marisela                                 | Marisela                                 | Marisela                                 | Marisela                                 | Marisela                                 | Marisela                                 | Marisela                                 | Marisela                                 | Marisela                                 | Marisela                                 | Marisela                                 | Marisela                                 | Marisela                                 | Marisela                                 | Marisela                                 | Marisela                                 | Marisela                                 | Marisela                                 | Marisela                                 | Marisela                                 | Marisela                                 | Marisela                                 | Marisela                                 | Marisela                                 | Marisela                                 | Marisela                                 | Marisela                                 | Marisela                                 | Marisela                                 | Marisela                                 | Marisela                                 | Marisela                                 | Marisela                                 | Marisela                                 | Marisela                                 | Marisela                                 | Marisela                                 | Marisela                                 | Marisela                                 | Marisela                                 | Marisela                                 | Marisela                                 | Marisela                                 | Marisela                                 | Marisela                                 | Marisela                                 | Marisela                                 | Marisela                                 | Marisela                                 | Marisela                                 | Marisela                                 | Marisela                                 | Marisela                                 | Marisela                                 | Marisela                                 | Marisela                                 | Marisela                                 | Marisela                                 | Marisela                                 | Marisela                                 | Marisela                                 | Marisela                                 | Marisela                                 | Marisela                                 | Marisela                                 | Marisela                                 | Marisela                                 | Marisela                                 | Marisela                                 | Marisela                                 | Marisela                                 | Marisela                                 | Marisela                                 | Marisela                                 | Marisela                                 | Marisela                                 | Marisela                                 | Marisela                                 | Marisela                                 | Marisela                                 | Marisela                                 | Marisela                                 | Marisela                                 | Marisela                                 | Marisela                                 | Marisela                                 | Marisela                                 | Marisela                                 | Marisela                                 | Marisela                                 | Marisela                                 | Marisela                                 | Marisela                                 | Marisela                                 |
| 07        | 07        | 07        | 07        | 07        | 07        | 07        | 07        | 07        | 07        | 07        | 07        | 07        | 07        | 07        | 07        | 07        | 07        | 07        | 07        | 07        | 07        | 07        | 07        | 07        | 07        | 07        | 07        | 07        | 07        | 07        | 07        | 07        | 07        | 07        | 07        | 07        | 07        | 07        | 07        | 07        | 07        | 07        | 07        | 07        | 07        | 07        | 07        | 07        | 07        | 07        | 07        | 07        | 07        | 07        | 07        | 07        | 07        | 07        | 07        | 07        | 07        | 07        | 07        | 07        | 07        | 07        | 07        | 07        | 07        | 07        | 07        | 07        | 07        | 07        | 07        | 07        | 07        | 07        | 07        | 07        | 07        | 07        | 07        | 07        | 07        | 07        | 07        | 07        | 07        | La muerte del palomo                                                                                               | La muerte del palomo                                                                                               | La muerte del palomo                                                                                               | La muerte del palomo                                                                                               | La muerte del palomo                                                                                               | La muerte del palomo                                                                                               | La muerte del palomo                                                                                               | La muerte del palomo                                                                                               | La muerte del palomo                                                                                               | La muerte del palomo                                                                                               | La muerte del palomo                                                                                               | La muerte del palomo                                                                                               | La muerte del palomo                                                                                               | La muerte del palomo                                                                                               | La muerte del palomo                                                                                               | La muerte del palomo                                                                                               | La muerte del palomo                                                                                               | La muerte del palomo                                                                                               | La muerte del palomo                                                                                               | La muerte del palomo                                                                                               | La muerte del palomo                                                                                               | La muerte del palomo                                                                                               | La muerte del palomo                                                                                               | La muerte del palomo                                                                                               | La muerte del palomo                                                                                               | La muerte del palomo                                                                                               | La muerte del palomo                                                                                               | La muerte del palomo                                                                                               | La muerte del palomo                                                                                               | La muerte del palomo                                                                                               | La muerte del palomo                                                                                               | La muerte del palomo                                                                                               | La muerte del palomo                                                                                               | La muerte del palomo                                                                                               | La muerte del palomo                                                                                               | La muerte del palomo                                                                                               | La muerte del palomo                                                                                               | La muerte del palomo                                                                                               | La muerte del palomo                                                                                               | La muerte del palomo                                                                                               | La muerte del palomo                                                                                               | La muerte del palomo                                                                                               | La muerte del palomo                                                                                               | La muerte del palomo                                                                                               | La muerte del palomo                                                                                               | La muerte del palomo                                                                                               | La muerte del palomo                                                                                               | La muerte del palomo                                                                                               | La muerte del palomo                                                                                               | La muerte del palomo                                                                                               | La muerte del palomo                                                                                               | La muerte del palomo                                                                                               | La muerte del palomo                                                                                               | La muerte del palomo                                                                                               | La muerte del palomo                                                                                               | La muerte del palomo                                                                                               | La muerte del palomo                                                                                               | La muerte del palomo                                                                                               | La muerte del palomo                                                                                               | La muerte del palomo                                                                                               | La muerte del palomo                                                                                               | La muerte del palomo                                                                                               | La muerte del palomo                                                                                               | La muerte del palomo                                                                                               | La muerte del palomo                                                                                               | La muerte del palomo                                                                                               | La muerte del palomo                                                                                               | La muerte del palomo                                                                                               | La muerte del palomo                                                                                               | La muerte del palomo                                                                                               | La muerte del palomo                                                                                               | La muerte del palomo                                                                                               | La muerte del palomo                                                                                               | La muerte del palomo                                                                                               | La muerte del palomo                                                                                               | La muerte del palomo                                                                                               | La muerte del palomo                                                                                               | La muerte del palomo                                                                                               | La muerte del palomo                                                                                               | La muerte del palomo                                                                                               | La muerte del palomo                                                                                               | La muerte del palomo                                                                                               | La muerte del palomo                                                                                               | La muerte del palomo                                                                                               | La muerte del palomo                                                                                               | La muerte del palomo                                                                                               | La muerte del palomo                                                                                               | La muerte del palomo                                                                                               | La muerte del palomo                                                                                               | La muerte del palomo                                                                                               | La muerte del palomo                                                                                               | La muerte del palomo                                                                                               | La muerte del palomo                                                                                               | La muerte del palomo                                                                                               | La muerte del palomo                                                                                               | La muerte del palomo                                                                                               | La muerte del palomo                                                                                               | La muerte del palomo                                                                                               | La muerte del palomo                                                                                               | La muerte del palomo                                                                                               | Rocío Dúrcal                             | Rocío Dúrcal                             | Rocío Dúrcal                             | Rocío Dúrcal                             | Rocío Dúrcal                             | Rocío Dúrcal                             | Rocío Dúrcal                             | Rocío Dúrcal                             | Rocío Dúrcal                             | Rocío Dúrcal                             | Rocío Dúrcal                             | Rocío Dúrcal                             | Rocío Dúrcal                             | Rocío Dúrcal                             | Rocío Dúrcal                             | Rocío Dúrcal                             | Rocío Dúrcal                             | Rocío Dúrcal                             | Rocío Dúrcal                             | Rocío Dúrcal                             | Rocío Dúrcal                             | Rocío Dúrcal                             | Rocío Dúrcal                             | Rocío Dúrcal                             | Rocío Dúrcal                             | Rocío Dúrcal                             | Rocío Dúrcal                             | Rocío Dúrcal                             | Rocío Dúrcal                             | Rocío Dúrcal                             | Rocío Dúrcal                             | Rocío Dúrcal                             | Rocío Dúrcal                             | Rocío Dúrcal                             | Rocío Dúrcal                             | Rocío Dúrcal                             | Rocío Dúrcal                             | Rocío Dúrcal                             | Rocío Dúrcal                             | Rocío Dúrcal                             | Rocío Dúrcal                             | Rocío Dúrcal                             | Rocío Dúrcal                             | Rocío Dúrcal                             | Rocío Dúrcal                             | Rocío Dúrcal                             | Rocío Dúrcal                             | Rocío Dúrcal                             | Rocío Dúrcal                             | Rocío Dúrcal                             | Rocío Dúrcal                             | Rocío Dúrcal                             | Rocío Dúrcal                             | Rocío Dúrcal                             | Rocío Dúrcal                             | Rocío Dúrcal                             | Rocío Dúrcal                             | Rocío Dúrcal                             | Rocío Dúrcal                             | Rocío Dúrcal                             | Rocío Dúrcal                             | Rocío Dúrcal                             | Rocío Dúrcal                             | Rocío Dúrcal                             | Rocío Dúrcal                             | Rocío Dúrcal                             | Rocío Dúrcal                             | Rocío Dúrcal                             | Rocío Dúrcal                             | Rocío Dúrcal                             | Rocío Dúrcal                             | Rocío Dúrcal                             | Rocío Dúrcal                             | Rocío Dúrcal                             | Rocío Dúrcal                             | Rocío Dúrcal                             | Rocío Dúrcal                             | Rocío Dúrcal                             | Rocío Dúrcal                             | Rocío Dúrcal                             | Rocío Dúrcal                             | Rocío Dúrcal                             | Rocío Dúrcal                             | Rocío Dúrcal                             | Rocío Dúrcal                             | Rocío Dúrcal                             | Rocío Dúrcal                             | Rocío Dúrcal                             | Rocío Dúrcal                             | Rocío Dúrcal                             | Rocío Dúrcal                             | Rocío Dúrcal                             | Rocío Dúrcal                             | Rocío Dúrcal                             | Rocío Dúrcal                             | Rocío Dúrcal                             | Rocío Dúrcal                             | Rocío Dúrcal                             | Rocío Dúrcal                             | Rocío Dúrcal                             | Rocío Dúrcal                             | Rocío Dúrcal                             | Rocío Dúrcal                             | Rocío Dúrcal                             | Rocío Dúrcal                             | Rocío Dúrcal                             | Rocío Dúrcal                             | Rocío Dúrcal                             | Rocío Dúrcal                             | Rocío Dúrcal                             | Rocío Dúrcal                             | Rocío Dúrcal                             | Rocío Dúrcal                             | Rocío Dúrcal                             | Rocío Dúrcal                             | Rocío Dúrcal                             | Rocío Dúrcal                             | Rocío Dúrcal                             | Rocío Dúrcal                             | Rocío Dúrcal                             | Rocío Dúrcal                             | Rocío Dúrcal                             | Rocío Dúrcal                             | Rocío Dúrcal                             | Rocío Dúrcal                             | Rocío Dúrcal                             | Rocío Dúrcal                             | Rocío Dúrcal                             | Rocío Dúrcal                             | Rocío Dúrcal                             |
| 08        | 08        | 08        | 08        | 08        | 08        | 08        | 08        | 08        | 08        | 08        | 08        | 08        | 08        | 08        | 08        | 08        | 08        | 08        | 08        | 08        | 08        | 08        | 08        | 08        | 08        | 08        | 08        | 08        | 08        | 08        | 08        | 08        | 08        | 08        | 08        | 08        | 08        | 08        | 08        | 08        | 08        | 08        | 08        | 08        | 08        | 08        | 08        | 08        | 08        | 08        | 08        | 08        | 08        | 08        | 08        | 08        | 08        | 08        | 08        | 08        | 08        | 08        | 08        | 08        | 08        | 08        | 08        | 08        | 08        | 08        | 08        | 08        | 08        | 08        | 08        | 08        | 08        | 08        | 08        | 08        | 08        | 08        | 08        | 08        | 08        | 08        | 08        | 08        | 08        | Entre mis recuerdos                                                                                                | Entre mis recuerdos                                                                                                | Entre mis recuerdos                                                                                                | Entre mis recuerdos                                                                                                | Entre mis recuerdos                                                                                                | Entre mis recuerdos                                                                                                | Entre mis recuerdos                                                                                                | Entre mis recuerdos                                                                                                | Entre mis recuerdos                                                                                                | Entre mis recuerdos                                                                                                | Entre mis recuerdos                                                                                                | Entre mis recuerdos                                                                                                | Entre mis recuerdos                                                                                                | Entre mis recuerdos                                                                                                | Entre mis recuerdos                                                                                                | Entre mis recuerdos                                                                                                | Entre mis recuerdos                                                                                                | Entre mis recuerdos                                                                                                | Entre mis recuerdos                                                                                                | Entre mis recuerdos                                                                                                | Entre mis recuerdos                                                                                                | Entre mis recuerdos                                                                                                | Entre mis recuerdos                                                                                                | Entre mis recuerdos                                                                                                | Entre mis recuerdos                                                                                                | Entre mis recuerdos                                                                                                | Entre mis recuerdos                                                                                                | Entre mis recuerdos                                                                                                | Entre mis recuerdos                                                                                                | Entre mis recuerdos                                                                                                | Entre mis recuerdos                                                                                                | Entre mis recuerdos                                                                                                | Entre mis recuerdos                                                                                                | Entre mis recuerdos                                                                                                | Entre mis recuerdos                                                                                                | Entre mis recuerdos                                                                                                | Entre mis recuerdos                                                                                                | Entre mis recuerdos                                                                                                | Entre mis recuerdos                                                                                                | Entre mis recuerdos                                                                                                | Entre mis recuerdos                                                                                                | Entre mis recuerdos                                                                                                | Entre mis recuerdos                                                                                                | Entre mis recuerdos                                                                                                | Entre mis recuerdos                                                                                                | Entre mis recuerdos                                                                                                | Entre mis recuerdos                                                                                                | Entre mis recuerdos                                                                                                | Entre mis recuerdos                                                                                                | Entre mis recuerdos                                                                                                | Entre mis recuerdos                                                                                                | Entre mis recuerdos                                                                                                | Entre mis recuerdos                                                                                                | Entre mis recuerdos                                                                                                | Entre mis recuerdos                                                                                                | Entre mis recuerdos                                                                                                | Entre mis recuerdos                                                                                                | Entre mis recuerdos                                                                                                | Entre mis recuerdos                                                                                                | Entre mis recuerdos                                                                                                | Entre mis recuerdos                                                                                                | Entre mis recuerdos                                                                                                | Entre mis recuerdos                                                                                                | Entre mis recuerdos                                                                                                | Entre mis recuerdos                                                                                                | Entre mis recuerdos                                                                                                | Entre mis recuerdos                                                                                                | Entre mis recuerdos                                                                                                | Entre mis recuerdos                                                                                                | Entre mis recuerdos                                                                                                | Entre mis recuerdos                                                                                                | Entre mis recuerdos                                                                                                | Entre mis recuerdos                                                                                                | Entre mis recuerdos                                                                                                | Entre mis recuerdos                                                                                                | Entre mis recuerdos                                                                                                | Entre mis recuerdos                                                                                                | Entre mis recuerdos                                                                                                | Entre mis recuerdos                                                                                                | Entre mis recuerdos                                                                                                | Entre mis recuerdos                                                                                                | Entre mis recuerdos                                                                                                | Entre mis recuerdos                                                                                                | Entre mis recuerdos                                                                                                | Entre mis recuerdos                                                                                                | Entre mis recuerdos                                                                                                | Entre mis recuerdos                                                                                                | Entre mis recuerdos                                                                                                | Entre mis recuerdos                                                                                                | Entre mis recuerdos                                                                                                | Entre mis recuerdos                                                                                                | Entre mis recuerdos                                                                                                | Entre mis recuerdos                                                                                                | Entre mis recuerdos                                                                                                | Entre mis recuerdos                                                                                                | Entre mis recuerdos                                                                                                | Entre mis recuerdos                                                                                                | Entre mis recuerdos                                                                                                | Entre mis recuerdos                                                                                                | Entre mis recuerdos                                                                                                | Chayanne                                 | Chayanne                                 | Chayanne                                 | Chayanne                                 | Chayanne                                 | Chayanne                                 | Chayanne                                 | Chayanne                                 | Chayanne                                 | Chayanne                                 | Chayanne                                 | Chayanne                                 | Chayanne                                 | Chayanne                                 | Chayanne                                 | Chayanne                                 | Chayanne                                 | Chayanne                                 | Chayanne                                 | Chayanne                                 | Chayanne                                 | Chayanne                                 | Chayanne                                 | Chayanne                                 | Chayanne                                 | Chayanne                                 | Chayanne                                 | Chayanne                                 | Chayanne                                 | Chayanne                                 | Chayanne                                 | Chayanne                                 | Chayanne                                 | Chayanne                                 | Chayanne                                 | Chayanne                                 | Chayanne                                 | Chayanne                                 | Chayanne                                 | Chayanne                                 | Chayanne                                 | Chayanne                                 | Chayanne                                 | Chayanne                                 | Chayanne                                 | Chayanne                                 | Chayanne                                 | Chayanne                                 | Chayanne                                 | Chayanne                                 | Chayanne                                 | Chayanne                                 | Chayanne                                 | Chayanne                                 | Chayanne                                 | Chayanne                                 | Chayanne                                 | Chayanne                                 | Chayanne                                 | Chayanne                                 | Chayanne                                 | Chayanne                                 | Chayanne                                 | Chayanne                                 | Chayanne                                 | Chayanne                                 | Chayanne                                 | Chayanne                                 | Chayanne                                 | Chayanne                                 | Chayanne                                 | Chayanne                                 | Chayanne                                 | Chayanne                                 | Chayanne                                 | Chayanne                                 | Chayanne                                 | Chayanne                                 | Chayanne                                 | Chayanne                                 | Chayanne                                 | Chayanne                                 | Chayanne                                 | Chayanne                                 | Chayanne                                 | Chayanne                                 | Chayanne                                 | Chayanne                                 | Chayanne                                 | Chayanne                                 | Chayanne                                 | Chayanne                                 | Chayanne                                 | Chayanne                                 | Chayanne                                 | Chayanne                                 | Chayanne                                 | Chayanne                                 | Chayanne                                 | Chayanne                                 | Chayanne                                 | Chayanne                                 | Chayanne                                 | Chayanne                                 | Chayanne                                 | Chayanne                                 | Chayanne                                 | Chayanne                                 | Chayanne                                 | Chayanne                                 | Chayanne                                 | Chayanne                                 | Chayanne                                 | Chayanne                                 | Chayanne                                 | Chayanne                                 | Chayanne                                 | Chayanne                                 | Chayanne                                 | Chayanne                                 | Chayanne                                 | Chayanne                                 | Chayanne                                 | Chayanne                                 | Chayanne                                 | Chayanne                                 | Chayanne                                 | Chayanne                                 | Chayanne                                 | Chayanne                                 |
| 09        | 09        | 09        | 09        | 09        | 09        | 09        | 09        | 09        | 09        | 09        | 09        | 09        | 09        | 09        | 09        | 09        | 09        | 09        | 09        | 09        | 09        | 09        | 09        | 09        | 09        | 09        | 09        | 09        | 09        | 09        | 09        | 09        | 09        | 09        | 09        | 09        | 09        | 09        | 09        | 09        | 09        | 09        | 09        | 09        | 09        | 09        | 09        | 09        | 09        | 09        | 09        | 09        | 09        | 09        | 09        | 09        | 09        | 09        | 09        | 09        | 09        | 09        | 09        | 09        | 09        | 09        | 09        | 09        | 09        | 09        | 09        | 09        | 09        | 09        | 09        | 09        | 09        | 09        | 09        | 09        | 09        | 09        | 09        | 09        | 09        | 09        | 09        | 09        | 09        | La diferencia / Te regalo yo mis ojos (A dúo con Raúl Sandoval)                                                    | La diferencia / Te regalo yo mis ojos (A dúo con Raúl Sandoval)                                                    | La diferencia / Te regalo yo mis ojos (A dúo con Raúl Sandoval)                                                    | La diferencia / Te regalo yo mis ojos (A dúo con Raúl Sandoval)                                                    | La diferencia / Te regalo yo mis ojos (A dúo con Raúl Sandoval)                                                    | La diferencia / Te regalo yo mis ojos (A dúo con Raúl Sandoval)                                                    | La diferencia / Te regalo yo mis ojos (A dúo con Raúl Sandoval)                                                    | La diferencia / Te regalo yo mis ojos (A dúo con Raúl Sandoval)                                                    | La diferencia / Te regalo yo mis ojos (A dúo con Raúl Sandoval)                                                    | La diferencia / Te regalo yo mis ojos (A dúo con Raúl Sandoval)                                                    | La diferencia / Te regalo yo mis ojos (A dúo con Raúl Sandoval)                                                    | La diferencia / Te regalo yo mis ojos (A dúo con Raúl Sandoval)                                                    | La diferencia / Te regalo yo mis ojos (A dúo con Raúl Sandoval)                                                    | La diferencia / Te regalo yo mis ojos (A dúo con Raúl Sandoval)                                                    | La diferencia / Te regalo yo mis ojos (A dúo con Raúl Sandoval)                                                    | La diferencia / Te regalo yo mis ojos (A dúo con Raúl Sandoval)                                                    | La diferencia / Te regalo yo mis ojos (A dúo con Raúl Sandoval)                                                    | La diferencia / Te regalo yo mis ojos (A dúo con Raúl Sandoval)                                                    | La diferencia / Te regalo yo mis ojos (A dúo con Raúl Sandoval)                                                    | La diferencia / Te regalo yo mis ojos (A dúo con Raúl Sandoval)                                                    | La diferencia / Te regalo yo mis ojos (A dúo con Raúl Sandoval)                                                    | La diferencia / Te regalo yo mis ojos (A dúo con Raúl Sandoval)                                                    | La diferencia / Te regalo yo mis ojos (A dúo con Raúl Sandoval)                                                    | La diferencia / Te regalo yo mis ojos (A dúo con Raúl Sandoval)                                                    | La diferencia / Te regalo yo mis ojos (A dúo con Raúl Sandoval)                                                    | La diferencia / Te regalo yo mis ojos (A dúo con Raúl Sandoval)                                                    | La diferencia / Te regalo yo mis ojos (A dúo con Raúl Sandoval)                                                    | La diferencia / Te regalo yo mis ojos (A dúo con Raúl Sandoval)                                                    | La diferencia / Te regalo yo mis ojos (A dúo con Raúl Sandoval)                                                    | La diferencia / Te regalo yo mis ojos (A dúo con Raúl Sandoval)                                                    | La diferencia / Te regalo yo mis ojos (A dúo con Raúl Sandoval)                                                    | La diferencia / Te regalo yo mis ojos (A dúo con Raúl Sandoval)                                                    | La diferencia / Te regalo yo mis ojos (A dúo con Raúl Sandoval)                                                    | La diferencia / Te regalo yo mis ojos (A dúo con Raúl Sandoval)                                                    | La diferencia / Te regalo yo mis ojos (A dúo con Raúl Sandoval)                                                    | La diferencia / Te regalo yo mis ojos (A dúo con Raúl Sandoval)                                                    | La diferencia / Te regalo yo mis ojos (A dúo con Raúl Sandoval)                                                    | La diferencia / Te regalo yo mis ojos (A dúo con Raúl Sandoval)                                                    | La diferencia / Te regalo yo mis ojos (A dúo con Raúl Sandoval)                                                    | La diferencia / Te regalo yo mis ojos (A dúo con Raúl Sandoval)                                                    | La diferencia / Te regalo yo mis ojos (A dúo con Raúl Sandoval)                                                    | La diferencia / Te regalo yo mis ojos (A dúo con Raúl Sandoval)                                                    | La diferencia / Te regalo yo mis ojos (A dúo con Raúl Sandoval)                                                    | La diferencia / Te regalo yo mis ojos (A dúo con Raúl Sandoval)                                                    | La diferencia / Te regalo yo mis ojos (A dúo con Raúl Sandoval)                                                    | La diferencia / Te regalo yo mis ojos (A dúo con Raúl Sandoval)                                                    | La diferencia / Te regalo yo mis ojos (A dúo con Raúl Sandoval)                                                    | La diferencia / Te regalo yo mis ojos (A dúo con Raúl Sandoval)                                                    | La diferencia / Te regalo yo mis ojos (A dúo con Raúl Sandoval)                                                    | La diferencia / Te regalo yo mis ojos (A dúo con Raúl Sandoval)                                                    | La diferencia / Te regalo yo mis ojos (A dúo con Raúl Sandoval)                                                    | La diferencia / Te regalo yo mis ojos (A dúo con Raúl Sandoval)                                                    | La diferencia / Te regalo yo mis ojos (A dúo con Raúl Sandoval)                                                    | La diferencia / Te regalo yo mis ojos (A dúo con Raúl Sandoval)                                                    | La diferencia / Te regalo yo mis ojos (A dúo con Raúl Sandoval)                                                    | La diferencia / Te regalo yo mis ojos (A dúo con Raúl Sandoval)                                                    | La diferencia / Te regalo yo mis ojos (A dúo con Raúl Sandoval)                                                    | La diferencia / Te regalo yo mis ojos (A dúo con Raúl Sandoval)                                                    | La diferencia / Te regalo yo mis ojos (A dúo con Raúl Sandoval)                                                    | La diferencia / Te regalo yo mis ojos (A dúo con Raúl Sandoval)                                                    | La diferencia / Te regalo yo mis ojos (A dúo con Raúl Sandoval)                                                    | La diferencia / Te regalo yo mis ojos (A dúo con Raúl Sandoval)                                                    | La diferencia / Te regalo yo mis ojos (A dúo con Raúl Sandoval)                                                    | La diferencia / Te regalo yo mis ojos (A dúo con Raúl Sandoval)                                                    | La diferencia / Te regalo yo mis ojos (A dúo con Raúl Sandoval)                                                    | La diferencia / Te regalo yo mis ojos (A dúo con Raúl Sandoval)                                                    | La diferencia / Te regalo yo mis ojos (A dúo con Raúl Sandoval)                                                    | La diferencia / Te regalo yo mis ojos (A dúo con Raúl Sandoval)                                                    | La diferencia / Te regalo yo mis ojos (A dúo con Raúl Sandoval)                                                    | La diferencia / Te regalo yo mis ojos (A dúo con Raúl Sandoval)                                                    | La diferencia / Te regalo yo mis ojos (A dúo con Raúl Sandoval)                                                    | La diferencia / Te regalo yo mis ojos (A dúo con Raúl Sandoval)                                                    | La diferencia / Te regalo yo mis ojos (A dúo con Raúl Sandoval)                                                    | La diferencia / Te regalo yo mis ojos (A dúo con Raúl Sandoval)                                                    | La diferencia / Te regalo yo mis ojos (A dúo con Raúl Sandoval)                                                    | La diferencia / Te regalo yo mis ojos (A dúo con Raúl Sandoval)                                                    | La diferencia / Te regalo yo mis ojos (A dúo con Raúl Sandoval)                                                    | La diferencia / Te regalo yo mis ojos (A dúo con Raúl Sandoval)                                                    | La diferencia / Te regalo yo mis ojos (A dúo con Raúl Sandoval)                                                    | La diferencia / Te regalo yo mis ojos (A dúo con Raúl Sandoval)                                                    | La diferencia / Te regalo yo mis ojos (A dúo con Raúl Sandoval)                                                    | La diferencia / Te regalo yo mis ojos (A dúo con Raúl Sandoval)                                                    | La diferencia / Te regalo yo mis ojos (A dúo con Raúl Sandoval)                                                    | La diferencia / Te regalo yo mis ojos (A dúo con Raúl Sandoval)                                                    | La diferencia / Te regalo yo mis ojos (A dúo con Raúl Sandoval)                                                    | La diferencia / Te regalo yo mis ojos (A dúo con Raúl Sandoval)                                                    | La diferencia / Te regalo yo mis ojos (A dúo con Raúl Sandoval)                                                    | La diferencia / Te regalo yo mis ojos (A dúo con Raúl Sandoval)                                                    | La diferencia / Te regalo yo mis ojos (A dúo con Raúl Sandoval)                                                    | La diferencia / Te regalo yo mis ojos (A dúo con Raúl Sandoval)                                                    | La diferencia / Te regalo yo mis ojos (A dúo con Raúl Sandoval)                                                    | La diferencia / Te regalo yo mis ojos (A dúo con Raúl Sandoval)                                                    | La diferencia / Te regalo yo mis ojos (A dúo con Raúl Sandoval)                                                    | La diferencia / Te regalo yo mis ojos (A dúo con Raúl Sandoval)                                                    | La diferencia / Te regalo yo mis ojos (A dúo con Raúl Sandoval)                                                    | La diferencia / Te regalo yo mis ojos (A dúo con Raúl Sandoval)                                                    | La diferencia / Te regalo yo mis ojos (A dúo con Raúl Sandoval)                                                    | La diferencia / Te regalo yo mis ojos (A dúo con Raúl Sandoval)                                                    | La diferencia / Te regalo yo mis ojos (A dúo con Raúl Sandoval)                                                    | La diferencia / Te regalo yo mis ojos (A dúo con Raúl Sandoval)                                                    | Rocío Dúrcal / Varios                    | Rocío Dúrcal / Varios                    | Rocío Dúrcal / Varios                    | Rocío Dúrcal / Varios                    | Rocío Dúrcal / Varios                    | Rocío Dúrcal / Varios                    | Rocío Dúrcal / Varios                    | Rocío Dúrcal / Varios                    | Rocío Dúrcal / Varios                    | Rocío Dúrcal / Varios                    | Rocío Dúrcal / Varios                    | Rocío Dúrcal / Varios                    | Rocío Dúrcal / Varios                    | Rocío Dúrcal / Varios                    | Rocío Dúrcal / Varios                    | Rocío Dúrcal / Varios                    | Rocío Dúrcal / Varios                    | Rocío Dúrcal / Varios                    | Rocío Dúrcal / Varios                    | Rocío Dúrcal / Varios                    | Rocío Dúrcal / Varios                    | Rocío Dúrcal / Varios                    | Rocío Dúrcal / Varios                    | Rocío Dúrcal / Varios                    | Rocío Dúrcal / Varios                    | Rocío Dúrcal / Varios                    | Rocío Dúrcal / Varios                    | Rocío Dúrcal / Varios                    | Rocío Dúrcal / Varios                    | Rocío Dúrcal / Varios                    | Rocío Dúrcal / Varios                    | Rocío Dúrcal / Varios                    | Rocío Dúrcal / Varios                    | Rocío Dúrcal / Varios                    | Rocío Dúrcal / Varios                    | Rocío Dúrcal / Varios                    | Rocío Dúrcal / Varios                    | Rocío Dúrcal / Varios                    | Rocío Dúrcal / Varios                    | Rocío Dúrcal / Varios                    | Rocío Dúrcal / Varios                    | Rocío Dúrcal / Varios                    | Rocío Dúrcal / Varios                    | Rocío Dúrcal / Varios                    | Rocío Dúrcal / Varios                    | Rocío Dúrcal / Varios                    | Rocío Dúrcal / Varios                    | Rocío Dúrcal / Varios                    | Rocío Dúrcal / Varios                    | Rocío Dúrcal / Varios                    | Rocío Dúrcal / Varios                    | Rocío Dúrcal / Varios                    | Rocío Dúrcal / Varios                    | Rocío Dúrcal / Varios                    | Rocío Dúrcal / Varios                    | Rocío Dúrcal / Varios                    | Rocío Dúrcal / Varios                    | Rocío Dúrcal / Varios                    | Rocío Dúrcal / Varios                    | Rocío Dúrcal / Varios                    | Rocío Dúrcal / Varios                    | Rocío Dúrcal / Varios                    | Rocío Dúrcal / Varios                    | Rocío Dúrcal / Varios                    | Rocío Dúrcal / Varios                    | Rocío Dúrcal / Varios                    | Rocío Dúrcal / Varios                    | Rocío Dúrcal / Varios                    | Rocío Dúrcal / Varios                    | Rocío Dúrcal / Varios                    | Rocío Dúrcal / Varios                    | Rocío Dúrcal / Varios                    | Rocío Dúrcal / Varios                    | Rocío Dúrcal / Varios                    | Rocío Dúrcal / Varios                    | Rocío Dúrcal / Varios                    | Rocío Dúrcal / Varios                    | Rocío Dúrcal / Varios                    | Rocío Dúrcal / Varios                    | Rocío Dúrcal / Varios                    | Rocío Dúrcal / Varios                    | Rocío Dúrcal / Varios                    | Rocío Dúrcal / Varios                    | Rocío Dúrcal / Varios                    | Rocío Dúrcal / Varios                    | Rocío Dúrcal / Varios                    | Rocío Dúrcal / Varios                    | Rocío Dúrcal / Varios                    | Rocío Dúrcal / Varios                    | Rocío Dúrcal / Varios                    | Rocío Dúrcal / Varios                    | Rocío Dúrcal / Varios                    | Rocío Dúrcal / Varios                    | Rocío Dúrcal / Varios                    | Rocío Dúrcal / Varios                    | Rocío Dúrcal / Varios                    | Rocío Dúrcal / Varios                    | Rocío Dúrcal / Varios                    | Rocío Dúrcal / Varios                    | Rocío Dúrcal / Varios                    | Rocío Dúrcal / Varios                    | Rocío Dúrcal / Varios                    | Rocío Dúrcal / Varios                    | Rocío Dúrcal / Varios                    | Rocío Dúrcal / Varios                    | Rocío Dúrcal / Varios                    | Rocío Dúrcal / Varios                    | Rocío Dúrcal / Varios                    | Rocío Dúrcal / Varios                    | Rocío Dúrcal / Varios                    | Rocío Dúrcal / Varios                    | Rocío Dúrcal / Varios                    | Rocío Dúrcal / Varios                    | Rocío Dúrcal / Varios                    | Rocío Dúrcal / Varios                    | Rocío Dúrcal / Varios                    | Rocío Dúrcal / Varios                    | Rocío Dúrcal / Varios                    | Rocío Dúrcal / Varios                    | Rocío Dúrcal / Varios                    | Rocío Dúrcal / Varios                    | Rocío Dúrcal / Varios                    | Rocío Dúrcal / Varios                    | Rocío Dúrcal / Varios                    | Rocío Dúrcal / Varios                    | Rocío Dúrcal / Varios                    | Rocío Dúrcal / Varios                    | Rocío Dúrcal / Varios                    | Rocío Dúrcal / Varios                    | Rocío Dúrcal / Varios                    |
| 10        | 10        | 10        | 10        | 10        | 10        | 10        | 10        | 10        | 10        | 10        | 10        | 10        | 10        | 10        | 10        | 10        | 10        | 10        | 10        | 10        | 10        | 10        | 10        | 10        | 10        | 10        | 10        | 10        | 10        | 10        | 10        | 10        | 10        | 10        | 10        | 10        | 10        | 10        | 10        | 10        | 10        | 10        | 10        | 10        | 10        | 10        | 10        | 10        | 10        | 10        | 10        | 10        | 10        | 10        | 10        | 10        | 10        | 10        | 10        | 10        | 10        | 10        | 10        | 10        | 10        | 10        | 10        | 10        | 10        | 10        | 10        | 10        | 10        | 10        | 10        | 10        | 10        | 10        | 10        | 10        | 10        | 10        | 10        | 10        | 10        | 10        | 10        | 10        | 10        | Y nos dieron las diez (A dúo con Héctor Zamorano) / Te voy a olvidar                                               | Y nos dieron las diez (A dúo con Héctor Zamorano) / Te voy a olvidar                                               | Y nos dieron las diez (A dúo con Héctor Zamorano) / Te voy a olvidar                                               | Y nos dieron las diez (A dúo con Héctor Zamorano) / Te voy a olvidar                                               | Y nos dieron las diez (A dúo con Héctor Zamorano) / Te voy a olvidar                                               | Y nos dieron las diez (A dúo con Héctor Zamorano) / Te voy a olvidar                                               | Y nos dieron las diez (A dúo con Héctor Zamorano) / Te voy a olvidar                                               | Y nos dieron las diez (A dúo con Héctor Zamorano) / Te voy a olvidar                                               | Y nos dieron las diez (A dúo con Héctor Zamorano) / Te voy a olvidar                                               | Y nos dieron las diez (A dúo con Héctor Zamorano) / Te voy a olvidar                                               | Y nos dieron las diez (A dúo con Héctor Zamorano) / Te voy a olvidar                                               | Y nos dieron las diez (A dúo con Héctor Zamorano) / Te voy a olvidar                                               | Y nos dieron las diez (A dúo con Héctor Zamorano) / Te voy a olvidar                                               | Y nos dieron las diez (A dúo con Héctor Zamorano) / Te voy a olvidar                                               | Y nos dieron las diez (A dúo con Héctor Zamorano) / Te voy a olvidar                                               | Y nos dieron las diez (A dúo con Héctor Zamorano) / Te voy a olvidar                                               | Y nos dieron las diez (A dúo con Héctor Zamorano) / Te voy a olvidar                                               | Y nos dieron las diez (A dúo con Héctor Zamorano) / Te voy a olvidar                                               | Y nos dieron las diez (A dúo con Héctor Zamorano) / Te voy a olvidar                                               | Y nos dieron las diez (A dúo con Héctor Zamorano) / Te voy a olvidar                                               | Y nos dieron las diez (A dúo con Héctor Zamorano) / Te voy a olvidar                                               | Y nos dieron las diez (A dúo con Héctor Zamorano) / Te voy a olvidar                                               | Y nos dieron las diez (A dúo con Héctor Zamorano) / Te voy a olvidar                                               | Y nos dieron las diez (A dúo con Héctor Zamorano) / Te voy a olvidar                                               | Y nos dieron las diez (A dúo con Héctor Zamorano) / Te voy a olvidar                                               | Y nos dieron las diez (A dúo con Héctor Zamorano) / Te voy a olvidar                                               | Y nos dieron las diez (A dúo con Héctor Zamorano) / Te voy a olvidar                                               | Y nos dieron las diez (A dúo con Héctor Zamorano) / Te voy a olvidar                                               | Y nos dieron las diez (A dúo con Héctor Zamorano) / Te voy a olvidar                                               | Y nos dieron las diez (A dúo con Héctor Zamorano) / Te voy a olvidar                                               | Y nos dieron las diez (A dúo con Héctor Zamorano) / Te voy a olvidar                                               | Y nos dieron las diez (A dúo con Héctor Zamorano) / Te voy a olvidar                                               | Y nos dieron las diez (A dúo con Héctor Zamorano) / Te voy a olvidar                                               | Y nos dieron las diez (A dúo con Héctor Zamorano) / Te voy a olvidar                                               | Y nos dieron las diez (A dúo con Héctor Zamorano) / Te voy a olvidar                                               | Y nos dieron las diez (A dúo con Héctor Zamorano) / Te voy a olvidar                                               | Y nos dieron las diez (A dúo con Héctor Zamorano) / Te voy a olvidar                                               | Y nos dieron las diez (A dúo con Héctor Zamorano) / Te voy a olvidar                                               | Y nos dieron las diez (A dúo con Héctor Zamorano) / Te voy a olvidar                                               | Y nos dieron las diez (A dúo con Héctor Zamorano) / Te voy a olvidar                                               | Y nos dieron las diez (A dúo con Héctor Zamorano) / Te voy a olvidar                                               | Y nos dieron las diez (A dúo con Héctor Zamorano) / Te voy a olvidar                                               | Y nos dieron las diez (A dúo con Héctor Zamorano) / Te voy a olvidar                                               | Y nos dieron las diez (A dúo con Héctor Zamorano) / Te voy a olvidar                                               | Y nos dieron las diez (A dúo con Héctor Zamorano) / Te voy a olvidar                                               | Y nos dieron las diez (A dúo con Héctor Zamorano) / Te voy a olvidar                                               | Y nos dieron las diez (A dúo con Héctor Zamorano) / Te voy a olvidar                                               | Y nos dieron las diez (A dúo con Héctor Zamorano) / Te voy a olvidar                                               | Y nos dieron las diez (A dúo con Héctor Zamorano) / Te voy a olvidar                                               | Y nos dieron las diez (A dúo con Héctor Zamorano) / Te voy a olvidar                                               | Y nos dieron las diez (A dúo con Héctor Zamorano) / Te voy a olvidar                                               | Y nos dieron las diez (A dúo con Héctor Zamorano) / Te voy a olvidar                                               | Y nos dieron las diez (A dúo con Héctor Zamorano) / Te voy a olvidar                                               | Y nos dieron las diez (A dúo con Héctor Zamorano) / Te voy a olvidar                                               | Y nos dieron las diez (A dúo con Héctor Zamorano) / Te voy a olvidar                                               | Y nos dieron las diez (A dúo con Héctor Zamorano) / Te voy a olvidar                                               | Y nos dieron las diez (A dúo con Héctor Zamorano) / Te voy a olvidar                                               | Y nos dieron las diez (A dúo con Héctor Zamorano) / Te voy a olvidar                                               | Y nos dieron las diez (A dúo con Héctor Zamorano) / Te voy a olvidar                                               | Y nos dieron las diez (A dúo con Héctor Zamorano) / Te voy a olvidar                                               | Y nos dieron las diez (A dúo con Héctor Zamorano) / Te voy a olvidar                                               | Y nos dieron las diez (A dúo con Héctor Zamorano) / Te voy a olvidar                                               | Y nos dieron las diez (A dúo con Héctor Zamorano) / Te voy a olvidar                                               | Y nos dieron las diez (A dúo con Héctor Zamorano) / Te voy a olvidar                                               | Y nos dieron las diez (A dúo con Héctor Zamorano) / Te voy a olvidar                                               | Y nos dieron las diez (A dúo con Héctor Zamorano) / Te voy a olvidar                                               | Y nos dieron las diez (A dúo con Héctor Zamorano) / Te voy a olvidar                                               | Y nos dieron las diez (A dúo con Héctor Zamorano) / Te voy a olvidar                                               | Y nos dieron las diez (A dúo con Héctor Zamorano) / Te voy a olvidar                                               | Y nos dieron las diez (A dúo con Héctor Zamorano) / Te voy a olvidar                                               | Y nos dieron las diez (A dúo con Héctor Zamorano) / Te voy a olvidar                                               | Y nos dieron las diez (A dúo con Héctor Zamorano) / Te voy a olvidar                                               | Y nos dieron las diez (A dúo con Héctor Zamorano) / Te voy a olvidar                                               | Y nos dieron las diez (A dúo con Héctor Zamorano) / Te voy a olvidar                                               | Y nos dieron las diez (A dúo con Héctor Zamorano) / Te voy a olvidar                                               | Y nos dieron las diez (A dúo con Héctor Zamorano) / Te voy a olvidar                                               | Y nos dieron las diez (A dúo con Héctor Zamorano) / Te voy a olvidar                                               | Y nos dieron las diez (A dúo con Héctor Zamorano) / Te voy a olvidar                                               | Y nos dieron las diez (A dúo con Héctor Zamorano) / Te voy a olvidar                                               | Y nos dieron las diez (A dúo con Héctor Zamorano) / Te voy a olvidar                                               | Y nos dieron las diez (A dúo con Héctor Zamorano) / Te voy a olvidar                                               | Y nos dieron las diez (A dúo con Héctor Zamorano) / Te voy a olvidar                                               | Y nos dieron las diez (A dúo con Héctor Zamorano) / Te voy a olvidar                                               | Y nos dieron las diez (A dúo con Héctor Zamorano) / Te voy a olvidar                                               | Y nos dieron las diez (A dúo con Héctor Zamorano) / Te voy a olvidar                                               | Y nos dieron las diez (A dúo con Héctor Zamorano) / Te voy a olvidar                                               | Y nos dieron las diez (A dúo con Héctor Zamorano) / Te voy a olvidar                                               | Y nos dieron las diez (A dúo con Héctor Zamorano) / Te voy a olvidar                                               | Y nos dieron las diez (A dúo con Héctor Zamorano) / Te voy a olvidar                                               | Y nos dieron las diez (A dúo con Héctor Zamorano) / Te voy a olvidar                                               | Y nos dieron las diez (A dúo con Héctor Zamorano) / Te voy a olvidar                                               | Y nos dieron las diez (A dúo con Héctor Zamorano) / Te voy a olvidar                                               | Y nos dieron las diez (A dúo con Héctor Zamorano) / Te voy a olvidar                                               | Y nos dieron las diez (A dúo con Héctor Zamorano) / Te voy a olvidar                                               | Y nos dieron las diez (A dúo con Héctor Zamorano) / Te voy a olvidar                                               | Y nos dieron las diez (A dúo con Héctor Zamorano) / Te voy a olvidar                                               | Y nos dieron las diez (A dúo con Héctor Zamorano) / Te voy a olvidar                                               | Y nos dieron las diez (A dúo con Héctor Zamorano) / Te voy a olvidar                                               | Y nos dieron las diez (A dúo con Héctor Zamorano) / Te voy a olvidar                                               | Y nos dieron las diez (A dúo con Héctor Zamorano) / Te voy a olvidar                                               | Pablo Milanés / Nadia Yvonne             | Pablo Milanés / Nadia Yvonne             | Pablo Milanés / Nadia Yvonne             | Pablo Milanés / Nadia Yvonne             | Pablo Milanés / Nadia Yvonne             | Pablo Milanés / Nadia Yvonne             | Pablo Milanés / Nadia Yvonne             | Pablo Milanés / Nadia Yvonne             | Pablo Milanés / Nadia Yvonne             | Pablo Milanés / Nadia Yvonne             | Pablo Milanés / Nadia Yvonne             | Pablo Milanés / Nadia Yvonne             | Pablo Milanés / Nadia Yvonne             | Pablo Milanés / Nadia Yvonne             | Pablo Milanés / Nadia Yvonne             | Pablo Milanés / Nadia Yvonne             | Pablo Milanés / Nadia Yvonne             | Pablo Milanés / Nadia Yvonne             | Pablo Milanés / Nadia Yvonne             | Pablo Milanés / Nadia Yvonne             | Pablo Milanés / Nadia Yvonne             | Pablo Milanés / Nadia Yvonne             | Pablo Milanés / Nadia Yvonne             | Pablo Milanés / Nadia Yvonne             | Pablo Milanés / Nadia Yvonne             | Pablo Milanés / Nadia Yvonne             | Pablo Milanés / Nadia Yvonne             | Pablo Milanés / Nadia Yvonne             | Pablo Milanés / Nadia Yvonne             | Pablo Milanés / Nadia Yvonne             | Pablo Milanés / Nadia Yvonne             | Pablo Milanés / Nadia Yvonne             | Pablo Milanés / Nadia Yvonne             | Pablo Milanés / Nadia Yvonne             | Pablo Milanés / Nadia Yvonne             | Pablo Milanés / Nadia Yvonne             | Pablo Milanés / Nadia Yvonne             | Pablo Milanés / Nadia Yvonne             | Pablo Milanés / Nadia Yvonne             | Pablo Milanés / Nadia Yvonne             | Pablo Milanés / Nadia Yvonne             | Pablo Milanés / Nadia Yvonne             | Pablo Milanés / Nadia Yvonne             | Pablo Milanés / Nadia Yvonne             | Pablo Milanés / Nadia Yvonne             | Pablo Milanés / Nadia Yvonne             | Pablo Milanés / Nadia Yvonne             | Pablo Milanés / Nadia Yvonne             | Pablo Milanés / Nadia Yvonne             | Pablo Milanés / Nadia Yvonne             | Pablo Milanés / Nadia Yvonne             | Pablo Milanés / Nadia Yvonne             | Pablo Milanés / Nadia Yvonne             | Pablo Milanés / Nadia Yvonne             | Pablo Milanés / Nadia Yvonne             | Pablo Milanés / Nadia Yvonne             | Pablo Milanés / Nadia Yvonne             | Pablo Milanés / Nadia Yvonne             | Pablo Milanés / Nadia Yvonne             | Pablo Milanés / Nadia Yvonne             | Pablo Milanés / Nadia Yvonne             | Pablo Milanés / Nadia Yvonne             | Pablo Milanés / Nadia Yvonne             | Pablo Milanés / Nadia Yvonne             | Pablo Milanés / Nadia Yvonne             | Pablo Milanés / Nadia Yvonne             | Pablo Milanés / Nadia Yvonne             | Pablo Milanés / Nadia Yvonne             | Pablo Milanés / Nadia Yvonne             | Pablo Milanés / Nadia Yvonne             | Pablo Milanés / Nadia Yvonne             | Pablo Milanés / Nadia Yvonne             | Pablo Milanés / Nadia Yvonne             | Pablo Milanés / Nadia Yvonne             | Pablo Milanés / Nadia Yvonne             | Pablo Milanés / Nadia Yvonne             | Pablo Milanés / Nadia Yvonne             | Pablo Milanés / Nadia Yvonne             | Pablo Milanés / Nadia Yvonne             | Pablo Milanés / Nadia Yvonne             | Pablo Milanés / Nadia Yvonne             | Pablo Milanés / Nadia Yvonne             | Pablo Milanés / Nadia Yvonne             | Pablo Milanés / Nadia Yvonne             | Pablo Milanés / Nadia Yvonne             | Pablo Milanés / Nadia Yvonne             | Pablo Milanés / Nadia Yvonne             | Pablo Milanés / Nadia Yvonne             | Pablo Milanés / Nadia Yvonne             | Pablo Milanés / Nadia Yvonne             | Pablo Milanés / Nadia Yvonne             | Pablo Milanés / Nadia Yvonne             | Pablo Milanés / Nadia Yvonne             | Pablo Milanés / Nadia Yvonne             | Pablo Milanés / Nadia Yvonne             | Pablo Milanés / Nadia Yvonne             | Pablo Milanés / Nadia Yvonne             | Pablo Milanés / Nadia Yvonne             | Pablo Milanés / Nadia Yvonne             | Pablo Milanés / Nadia Yvonne             | Pablo Milanés / Nadia Yvonne             | Pablo Milanés / Nadia Yvonne             | Pablo Milanés / Nadia Yvonne             | Pablo Milanés / Nadia Yvonne             | Pablo Milanés / Nadia Yvonne             | Pablo Milanés / Nadia Yvonne             | Pablo Milanés / Nadia Yvonne             | Pablo Milanés / Nadia Yvonne             | Pablo Milanés / Nadia Yvonne             | Pablo Milanés / Nadia Yvonne             | Pablo Milanés / Nadia Yvonne             | Pablo Milanés / Nadia Yvonne             | Pablo Milanés / Nadia Yvonne             | Pablo Milanés / Nadia Yvonne             | Pablo Milanés / Nadia Yvonne             | Pablo Milanés / Nadia Yvonne             | Pablo Milanés / Nadia Yvonne             | Pablo Milanés / Nadia Yvonne             | Pablo Milanés / Nadia Yvonne             | Pablo Milanés / Nadia Yvonne             | Pablo Milanés / Nadia Yvonne             | Pablo Milanés / Nadia Yvonne             | Pablo Milanés / Nadia Yvonne             | Pablo Milanés / Nadia Yvonne             | Pablo Milanés / Nadia Yvonne             | Pablo Milanés / Nadia Yvonne             | Pablo Milanés / Nadia Yvonne             | Pablo Milanés / Nadia Yvonne             | Pablo Milanés / Nadia Yvonne             | Pablo Milanés / Nadia Yvonne             |
| 11        | 11        | 11        | 11        | 11        | 11        | 11        | 11        | 11        | 11        | 11        | 11        | 11        | 11        | 11        | 11        | 11        | 11        | 11        | 11        | 11        | 11        | 11        | 11        | 11        | 11        | 11        | 11        | 11        | 11        | 11        | 11        | 11        | 11        | 11        | 11        | 11        | 11        | 11        | 11        | 11        | 11        | 11        | 11        | 11        | 11        | 11        | 11        | 11        | 11        | 11        | 11        | 11        | 11        | 11        | 11        | 11        | 11        | 11        | 11        | 11        | 11        | 11        | 11        | 11        | 11        | 11        | 11        | 11        | 11        | 11        | 11        | 11        | 11        | 11        | 11        | 11        | 11        | 11        | 11        | 11        | 11        | 11        | 11        | 11        | 11        | 11        | 11        | 11        | 11        | Acostumbrame al cielo / Para amarnos mas (A dúo con Yahir)                                                         | Acostumbrame al cielo / Para amarnos mas (A dúo con Yahir)                                                         | Acostumbrame al cielo / Para amarnos mas (A dúo con Yahir)                                                         | Acostumbrame al cielo / Para amarnos mas (A dúo con Yahir)                                                         | Acostumbrame al cielo / Para amarnos mas (A dúo con Yahir)                                                         | Acostumbrame al cielo / Para amarnos mas (A dúo con Yahir)                                                         | Acostumbrame al cielo / Para amarnos mas (A dúo con Yahir)                                                         | Acostumbrame al cielo / Para amarnos mas (A dúo con Yahir)                                                         | Acostumbrame al cielo / Para amarnos mas (A dúo con Yahir)                                                         | Acostumbrame al cielo / Para amarnos mas (A dúo con Yahir)                                                         | Acostumbrame al cielo / Para amarnos mas (A dúo con Yahir)                                                         | Acostumbrame al cielo / Para amarnos mas (A dúo con Yahir)                                                         | Acostumbrame al cielo / Para amarnos mas (A dúo con Yahir)                                                         | Acostumbrame al cielo / Para amarnos mas (A dúo con Yahir)                                                         | Acostumbrame al cielo / Para amarnos mas (A dúo con Yahir)                                                         | Acostumbrame al cielo / Para amarnos mas (A dúo con Yahir)                                                         | Acostumbrame al cielo / Para amarnos mas (A dúo con Yahir)                                                         | Acostumbrame al cielo / Para amarnos mas (A dúo con Yahir)                                                         | Acostumbrame al cielo / Para amarnos mas (A dúo con Yahir)                                                         | Acostumbrame al cielo / Para amarnos mas (A dúo con Yahir)                                                         | Acostumbrame al cielo / Para amarnos mas (A dúo con Yahir)                                                         | Acostumbrame al cielo / Para amarnos mas (A dúo con Yahir)                                                         | Acostumbrame al cielo / Para amarnos mas (A dúo con Yahir)                                                         | Acostumbrame al cielo / Para amarnos mas (A dúo con Yahir)                                                         | Acostumbrame al cielo / Para amarnos mas (A dúo con Yahir)                                                         | Acostumbrame al cielo / Para amarnos mas (A dúo con Yahir)                                                         | Acostumbrame al cielo / Para amarnos mas (A dúo con Yahir)                                                         | Acostumbrame al cielo / Para amarnos mas (A dúo con Yahir)                                                         | Acostumbrame al cielo / Para amarnos mas (A dúo con Yahir)                                                         | Acostumbrame al cielo / Para amarnos mas (A dúo con Yahir)                                                         | Acostumbrame al cielo / Para amarnos mas (A dúo con Yahir)                                                         | Acostumbrame al cielo / Para amarnos mas (A dúo con Yahir)                                                         | Acostumbrame al cielo / Para amarnos mas (A dúo con Yahir)                                                         | Acostumbrame al cielo / Para amarnos mas (A dúo con Yahir)                                                         | Acostumbrame al cielo / Para amarnos mas (A dúo con Yahir)                                                         | Acostumbrame al cielo / Para amarnos mas (A dúo con Yahir)                                                         | Acostumbrame al cielo / Para amarnos mas (A dúo con Yahir)                                                         | Acostumbrame al cielo / Para amarnos mas (A dúo con Yahir)                                                         | Acostumbrame al cielo / Para amarnos mas (A dúo con Yahir)                                                         | Acostumbrame al cielo / Para amarnos mas (A dúo con Yahir)                                                         | Acostumbrame al cielo / Para amarnos mas (A dúo con Yahir)                                                         | Acostumbrame al cielo / Para amarnos mas (A dúo con Yahir)                                                         | Acostumbrame al cielo / Para amarnos mas (A dúo con Yahir)                                                         | Acostumbrame al cielo / Para amarnos mas (A dúo con Yahir)                                                         | Acostumbrame al cielo / Para amarnos mas (A dúo con Yahir)                                                         | Acostumbrame al cielo / Para amarnos mas (A dúo con Yahir)                                                         | Acostumbrame al cielo / Para amarnos mas (A dúo con Yahir)                                                         | Acostumbrame al cielo / Para amarnos mas (A dúo con Yahir)                                                         | Acostumbrame al cielo / Para amarnos mas (A dúo con Yahir)                                                         | Acostumbrame al cielo / Para amarnos mas (A dúo con Yahir)                                                         | Acostumbrame al cielo / Para amarnos mas (A dúo con Yahir)                                                         | Acostumbrame al cielo / Para amarnos mas (A dúo con Yahir)                                                         | Acostumbrame al cielo / Para amarnos mas (A dúo con Yahir)                                                         | Acostumbrame al cielo / Para amarnos mas (A dúo con Yahir)                                                         | Acostumbrame al cielo / Para amarnos mas (A dúo con Yahir)                                                         | Acostumbrame al cielo / Para amarnos mas (A dúo con Yahir)                                                         | Acostumbrame al cielo / Para amarnos mas (A dúo con Yahir)                                                         | Acostumbrame al cielo / Para amarnos mas (A dúo con Yahir)                                                         | Acostumbrame al cielo / Para amarnos mas (A dúo con Yahir)                                                         | Acostumbrame al cielo / Para amarnos mas (A dúo con Yahir)                                                         | Acostumbrame al cielo / Para amarnos mas (A dúo con Yahir)                                                         | Acostumbrame al cielo / Para amarnos mas (A dúo con Yahir)                                                         | Acostumbrame al cielo / Para amarnos mas (A dúo con Yahir)                                                         | Acostumbrame al cielo / Para amarnos mas (A dúo con Yahir)                                                         | Acostumbrame al cielo / Para amarnos mas (A dúo con Yahir)                                                         | Acostumbrame al cielo / Para amarnos mas (A dúo con Yahir)                                                         | Acostumbrame al cielo / Para amarnos mas (A dúo con Yahir)                                                         | Acostumbrame al cielo / Para amarnos mas (A dúo con Yahir)                                                         | Acostumbrame al cielo / Para amarnos mas (A dúo con Yahir)                                                         | Acostumbrame al cielo / Para amarnos mas (A dúo con Yahir)                                                         | Acostumbrame al cielo / Para amarnos mas (A dúo con Yahir)                                                         | Acostumbrame al cielo / Para amarnos mas (A dúo con Yahir)                                                         | Acostumbrame al cielo / Para amarnos mas (A dúo con Yahir)                                                         | Acostumbrame al cielo / Para amarnos mas (A dúo con Yahir)                                                         | Acostumbrame al cielo / Para amarnos mas (A dúo con Yahir)                                                         | Acostumbrame al cielo / Para amarnos mas (A dúo con Yahir)                                                         | Acostumbrame al cielo / Para amarnos mas (A dúo con Yahir)                                                         | Acostumbrame al cielo / Para amarnos mas (A dúo con Yahir)                                                         | Acostumbrame al cielo / Para amarnos mas (A dúo con Yahir)                                                         | Acostumbrame al cielo / Para amarnos mas (A dúo con Yahir)                                                         | Acostumbrame al cielo / Para amarnos mas (A dúo con Yahir)                                                         | Acostumbrame al cielo / Para amarnos mas (A dúo con Yahir)                                                         | Acostumbrame al cielo / Para amarnos mas (A dúo con Yahir)                                                         | Acostumbrame al cielo / Para amarnos mas (A dúo con Yahir)                                                         | Acostumbrame al cielo / Para amarnos mas (A dúo con Yahir)                                                         | Acostumbrame al cielo / Para amarnos mas (A dúo con Yahir)                                                         | Acostumbrame al cielo / Para amarnos mas (A dúo con Yahir)                                                         | Acostumbrame al cielo / Para amarnos mas (A dúo con Yahir)                                                         | Acostumbrame al cielo / Para amarnos mas (A dúo con Yahir)                                                         | Acostumbrame al cielo / Para amarnos mas (A dúo con Yahir)                                                         | Acostumbrame al cielo / Para amarnos mas (A dúo con Yahir)                                                         | Acostumbrame al cielo / Para amarnos mas (A dúo con Yahir)                                                         | Acostumbrame al cielo / Para amarnos mas (A dúo con Yahir)                                                         | Acostumbrame al cielo / Para amarnos mas (A dúo con Yahir)                                                         | Acostumbrame al cielo / Para amarnos mas (A dúo con Yahir)                                                         | Acostumbrame al cielo / Para amarnos mas (A dúo con Yahir)                                                         | Acostumbrame al cielo / Para amarnos mas (A dúo con Yahir)                                                         | Acostumbrame al cielo / Para amarnos mas (A dúo con Yahir)                                                         | Acostumbrame al cielo / Para amarnos mas (A dúo con Yahir)                                                         | Acostumbrame al cielo / Para amarnos mas (A dúo con Yahir)                                                         | Edith Márquez / Manuel Mijares           | Edith Márquez / Manuel Mijares           | Edith Márquez / Manuel Mijares           | Edith Márquez / Manuel Mijares           | Edith Márquez / Manuel Mijares           | Edith Márquez / Manuel Mijares           | Edith Márquez / Manuel Mijares           | Edith Márquez / Manuel Mijares           | Edith Márquez / Manuel Mijares           | Edith Márquez / Manuel Mijares           | Edith Márquez / Manuel Mijares           | Edith Márquez / Manuel Mijares           | Edith Márquez / Manuel Mijares           | Edith Márquez / Manuel Mijares           | Edith Márquez / Manuel Mijares           | Edith Márquez / Manuel Mijares           | Edith Márquez / Manuel Mijares           | Edith Márquez / Manuel Mijares           | Edith Márquez / Manuel Mijares           | Edith Márquez / Manuel Mijares           | Edith Márquez / Manuel Mijares           | Edith Márquez / Manuel Mijares           | Edith Márquez / Manuel Mijares           | Edith Márquez / Manuel Mijares           | Edith Márquez / Manuel Mijares           | Edith Márquez / Manuel Mijares           | Edith Márquez / Manuel Mijares           | Edith Márquez / Manuel Mijares           | Edith Márquez / Manuel Mijares           | Edith Márquez / Manuel Mijares           | Edith Márquez / Manuel Mijares           | Edith Márquez / Manuel Mijares           | Edith Márquez / Manuel Mijares           | Edith Márquez / Manuel Mijares           | Edith Márquez / Manuel Mijares           | Edith Márquez / Manuel Mijares           | Edith Márquez / Manuel Mijares           | Edith Márquez / Manuel Mijares           | Edith Márquez / Manuel Mijares           | Edith Márquez / Manuel Mijares           | Edith Márquez / Manuel Mijares           | Edith Márquez / Manuel Mijares           | Edith Márquez / Manuel Mijares           | Edith Márquez / Manuel Mijares           | Edith Márquez / Manuel Mijares           | Edith Márquez / Manuel Mijares           | Edith Márquez / Manuel Mijares           | Edith Márquez / Manuel Mijares           | Edith Márquez / Manuel Mijares           | Edith Márquez / Manuel Mijares           | Edith Márquez / Manuel Mijares           | Edith Márquez / Manuel Mijares           | Edith Márquez / Manuel Mijares           | Edith Márquez / Manuel Mijares           | Edith Márquez / Manuel Mijares           | Edith Márquez / Manuel Mijares           | Edith Márquez / Manuel Mijares           | Edith Márquez / Manuel Mijares           | Edith Márquez / Manuel Mijares           | Edith Márquez / Manuel Mijares           | Edith Márquez / Manuel Mijares           | Edith Márquez / Manuel Mijares           | Edith Márquez / Manuel Mijares           | Edith Márquez / Manuel Mijares           | Edith Márquez / Manuel Mijares           | Edith Márquez / Manuel Mijares           | Edith Márquez / Manuel Mijares           | Edith Márquez / Manuel Mijares           | Edith Márquez / Manuel Mijares           | Edith Márquez / Manuel Mijares           | Edith Márquez / Manuel Mijares           | Edith Márquez / Manuel Mijares           | Edith Márquez / Manuel Mijares           | Edith Márquez / Manuel Mijares           | Edith Márquez / Manuel Mijares           | Edith Márquez / Manuel Mijares           | Edith Márquez / Manuel Mijares           | Edith Márquez / Manuel Mijares           | Edith Márquez / Manuel Mijares           | Edith Márquez / Manuel Mijares           | Edith Márquez / Manuel Mijares           | Edith Márquez / Manuel Mijares           | Edith Márquez / Manuel Mijares           | Edith Márquez / Manuel Mijares           | Edith Márquez / Manuel Mijares           | Edith Márquez / Manuel Mijares           | Edith Márquez / Manuel Mijares           | Edith Márquez / Manuel Mijares           | Edith Márquez / Manuel Mijares           | Edith Márquez / Manuel Mijares           | Edith Márquez / Manuel Mijares           | Edith Márquez / Manuel Mijares           | Edith Márquez / Manuel Mijares           | Edith Márquez / Manuel Mijares           | Edith Márquez / Manuel Mijares           | Edith Márquez / Manuel Mijares           | Edith Márquez / Manuel Mijares           | Edith Márquez / Manuel Mijares           | Edith Márquez / Manuel Mijares           | Edith Márquez / Manuel Mijares           | Edith Márquez / Manuel Mijares           | Edith Márquez / Manuel Mijares           | Edith Márquez / Manuel Mijares           | Edith Márquez / Manuel Mijares           | Edith Márquez / Manuel Mijares           | Edith Márquez / Manuel Mijares           | Edith Márquez / Manuel Mijares           | Edith Márquez / Manuel Mijares           | Edith Márquez / Manuel Mijares           | Edith Márquez / Manuel Mijares           | Edith Márquez / Manuel Mijares           | Edith Márquez / Manuel Mijares           | Edith Márquez / Manuel Mijares           | Edith Márquez / Manuel Mijares           | Edith Márquez / Manuel Mijares           | Edith Márquez / Manuel Mijares           | Edith Márquez / Manuel Mijares           | Edith Márquez / Manuel Mijares           | Edith Márquez / Manuel Mijares           | Edith Márquez / Manuel Mijares           | Edith Márquez / Manuel Mijares           | Edith Márquez / Manuel Mijares           | Edith Márquez / Manuel Mijares           | Edith Márquez / Manuel Mijares           | Edith Márquez / Manuel Mijares           | Edith Márquez / Manuel Mijares           | Edith Márquez / Manuel Mijares           | Edith Márquez / Manuel Mijares           | Edith Márquez / Manuel Mijares           | Edith Márquez / Manuel Mijares           |
| 12        | 12        | 12        | 12        | 12        | 12        | 12        | 12        | 12        | 12        | 12        | 12        | 12        | 12        | 12        | 12        | 12        | 12        | 12        | 12        | 12        | 12        | 12        | 12        | 12        | 12        | 12        | 12        | 12        | 12        | 12        | 12        | 12        | 12        | 12        | 12        | 12        | 12        | 12        | 12        | 12        | 12        | 12        | 12        | 12        | 12        | 12        | 12        | 12        | 12        | 12        | 12        | 12        | 12        | 12        | 12        | 12        | 12        | 12        | 12        | 12        | 12        | 12        | 12        | 12        | 12        | 12        | 12        | 12        | 12        | 12        | 12        | 12        | 12        | 12        | 12        | 12        | 12        | 12        | 12        | 12        | 12        | 12        | 12        | 12        | 12        | 12        | 12        | 12        | 12        | Mi tierra (A dúo con Estrella Veloz) / Tómame o déjame                                                             | Mi tierra (A dúo con Estrella Veloz) / Tómame o déjame                                                             | Mi tierra (A dúo con Estrella Veloz) / Tómame o déjame                                                             | Mi tierra (A dúo con Estrella Veloz) / Tómame o déjame                                                             | Mi tierra (A dúo con Estrella Veloz) / Tómame o déjame                                                             | Mi tierra (A dúo con Estrella Veloz) / Tómame o déjame                                                             | Mi tierra (A dúo con Estrella Veloz) / Tómame o déjame                                                             | Mi tierra (A dúo con Estrella Veloz) / Tómame o déjame                                                             | Mi tierra (A dúo con Estrella Veloz) / Tómame o déjame                                                             | Mi tierra (A dúo con Estrella Veloz) / Tómame o déjame                                                             | Mi tierra (A dúo con Estrella Veloz) / Tómame o déjame                                                             | Mi tierra (A dúo con Estrella Veloz) / Tómame o déjame                                                             | Mi tierra (A dúo con Estrella Veloz) / Tómame o déjame                                                             | Mi tierra (A dúo con Estrella Veloz) / Tómame o déjame                                                             | Mi tierra (A dúo con Estrella Veloz) / Tómame o déjame                                                             | Mi tierra (A dúo con Estrella Veloz) / Tómame o déjame                                                             | Mi tierra (A dúo con Estrella Veloz) / Tómame o déjame                                                             | Mi tierra (A dúo con Estrella Veloz) / Tómame o déjame                                                             | Mi tierra (A dúo con Estrella Veloz) / Tómame o déjame                                                             | Mi tierra (A dúo con Estrella Veloz) / Tómame o déjame                                                             | Mi tierra (A dúo con Estrella Veloz) / Tómame o déjame                                                             | Mi tierra (A dúo con Estrella Veloz) / Tómame o déjame                                                             | Mi tierra (A dúo con Estrella Veloz) / Tómame o déjame                                                             | Mi tierra (A dúo con Estrella Veloz) / Tómame o déjame                                                             | Mi tierra (A dúo con Estrella Veloz) / Tómame o déjame                                                             | Mi tierra (A dúo con Estrella Veloz) / Tómame o déjame                                                             | Mi tierra (A dúo con Estrella Veloz) / Tómame o déjame                                                             | Mi tierra (A dúo con Estrella Veloz) / Tómame o déjame                                                             | Mi tierra (A dúo con Estrella Veloz) / Tómame o déjame                                                             | Mi tierra (A dúo con Estrella Veloz) / Tómame o déjame                                                             | Mi tierra (A dúo con Estrella Veloz) / Tómame o déjame                                                             | Mi tierra (A dúo con Estrella Veloz) / Tómame o déjame                                                             | Mi tierra (A dúo con Estrella Veloz) / Tómame o déjame                                                             | Mi tierra (A dúo con Estrella Veloz) / Tómame o déjame                                                             | Mi tierra (A dúo con Estrella Veloz) / Tómame o déjame                                                             | Mi tierra (A dúo con Estrella Veloz) / Tómame o déjame                                                             | Mi tierra (A dúo con Estrella Veloz) / Tómame o déjame                                                             | Mi tierra (A dúo con Estrella Veloz) / Tómame o déjame                                                             | Mi tierra (A dúo con Estrella Veloz) / Tómame o déjame                                                             | Mi tierra (A dúo con Estrella Veloz) / Tómame o déjame                                                             | Mi tierra (A dúo con Estrella Veloz) / Tómame o déjame                                                             | Mi tierra (A dúo con Estrella Veloz) / Tómame o déjame                                                             | Mi tierra (A dúo con Estrella Veloz) / Tómame o déjame                                                             | Mi tierra (A dúo con Estrella Veloz) / Tómame o déjame                                                             | Mi tierra (A dúo con Estrella Veloz) / Tómame o déjame                                                             | Mi tierra (A dúo con Estrella Veloz) / Tómame o déjame                                                             | Mi tierra (A dúo con Estrella Veloz) / Tómame o déjame                                                             | Mi tierra (A dúo con Estrella Veloz) / Tómame o déjame                                                             | Mi tierra (A dúo con Estrella Veloz) / Tómame o déjame                                                             | Mi tierra (A dúo con Estrella Veloz) / Tómame o déjame                                                             | Mi tierra (A dúo con Estrella Veloz) / Tómame o déjame                                                             | Mi tierra (A dúo con Estrella Veloz) / Tómame o déjame                                                             | Mi tierra (A dúo con Estrella Veloz) / Tómame o déjame                                                             | Mi tierra (A dúo con Estrella Veloz) / Tómame o déjame                                                             | Mi tierra (A dúo con Estrella Veloz) / Tómame o déjame                                                             | Mi tierra (A dúo con Estrella Veloz) / Tómame o déjame                                                             | Mi tierra (A dúo con Estrella Veloz) / Tómame o déjame                                                             | Mi tierra (A dúo con Estrella Veloz) / Tómame o déjame                                                             | Mi tierra (A dúo con Estrella Veloz) / Tómame o déjame                                                             | Mi tierra (A dúo con Estrella Veloz) / Tómame o déjame                                                             | Mi tierra (A dúo con Estrella Veloz) / Tómame o déjame                                                             | Mi tierra (A dúo con Estrella Veloz) / Tómame o déjame                                                             | Mi tierra (A dúo con Estrella Veloz) / Tómame o déjame                                                             | Mi tierra (A dúo con Estrella Veloz) / Tómame o déjame                                                             | Mi tierra (A dúo con Estrella Veloz) / Tómame o déjame                                                             | Mi tierra (A dúo con Estrella Veloz) / Tómame o déjame                                                             | Mi tierra (A dúo con Estrella Veloz) / Tómame o déjame                                                             | Mi tierra (A dúo con Estrella Veloz) / Tómame o déjame                                                             | Mi tierra (A dúo con Estrella Veloz) / Tómame o déjame                                                             | Mi tierra (A dúo con Estrella Veloz) / Tómame o déjame                                                             | Mi tierra (A dúo con Estrella Veloz) / Tómame o déjame                                                             | Mi tierra (A dúo con Estrella Veloz) / Tómame o déjame                                                             | Mi tierra (A dúo con Estrella Veloz) / Tómame o déjame                                                             | Mi tierra (A dúo con Estrella Veloz) / Tómame o déjame                                                             | Mi tierra (A dúo con Estrella Veloz) / Tómame o déjame                                                             | Mi tierra (A dúo con Estrella Veloz) / Tómame o déjame                                                             | Mi tierra (A dúo con Estrella Veloz) / Tómame o déjame                                                             | Mi tierra (A dúo con Estrella Veloz) / Tómame o déjame                                                             | Mi tierra (A dúo con Estrella Veloz) / Tómame o déjame                                                             | Mi tierra (A dúo con Estrella Veloz) / Tómame o déjame                                                             | Mi tierra (A dúo con Estrella Veloz) / Tómame o déjame                                                             | Mi tierra (A dúo con Estrella Veloz) / Tómame o déjame                                                             | Mi tierra (A dúo con Estrella Veloz) / Tómame o déjame                                                             | Mi tierra (A dúo con Estrella Veloz) / Tómame o déjame                                                             | Mi tierra (A dúo con Estrella Veloz) / Tómame o déjame                                                             | Mi tierra (A dúo con Estrella Veloz) / Tómame o déjame                                                             | Mi tierra (A dúo con Estrella Veloz) / Tómame o déjame                                                             | Mi tierra (A dúo con Estrella Veloz) / Tómame o déjame                                                             | Mi tierra (A dúo con Estrella Veloz) / Tómame o déjame                                                             | Mi tierra (A dúo con Estrella Veloz) / Tómame o déjame                                                             | Mi tierra (A dúo con Estrella Veloz) / Tómame o déjame                                                             | Mi tierra (A dúo con Estrella Veloz) / Tómame o déjame                                                             | Mi tierra (A dúo con Estrella Veloz) / Tómame o déjame                                                             | Mi tierra (A dúo con Estrella Veloz) / Tómame o déjame                                                             | Mi tierra (A dúo con Estrella Veloz) / Tómame o déjame                                                             | Mi tierra (A dúo con Estrella Veloz) / Tómame o déjame                                                             | Mi tierra (A dúo con Estrella Veloz) / Tómame o déjame                                                             | Mi tierra (A dúo con Estrella Veloz) / Tómame o déjame                                                             | Mi tierra (A dúo con Estrella Veloz) / Tómame o déjame                                                             | Mi tierra (A dúo con Estrella Veloz) / Tómame o déjame                                                             | Gloria Estefan / Mocedades               | Gloria Estefan / Mocedades               | Gloria Estefan / Mocedades               | Gloria Estefan / Mocedades               | Gloria Estefan / Mocedades               | Gloria Estefan / Mocedades               | Gloria Estefan / Mocedades               | Gloria Estefan / Mocedades               | Gloria Estefan / Mocedades               | Gloria Estefan / Mocedades               | Gloria Estefan / Mocedades               | Gloria Estefan / Mocedades               | Gloria Estefan / Mocedades               | Gloria Estefan / Mocedades               | Gloria Estefan / Mocedades               | Gloria Estefan / Mocedades               | Gloria Estefan / Mocedades               | Gloria Estefan / Mocedades               | Gloria Estefan / Mocedades               | Gloria Estefan / Mocedades               | Gloria Estefan / Mocedades               | Gloria Estefan / Mocedades               | Gloria Estefan / Mocedades               | Gloria Estefan / Mocedades               | Gloria Estefan / Mocedades               | Gloria Estefan / Mocedades               | Gloria Estefan / Mocedades               | Gloria Estefan / Mocedades               | Gloria Estefan / Mocedades               | Gloria Estefan / Mocedades               | Gloria Estefan / Mocedades               | Gloria Estefan / Mocedades               | Gloria Estefan / Mocedades               | Gloria Estefan / Mocedades               | Gloria Estefan / Mocedades               | Gloria Estefan / Mocedades               | Gloria Estefan / Mocedades               | Gloria Estefan / Mocedades               | Gloria Estefan / Mocedades               | Gloria Estefan / Mocedades               | Gloria Estefan / Mocedades               | Gloria Estefan / Mocedades               | Gloria Estefan / Mocedades               | Gloria Estefan / Mocedades               | Gloria Estefan / Mocedades               | Gloria Estefan / Mocedades               | Gloria Estefan / Mocedades               | Gloria Estefan / Mocedades               | Gloria Estefan / Mocedades               | Gloria Estefan / Mocedades               | Gloria Estefan / Mocedades               | Gloria Estefan / Mocedades               | Gloria Estefan / Mocedades               | Gloria Estefan / Mocedades               | Gloria Estefan / Mocedades               | Gloria Estefan / Mocedades               | Gloria Estefan / Mocedades               | Gloria Estefan / Mocedades               | Gloria Estefan / Mocedades               | Gloria Estefan / Mocedades               | Gloria Estefan / Mocedades               | Gloria Estefan / Mocedades               | Gloria Estefan / Mocedades               | Gloria Estefan / Mocedades               | Gloria Estefan / Mocedades               | Gloria Estefan / Mocedades               | Gloria Estefan / Mocedades               | Gloria Estefan / Mocedades               | Gloria Estefan / Mocedades               | Gloria Estefan / Mocedades               | Gloria Estefan / Mocedades               | Gloria Estefan / Mocedades               | Gloria Estefan / Mocedades               | Gloria Estefan / Mocedades               | Gloria Estefan / Mocedades               | Gloria Estefan / Mocedades               | Gloria Estefan / Mocedades               | Gloria Estefan / Mocedades               | Gloria Estefan / Mocedades               | Gloria Estefan / Mocedades               | Gloria Estefan / Mocedades               | Gloria Estefan / Mocedades               | Gloria Estefan / Mocedades               | Gloria Estefan / Mocedades               | Gloria Estefan / Mocedades               | Gloria Estefan / Mocedades               | Gloria Estefan / Mocedades               | Gloria Estefan / Mocedades               | Gloria Estefan / Mocedades               | Gloria Estefan / Mocedades               | Gloria Estefan / Mocedades               | Gloria Estefan / Mocedades               | Gloria Estefan / Mocedades               | Gloria Estefan / Mocedades               | Gloria Estefan / Mocedades               | Gloria Estefan / Mocedades               | Gloria Estefan / Mocedades               | Gloria Estefan / Mocedades               | Gloria Estefan / Mocedades               | Gloria Estefan / Mocedades               | Gloria Estefan / Mocedades               | Gloria Estefan / Mocedades               | Gloria Estefan / Mocedades               | Gloria Estefan / Mocedades               | Gloria Estefan / Mocedades               | Gloria Estefan / Mocedades               | Gloria Estefan / Mocedades               | Gloria Estefan / Mocedades               | Gloria Estefan / Mocedades               | Gloria Estefan / Mocedades               | Gloria Estefan / Mocedades               | Gloria Estefan / Mocedades               | Gloria Estefan / Mocedades               | Gloria Estefan / Mocedades               | Gloria Estefan / Mocedades               | Gloria Estefan / Mocedades               | Gloria Estefan / Mocedades               | Gloria Estefan / Mocedades               | Gloria Estefan / Mocedades               | Gloria Estefan / Mocedades               | Gloria Estefan / Mocedades               | Gloria Estefan / Mocedades               | Gloria Estefan / Mocedades               | Gloria Estefan / Mocedades               | Gloria Estefan / Mocedades               | Gloria Estefan / Mocedades               | Gloria Estefan / Mocedades               | Gloria Estefan / Mocedades               | Gloria Estefan / Mocedades               | Gloria Estefan / Mocedades               |
| 13        | 13        | 13        | 13        | 13        | 13        | 13        | 13        | 13        | 13        | 13        | 13        | 13        | 13        | 13        | 13        | 13        | 13        | 13        | 13        | 13        | 13        | 13        | 13        | 13        | 13        | 13        | 13        | 13        | 13        | 13        | 13        | 13        | 13        | 13        | 13        | 13        | 13        | 13        | 13        | 13        | 13        | 13        | 13        | 13        | 13        | 13        | 13        | 13        | 13        | 13        | 13        | 13        | 13        | 13        | 13        | 13        | 13        | 13        | 13        | 13        | 13        | 13        | 13        | 13        | 13        | 13        | 13        | 13        | 13        | 13        | 13        | 13        | 13        | 13        | 13        | 13        | 13        | 13        | 13        | 13        | 13        | 13        | 13        | 13        | 13        | 13        | 13        | 13        | 13        | Corazón partío / Candela (Con Toñita y Estrella Veloz) / Mi problema                                               | Corazón partío / Candela (Con Toñita y Estrella Veloz) / Mi problema                                               | Corazón partío / Candela (Con Toñita y Estrella Veloz) / Mi problema                                               | Corazón partío / Candela (Con Toñita y Estrella Veloz) / Mi problema                                               | Corazón partío / Candela (Con Toñita y Estrella Veloz) / Mi problema                                               | Corazón partío / Candela (Con Toñita y Estrella Veloz) / Mi problema                                               | Corazón partío / Candela (Con Toñita y Estrella Veloz) / Mi problema                                               | Corazón partío / Candela (Con Toñita y Estrella Veloz) / Mi problema                                               | Corazón partío / Candela (Con Toñita y Estrella Veloz) / Mi problema                                               | Corazón partío / Candela (Con Toñita y Estrella Veloz) / Mi problema                                               | Corazón partío / Candela (Con Toñita y Estrella Veloz) / Mi problema                                               | Corazón partío / Candela (Con Toñita y Estrella Veloz) / Mi problema                                               | Corazón partío / Candela (Con Toñita y Estrella Veloz) / Mi problema                                               | Corazón partío / Candela (Con Toñita y Estrella Veloz) / Mi problema                                               | Corazón partío / Candela (Con Toñita y Estrella Veloz) / Mi problema                                               | Corazón partío / Candela (Con Toñita y Estrella Veloz) / Mi problema                                               | Corazón partío / Candela (Con Toñita y Estrella Veloz) / Mi problema                                               | Corazón partío / Candela (Con Toñita y Estrella Veloz) / Mi problema                                               | Corazón partío / Candela (Con Toñita y Estrella Veloz) / Mi problema                                               | Corazón partío / Candela (Con Toñita y Estrella Veloz) / Mi problema                                               | Corazón partío / Candela (Con Toñita y Estrella Veloz) / Mi problema                                               | Corazón partío / Candela (Con Toñita y Estrella Veloz) / Mi problema                                               | Corazón partío / Candela (Con Toñita y Estrella Veloz) / Mi problema                                               | Corazón partío / Candela (Con Toñita y Estrella Veloz) / Mi problema                                               | Corazón partío / Candela (Con Toñita y Estrella Veloz) / Mi problema                                               | Corazón partío / Candela (Con Toñita y Estrella Veloz) / Mi problema                                               | Corazón partío / Candela (Con Toñita y Estrella Veloz) / Mi problema                                               | Corazón partío / Candela (Con Toñita y Estrella Veloz) / Mi problema                                               | Corazón partío / Candela (Con Toñita y Estrella Veloz) / Mi problema                                               | Corazón partío / Candela (Con Toñita y Estrella Veloz) / Mi problema                                               | Corazón partío / Candela (Con Toñita y Estrella Veloz) / Mi problema                                               | Corazón partío / Candela (Con Toñita y Estrella Veloz) / Mi problema                                               | Corazón partío / Candela (Con Toñita y Estrella Veloz) / Mi problema                                               | Corazón partío / Candela (Con Toñita y Estrella Veloz) / Mi problema                                               | Corazón partío / Candela (Con Toñita y Estrella Veloz) / Mi problema                                               | Corazón partío / Candela (Con Toñita y Estrella Veloz) / Mi problema                                               | Corazón partío / Candela (Con Toñita y Estrella Veloz) / Mi problema                                               | Corazón partío / Candela (Con Toñita y Estrella Veloz) / Mi problema                                               | Corazón partío / Candela (Con Toñita y Estrella Veloz) / Mi problema                                               | Corazón partío / Candela (Con Toñita y Estrella Veloz) / Mi problema                                               | Corazón partío / Candela (Con Toñita y Estrella Veloz) / Mi problema                                               | Corazón partío / Candela (Con Toñita y Estrella Veloz) / Mi problema                                               | Corazón partío / Candela (Con Toñita y Estrella Veloz) / Mi problema                                               | Corazón partío / Candela (Con Toñita y Estrella Veloz) / Mi problema                                               | Corazón partío / Candela (Con Toñita y Estrella Veloz) / Mi problema                                               | Corazón partío / Candela (Con Toñita y Estrella Veloz) / Mi problema                                               | Corazón partío / Candela (Con Toñita y Estrella Veloz) / Mi problema                                               | Corazón partío / Candela (Con Toñita y Estrella Veloz) / Mi problema                                               | Corazón partío / Candela (Con Toñita y Estrella Veloz) / Mi problema                                               | Corazón partío / Candela (Con Toñita y Estrella Veloz) / Mi problema                                               | Corazón partío / Candela (Con Toñita y Estrella Veloz) / Mi problema                                               | Corazón partío / Candela (Con Toñita y Estrella Veloz) / Mi problema                                               | Corazón partío / Candela (Con Toñita y Estrella Veloz) / Mi problema                                               | Corazón partío / Candela (Con Toñita y Estrella Veloz) / Mi problema                                               | Corazón partío / Candela (Con Toñita y Estrella Veloz) / Mi problema                                               | Corazón partío / Candela (Con Toñita y Estrella Veloz) / Mi problema                                               | Corazón partío / Candela (Con Toñita y Estrella Veloz) / Mi problema                                               | Corazón partío / Candela (Con Toñita y Estrella Veloz) / Mi problema                                               | Corazón partío / Candela (Con Toñita y Estrella Veloz) / Mi problema                                               | Corazón partío / Candela (Con Toñita y Estrella Veloz) / Mi problema                                               | Corazón partío / Candela (Con Toñita y Estrella Veloz) / Mi problema                                               | Corazón partío / Candela (Con Toñita y Estrella Veloz) / Mi problema                                               | Corazón partío / Candela (Con Toñita y Estrella Veloz) / Mi problema                                               | Corazón partío / Candela (Con Toñita y Estrella Veloz) / Mi problema                                               | Corazón partío / Candela (Con Toñita y Estrella Veloz) / Mi problema                                               | Corazón partío / Candela (Con Toñita y Estrella Veloz) / Mi problema                                               | Corazón partío / Candela (Con Toñita y Estrella Veloz) / Mi problema                                               | Corazón partío / Candela (Con Toñita y Estrella Veloz) / Mi problema                                               | Corazón partío / Candela (Con Toñita y Estrella Veloz) / Mi problema                                               | Corazón partío / Candela (Con Toñita y Estrella Veloz) / Mi problema                                               | Corazón partío / Candela (Con Toñita y Estrella Veloz) / Mi problema                                               | Corazón partío / Candela (Con Toñita y Estrella Veloz) / Mi problema                                               | Corazón partío / Candela (Con Toñita y Estrella Veloz) / Mi problema                                               | Corazón partío / Candela (Con Toñita y Estrella Veloz) / Mi problema                                               | Corazón partío / Candela (Con Toñita y Estrella Veloz) / Mi problema                                               | Corazón partío / Candela (Con Toñita y Estrella Veloz) / Mi problema                                               | Corazón partío / Candela (Con Toñita y Estrella Veloz) / Mi problema                                               | Corazón partío / Candela (Con Toñita y Estrella Veloz) / Mi problema                                               | Corazón partío / Candela (Con Toñita y Estrella Veloz) / Mi problema                                               | Corazón partío / Candela (Con Toñita y Estrella Veloz) / Mi problema                                               | Corazón partío / Candela (Con Toñita y Estrella Veloz) / Mi problema                                               | Corazón partío / Candela (Con Toñita y Estrella Veloz) / Mi problema                                               | Corazón partío / Candela (Con Toñita y Estrella Veloz) / Mi problema                                               | Corazón partío / Candela (Con Toñita y Estrella Veloz) / Mi problema                                               | Corazón partío / Candela (Con Toñita y Estrella Veloz) / Mi problema                                               | Corazón partío / Candela (Con Toñita y Estrella Veloz) / Mi problema                                               | Corazón partío / Candela (Con Toñita y Estrella Veloz) / Mi problema                                               | Corazón partío / Candela (Con Toñita y Estrella Veloz) / Mi problema                                               | Corazón partío / Candela (Con Toñita y Estrella Veloz) / Mi problema                                               | Corazón partío / Candela (Con Toñita y Estrella Veloz) / Mi problema                                               | Corazón partío / Candela (Con Toñita y Estrella Veloz) / Mi problema                                               | Corazón partío / Candela (Con Toñita y Estrella Veloz) / Mi problema                                               | Corazón partío / Candela (Con Toñita y Estrella Veloz) / Mi problema                                               | Corazón partío / Candela (Con Toñita y Estrella Veloz) / Mi problema                                               | Corazón partío / Candela (Con Toñita y Estrella Veloz) / Mi problema                                               | Corazón partío / Candela (Con Toñita y Estrella Veloz) / Mi problema                                               | Corazón partío / Candela (Con Toñita y Estrella Veloz) / Mi problema                                               | Corazón partío / Candela (Con Toñita y Estrella Veloz) / Mi problema                                               | Corazón partío / Candela (Con Toñita y Estrella Veloz) / Mi problema                                               | Corazón partío / Candela (Con Toñita y Estrella Veloz) / Mi problema                                               | Alejandro Sanz / Noelia / Marisela       | Alejandro Sanz / Noelia / Marisela       | Alejandro Sanz / Noelia / Marisela       | Alejandro Sanz / Noelia / Marisela       | Alejandro Sanz / Noelia / Marisela       | Alejandro Sanz / Noelia / Marisela       | Alejandro Sanz / Noelia / Marisela       | Alejandro Sanz / Noelia / Marisela       | Alejandro Sanz / Noelia / Marisela       | Alejandro Sanz / Noelia / Marisela       | Alejandro Sanz / Noelia / Marisela       | Alejandro Sanz / Noelia / Marisela       | Alejandro Sanz / Noelia / Marisela       | Alejandro Sanz / Noelia / Marisela       | Alejandro Sanz / Noelia / Marisela       | Alejandro Sanz / Noelia / Marisela       | Alejandro Sanz / Noelia / Marisela       | Alejandro Sanz / Noelia / Marisela       | Alejandro Sanz / Noelia / Marisela       | Alejandro Sanz / Noelia / Marisela       | Alejandro Sanz / Noelia / Marisela       | Alejandro Sanz / Noelia / Marisela       | Alejandro Sanz / Noelia / Marisela       | Alejandro Sanz / Noelia / Marisela       | Alejandro Sanz / Noelia / Marisela       | Alejandro Sanz / Noelia / Marisela       | Alejandro Sanz / Noelia / Marisela       | Alejandro Sanz / Noelia / Marisela       | Alejandro Sanz / Noelia / Marisela       | Alejandro Sanz / Noelia / Marisela       | Alejandro Sanz / Noelia / Marisela       | Alejandro Sanz / Noelia / Marisela       | Alejandro Sanz / Noelia / Marisela       | Alejandro Sanz / Noelia / Marisela       | Alejandro Sanz / Noelia / Marisela       | Alejandro Sanz / Noelia / Marisela       | Alejandro Sanz / Noelia / Marisela       | Alejandro Sanz / Noelia / Marisela       | Alejandro Sanz / Noelia / Marisela       | Alejandro Sanz / Noelia / Marisela       | Alejandro Sanz / Noelia / Marisela       | Alejandro Sanz / Noelia / Marisela       | Alejandro Sanz / Noelia / Marisela       | Alejandro Sanz / Noelia / Marisela       | Alejandro Sanz / Noelia / Marisela       | Alejandro Sanz / Noelia / Marisela       | Alejandro Sanz / Noelia / Marisela       | Alejandro Sanz / Noelia / Marisela       | Alejandro Sanz / Noelia / Marisela       | Alejandro Sanz / Noelia / Marisela       | Alejandro Sanz / Noelia / Marisela       | Alejandro Sanz / Noelia / Marisela       | Alejandro Sanz / Noelia / Marisela       | Alejandro Sanz / Noelia / Marisela       | Alejandro Sanz / Noelia / Marisela       | Alejandro Sanz / Noelia / Marisela       | Alejandro Sanz / Noelia / Marisela       | Alejandro Sanz / Noelia / Marisela       | Alejandro Sanz / Noelia / Marisela       | Alejandro Sanz / Noelia / Marisela       | Alejandro Sanz / Noelia / Marisela       | Alejandro Sanz / Noelia / Marisela       | Alejandro Sanz / Noelia / Marisela       | Alejandro Sanz / Noelia / Marisela       | Alejandro Sanz / Noelia / Marisela       | Alejandro Sanz / Noelia / Marisela       | Alejandro Sanz / Noelia / Marisela       | Alejandro Sanz / Noelia / Marisela       | Alejandro Sanz / Noelia / Marisela       | Alejandro Sanz / Noelia / Marisela       | Alejandro Sanz / Noelia / Marisela       | Alejandro Sanz / Noelia / Marisela       | Alejandro Sanz / Noelia / Marisela       | Alejandro Sanz / Noelia / Marisela       | Alejandro Sanz / Noelia / Marisela       | Alejandro Sanz / Noelia / Marisela       | Alejandro Sanz / Noelia / Marisela       | Alejandro Sanz / Noelia / Marisela       | Alejandro Sanz / Noelia / Marisela       | Alejandro Sanz / Noelia / Marisela       | Alejandro Sanz / Noelia / Marisela       | Alejandro Sanz / Noelia / Marisela       | Alejandro Sanz / Noelia / Marisela       | Alejandro Sanz / Noelia / Marisela       | Alejandro Sanz / Noelia / Marisela       | Alejandro Sanz / Noelia / Marisela       | Alejandro Sanz / Noelia / Marisela       | Alejandro Sanz / Noelia / Marisela       | Alejandro Sanz / Noelia / Marisela       | Alejandro Sanz / Noelia / Marisela       | Alejandro Sanz / Noelia / Marisela       | Alejandro Sanz / Noelia / Marisela       | Alejandro Sanz / Noelia / Marisela       | Alejandro Sanz / Noelia / Marisela       | Alejandro Sanz / Noelia / Marisela       | Alejandro Sanz / Noelia / Marisela       | Alejandro Sanz / Noelia / Marisela       | Alejandro Sanz / Noelia / Marisela       | Alejandro Sanz / Noelia / Marisela       | Alejandro Sanz / Noelia / Marisela       | Alejandro Sanz / Noelia / Marisela       | Alejandro Sanz / Noelia / Marisela       | Alejandro Sanz / Noelia / Marisela       | Alejandro Sanz / Noelia / Marisela       | Alejandro Sanz / Noelia / Marisela       | Alejandro Sanz / Noelia / Marisela       | Alejandro Sanz / Noelia / Marisela       | Alejandro Sanz / Noelia / Marisela       | Alejandro Sanz / Noelia / Marisela       | Alejandro Sanz / Noelia / Marisela       | Alejandro Sanz / Noelia / Marisela       | Alejandro Sanz / Noelia / Marisela       | Alejandro Sanz / Noelia / Marisela       | Alejandro Sanz / Noelia / Marisela       | Alejandro Sanz / Noelia / Marisela       | Alejandro Sanz / Noelia / Marisela       | Alejandro Sanz / Noelia / Marisela       | Alejandro Sanz / Noelia / Marisela       | Alejandro Sanz / Noelia / Marisela       | Alejandro Sanz / Noelia / Marisela       | Alejandro Sanz / Noelia / Marisela       | Alejandro Sanz / Noelia / Marisela       | Alejandro Sanz / Noelia / Marisela       | Alejandro Sanz / Noelia / Marisela       | Alejandro Sanz / Noelia / Marisela       | Alejandro Sanz / Noelia / Marisela       | Alejandro Sanz / Noelia / Marisela       | Alejandro Sanz / Noelia / Marisela       | Alejandro Sanz / Noelia / Marisela       | Alejandro Sanz / Noelia / Marisela       |
| 14        | 14        | 14        | 14        | 14        | 14        | 14        | 14        | 14        | 14        | 14        | 14        | 14        | 14        | 14        | 14        | 14        | 14        | 14        | 14        | 14        | 14        | 14        | 14        | 14        | 14        | 14        | 14        | 14        | 14        | 14        | 14        | 14        | 14        | 14        | 14        | 14        | 14        | 14        | 14        | 14        | 14        | 14        | 14        | 14        | 14        | 14        | 14        | 14        | 14        | 14        | 14        | 14        | 14        | 14        | 14        | 14        | 14        | 14        | 14        | 14        | 14        | 14        | 14        | 14        | 14        | 14        | 14        | 14        | 14        | 14        | 14        | 14        | 14        | 14        | 14        | 14        | 14        | 14        | 14        | 14        | 14        | 14        | 14        | 14        | 14        | 14        | 14        | 14        | 14        | Jamás me cansare de ti / Mis ojos lloran por ti                                                                    | Jamás me cansare de ti / Mis ojos lloran por ti                                                                    | Jamás me cansare de ti / Mis ojos lloran por ti                                                                    | Jamás me cansare de ti / Mis ojos lloran por ti                                                                    | Jamás me cansare de ti / Mis ojos lloran por ti                                                                    | Jamás me cansare de ti / Mis ojos lloran por ti                                                                    | Jamás me cansare de ti / Mis ojos lloran por ti                                                                    | Jamás me cansare de ti / Mis ojos lloran por ti                                                                    | Jamás me cansare de ti / Mis ojos lloran por ti                                                                    | Jamás me cansare de ti / Mis ojos lloran por ti                                                                    | Jamás me cansare de ti / Mis ojos lloran por ti                                                                    | Jamás me cansare de ti / Mis ojos lloran por ti                                                                    | Jamás me cansare de ti / Mis ojos lloran por ti                                                                    | Jamás me cansare de ti / Mis ojos lloran por ti                                                                    | Jamás me cansare de ti / Mis ojos lloran por ti                                                                    | Jamás me cansare de ti / Mis ojos lloran por ti                                                                    | Jamás me cansare de ti / Mis ojos lloran por ti                                                                    | Jamás me cansare de ti / Mis ojos lloran por ti                                                                    | Jamás me cansare de ti / Mis ojos lloran por ti                                                                    | Jamás me cansare de ti / Mis ojos lloran por ti                                                                    | Jamás me cansare de ti / Mis ojos lloran por ti                                                                    | Jamás me cansare de ti / Mis ojos lloran por ti                                                                    | Jamás me cansare de ti / Mis ojos lloran por ti                                                                    | Jamás me cansare de ti / Mis ojos lloran por ti                                                                    | Jamás me cansare de ti / Mis ojos lloran por ti                                                                    | Jamás me cansare de ti / Mis ojos lloran por ti                                                                    | Jamás me cansare de ti / Mis ojos lloran por ti                                                                    | Jamás me cansare de ti / Mis ojos lloran por ti                                                                    | Jamás me cansare de ti / Mis ojos lloran por ti                                                                    | Jamás me cansare de ti / Mis ojos lloran por ti                                                                    | Jamás me cansare de ti / Mis ojos lloran por ti                                                                    | Jamás me cansare de ti / Mis ojos lloran por ti                                                                    | Jamás me cansare de ti / Mis ojos lloran por ti                                                                    | Jamás me cansare de ti / Mis ojos lloran por ti                                                                    | Jamás me cansare de ti / Mis ojos lloran por ti                                                                    | Jamás me cansare de ti / Mis ojos lloran por ti                                                                    | Jamás me cansare de ti / Mis ojos lloran por ti                                                                    | Jamás me cansare de ti / Mis ojos lloran por ti                                                                    | Jamás me cansare de ti / Mis ojos lloran por ti                                                                    | Jamás me cansare de ti / Mis ojos lloran por ti                                                                    | Jamás me cansare de ti / Mis ojos lloran por ti                                                                    | Jamás me cansare de ti / Mis ojos lloran por ti                                                                    | Jamás me cansare de ti / Mis ojos lloran por ti                                                                    | Jamás me cansare de ti / Mis ojos lloran por ti                                                                    | Jamás me cansare de ti / Mis ojos lloran por ti                                                                    | Jamás me cansare de ti / Mis ojos lloran por ti                                                                    | Jamás me cansare de ti / Mis ojos lloran por ti                                                                    | Jamás me cansare de ti / Mis ojos lloran por ti                                                                    | Jamás me cansare de ti / Mis ojos lloran por ti                                                                    | Jamás me cansare de ti / Mis ojos lloran por ti                                                                    | Jamás me cansare de ti / Mis ojos lloran por ti                                                                    | Jamás me cansare de ti / Mis ojos lloran por ti                                                                    | Jamás me cansare de ti / Mis ojos lloran por ti                                                                    | Jamás me cansare de ti / Mis ojos lloran por ti                                                                    | Jamás me cansare de ti / Mis ojos lloran por ti                                                                    | Jamás me cansare de ti / Mis ojos lloran por ti                                                                    | Jamás me cansare de ti / Mis ojos lloran por ti                                                                    | Jamás me cansare de ti / Mis ojos lloran por ti                                                                    | Jamás me cansare de ti / Mis ojos lloran por ti                                                                    | Jamás me cansare de ti / Mis ojos lloran por ti                                                                    | Jamás me cansare de ti / Mis ojos lloran por ti                                                                    | Jamás me cansare de ti / Mis ojos lloran por ti                                                                    | Jamás me cansare de ti / Mis ojos lloran por ti                                                                    | Jamás me cansare de ti / Mis ojos lloran por ti                                                                    | Jamás me cansare de ti / Mis ojos lloran por ti                                                                    | Jamás me cansare de ti / Mis ojos lloran por ti                                                                    | Jamás me cansare de ti / Mis ojos lloran por ti                                                                    | Jamás me cansare de ti / Mis ojos lloran por ti                                                                    | Jamás me cansare de ti / Mis ojos lloran por ti                                                                    | Jamás me cansare de ti / Mis ojos lloran por ti                                                                    | Jamás me cansare de ti / Mis ojos lloran por ti                                                                    | Jamás me cansare de ti / Mis ojos lloran por ti                                                                    | Jamás me cansare de ti / Mis ojos lloran por ti                                                                    | Jamás me cansare de ti / Mis ojos lloran por ti                                                                    | Jamás me cansare de ti / Mis ojos lloran por ti                                                                    | Jamás me cansare de ti / Mis ojos lloran por ti                                                                    | Jamás me cansare de ti / Mis ojos lloran por ti                                                                    | Jamás me cansare de ti / Mis ojos lloran por ti                                                                    | Jamás me cansare de ti / Mis ojos lloran por ti                                                                    | Jamás me cansare de ti / Mis ojos lloran por ti                                                                    | Jamás me cansare de ti / Mis ojos lloran por ti                                                                    | Jamás me cansare de ti / Mis ojos lloran por ti                                                                    | Jamás me cansare de ti / Mis ojos lloran por ti                                                                    | Jamás me cansare de ti / Mis ojos lloran por ti                                                                    | Jamás me cansare de ti / Mis ojos lloran por ti                                                                    | Jamás me cansare de ti / Mis ojos lloran por ti                                                                    | Jamás me cansare de ti / Mis ojos lloran por ti                                                                    | Jamás me cansare de ti / Mis ojos lloran por ti                                                                    | Jamás me cansare de ti / Mis ojos lloran por ti                                                                    | Jamás me cansare de ti / Mis ojos lloran por ti                                                                    | Jamás me cansare de ti / Mis ojos lloran por ti                                                                    | Jamás me cansare de ti / Mis ojos lloran por ti                                                                    | Jamás me cansare de ti / Mis ojos lloran por ti                                                                    | Jamás me cansare de ti / Mis ojos lloran por ti                                                                    | Jamás me cansare de ti / Mis ojos lloran por ti                                                                    | Jamás me cansare de ti / Mis ojos lloran por ti                                                                    | Jamás me cansare de ti / Mis ojos lloran por ti                                                                    | Jamás me cansare de ti / Mis ojos lloran por ti                                                                    | Jamás me cansare de ti / Mis ojos lloran por ti                                                                    | Jamás me cansare de ti / Mis ojos lloran por ti                                                                    | Rocío Dúrcal / Big Boy                   | Rocío Dúrcal / Big Boy                   | Rocío Dúrcal / Big Boy                   | Rocío Dúrcal / Big Boy                   | Rocío Dúrcal / Big Boy                   | Rocío Dúrcal / Big Boy                   | Rocío Dúrcal / Big Boy                   | Rocío Dúrcal / Big Boy                   | Rocío Dúrcal / Big Boy                   | Rocío Dúrcal / Big Boy                   | Rocío Dúrcal / Big Boy                   | Rocío Dúrcal / Big Boy                   | Rocío Dúrcal / Big Boy                   | Rocío Dúrcal / Big Boy                   | Rocío Dúrcal / Big Boy                   | Rocío Dúrcal / Big Boy                   | Rocío Dúrcal / Big Boy                   | Rocío Dúrcal / Big Boy                   | Rocío Dúrcal / Big Boy                   | Rocío Dúrcal / Big Boy                   | Rocío Dúrcal / Big Boy                   | Rocío Dúrcal / Big Boy                   | Rocío Dúrcal / Big Boy                   | Rocío Dúrcal / Big Boy                   | Rocío Dúrcal / Big Boy                   | Rocío Dúrcal / Big Boy                   | Rocío Dúrcal / Big Boy                   | Rocío Dúrcal / Big Boy                   | Rocío Dúrcal / Big Boy                   | Rocío Dúrcal / Big Boy                   | Rocío Dúrcal / Big Boy                   | Rocío Dúrcal / Big Boy                   | Rocío Dúrcal / Big Boy                   | Rocío Dúrcal / Big Boy                   | Rocío Dúrcal / Big Boy                   | Rocío Dúrcal / Big Boy                   | Rocío Dúrcal / Big Boy                   | Rocío Dúrcal / Big Boy                   | Rocío Dúrcal / Big Boy                   | Rocío Dúrcal / Big Boy                   | Rocío Dúrcal / Big Boy                   | Rocío Dúrcal / Big Boy                   | Rocío Dúrcal / Big Boy                   | Rocío Dúrcal / Big Boy                   | Rocío Dúrcal / Big Boy                   | Rocío Dúrcal / Big Boy                   | Rocío Dúrcal / Big Boy                   | Rocío Dúrcal / Big Boy                   | Rocío Dúrcal / Big Boy                   | Rocío Dúrcal / Big Boy                   | Rocío Dúrcal / Big Boy                   | Rocío Dúrcal / Big Boy                   | Rocío Dúrcal / Big Boy                   | Rocío Dúrcal / Big Boy                   | Rocío Dúrcal / Big Boy                   | Rocío Dúrcal / Big Boy                   | Rocío Dúrcal / Big Boy                   | Rocío Dúrcal / Big Boy                   | Rocío Dúrcal / Big Boy                   | Rocío Dúrcal / Big Boy                   | Rocío Dúrcal / Big Boy                   | Rocío Dúrcal / Big Boy                   | Rocío Dúrcal / Big Boy                   | Rocío Dúrcal / Big Boy                   | Rocío Dúrcal / Big Boy                   | Rocío Dúrcal / Big Boy                   | Rocío Dúrcal / Big Boy                   | Rocío Dúrcal / Big Boy                   | Rocío Dúrcal / Big Boy                   | Rocío Dúrcal / Big Boy                   | Rocío Dúrcal / Big Boy                   | Rocío Dúrcal / Big Boy                   | Rocío Dúrcal / Big Boy                   | Rocío Dúrcal / Big Boy                   | Rocío Dúrcal / Big Boy                   | Rocío Dúrcal / Big Boy                   | Rocío Dúrcal / Big Boy                   | Rocío Dúrcal / Big Boy                   | Rocío Dúrcal / Big Boy                   | Rocío Dúrcal / Big Boy                   | Rocío Dúrcal / Big Boy                   | Rocío Dúrcal / Big Boy                   | Rocío Dúrcal / Big Boy                   | Rocío Dúrcal / Big Boy                   | Rocío Dúrcal / Big Boy                   | Rocío Dúrcal / Big Boy                   | Rocío Dúrcal / Big Boy                   | Rocío Dúrcal / Big Boy                   | Rocío Dúrcal / Big Boy                   | Rocío Dúrcal / Big Boy                   | Rocío Dúrcal / Big Boy                   | Rocío Dúrcal / Big Boy                   | Rocío Dúrcal / Big Boy                   | Rocío Dúrcal / Big Boy                   | Rocío Dúrcal / Big Boy                   | Rocío Dúrcal / Big Boy                   | Rocío Dúrcal / Big Boy                   | Rocío Dúrcal / Big Boy                   | Rocío Dúrcal / Big Boy                   | Rocío Dúrcal / Big Boy                   | Rocío Dúrcal / Big Boy                   | Rocío Dúrcal / Big Boy                   | Rocío Dúrcal / Big Boy                   | Rocío Dúrcal / Big Boy                   | Rocío Dúrcal / Big Boy                   | Rocío Dúrcal / Big Boy                   | Rocío Dúrcal / Big Boy                   | Rocío Dúrcal / Big Boy                   | Rocío Dúrcal / Big Boy                   | Rocío Dúrcal / Big Boy                   | Rocío Dúrcal / Big Boy                   | Rocío Dúrcal / Big Boy                   | Rocío Dúrcal / Big Boy                   | Rocío Dúrcal / Big Boy                   | Rocío Dúrcal / Big Boy                   | Rocío Dúrcal / Big Boy                   | Rocío Dúrcal / Big Boy                   | Rocío Dúrcal / Big Boy                   | Rocío Dúrcal / Big Boy                   | Rocío Dúrcal / Big Boy                   | Rocío Dúrcal / Big Boy                   | Rocío Dúrcal / Big Boy                   | Rocío Dúrcal / Big Boy                   | Rocío Dúrcal / Big Boy                   | Rocío Dúrcal / Big Boy                   | Rocío Dúrcal / Big Boy                   | Rocío Dúrcal / Big Boy                   | Rocío Dúrcal / Big Boy                   | Rocío Dúrcal / Big Boy                   | Rocío Dúrcal / Big Boy                   |
| 15        | 15        | 15        | 15        | 15        | 15        | 15        | 15        | 15        | 15        | 15        | 15        | 15        | 15        | 15        | 15        | 15        | 15        | 15        | 15        | 15        | 15        | 15        | 15        | 15        | 15        | 15        | 15        | 15        | 15        | 15        | 15        | 15        | 15        | 15        | 15        | 15        | 15        | 15        | 15        | 15        | 15        | 15        | 15        | 15        | 15        | 15        | 15        | 15        | 15        | 15        | 15        | 15        | 15        | 15        | 15        | 15        | 15        | 15        | 15        | 15        | 15        | 15        | 15        | 15        | 15        | 15        | 15        | 15        | 15        | 15        | 15        | 15        | 15        | 15        | 15        | 15        | 15        | 15        | 15        | 15        | 15        | 15        | 15        | 15        | 15        | 15        | 15        | 15        | 15        | No puedo dejar de pensar en ti (Con Erika Alcocer Luna y Myriam Montemayor) / 100 años / Esta libertad / Arrasando | No puedo dejar de pensar en ti (Con Erika Alcocer Luna y Myriam Montemayor) / 100 años / Esta libertad / Arrasando | No puedo dejar de pensar en ti (Con Erika Alcocer Luna y Myriam Montemayor) / 100 años / Esta libertad / Arrasando | No puedo dejar de pensar en ti (Con Erika Alcocer Luna y Myriam Montemayor) / 100 años / Esta libertad / Arrasando | No puedo dejar de pensar en ti (Con Erika Alcocer Luna y Myriam Montemayor) / 100 años / Esta libertad / Arrasando | No puedo dejar de pensar en ti (Con Erika Alcocer Luna y Myriam Montemayor) / 100 años / Esta libertad / Arrasando | No puedo dejar de pensar en ti (Con Erika Alcocer Luna y Myriam Montemayor) / 100 años / Esta libertad / Arrasando | No puedo dejar de pensar en ti (Con Erika Alcocer Luna y Myriam Montemayor) / 100 años / Esta libertad / Arrasando | No puedo dejar de pensar en ti (Con Erika Alcocer Luna y Myriam Montemayor) / 100 años / Esta libertad / Arrasando | No puedo dejar de pensar en ti (Con Erika Alcocer Luna y Myriam Montemayor) / 100 años / Esta libertad / Arrasando | No puedo dejar de pensar en ti (Con Erika Alcocer Luna y Myriam Montemayor) / 100 años / Esta libertad / Arrasando | No puedo dejar de pensar en ti (Con Erika Alcocer Luna y Myriam Montemayor) / 100 años / Esta libertad / Arrasando | No puedo dejar de pensar en ti (Con Erika Alcocer Luna y Myriam Montemayor) / 100 años / Esta libertad / Arrasando | No puedo dejar de pensar en ti (Con Erika Alcocer Luna y Myriam Montemayor) / 100 años / Esta libertad / Arrasando | No puedo dejar de pensar en ti (Con Erika Alcocer Luna y Myriam Montemayor) / 100 años / Esta libertad / Arrasando | No puedo dejar de pensar en ti (Con Erika Alcocer Luna y Myriam Montemayor) / 100 años / Esta libertad / Arrasando | No puedo dejar de pensar en ti (Con Erika Alcocer Luna y Myriam Montemayor) / 100 años / Esta libertad / Arrasando | No puedo dejar de pensar en ti (Con Erika Alcocer Luna y Myriam Montemayor) / 100 años / Esta libertad / Arrasando | No puedo dejar de pensar en ti (Con Erika Alcocer Luna y Myriam Montemayor) / 100 años / Esta libertad / Arrasando | No puedo dejar de pensar en ti (Con Erika Alcocer Luna y Myriam Montemayor) / 100 años / Esta libertad / Arrasando | No puedo dejar de pensar en ti (Con Erika Alcocer Luna y Myriam Montemayor) / 100 años / Esta libertad / Arrasando | No puedo dejar de pensar en ti (Con Erika Alcocer Luna y Myriam Montemayor) / 100 años / Esta libertad / Arrasando | No puedo dejar de pensar en ti (Con Erika Alcocer Luna y Myriam Montemayor) / 100 años / Esta libertad / Arrasando | No puedo dejar de pensar en ti (Con Erika Alcocer Luna y Myriam Montemayor) / 100 años / Esta libertad / Arrasando | No puedo dejar de pensar en ti (Con Erika Alcocer Luna y Myriam Montemayor) / 100 años / Esta libertad / Arrasando | No puedo dejar de pensar en ti (Con Erika Alcocer Luna y Myriam Montemayor) / 100 años / Esta libertad / Arrasando | No puedo dejar de pensar en ti (Con Erika Alcocer Luna y Myriam Montemayor) / 100 años / Esta libertad / Arrasando | No puedo dejar de pensar en ti (Con Erika Alcocer Luna y Myriam Montemayor) / 100 años / Esta libertad / Arrasando | No puedo dejar de pensar en ti (Con Erika Alcocer Luna y Myriam Montemayor) / 100 años / Esta libertad / Arrasando | No puedo dejar de pensar en ti (Con Erika Alcocer Luna y Myriam Montemayor) / 100 años / Esta libertad / Arrasando | No puedo dejar de pensar en ti (Con Erika Alcocer Luna y Myriam Montemayor) / 100 años / Esta libertad / Arrasando | No puedo dejar de pensar en ti (Con Erika Alcocer Luna y Myriam Montemayor) / 100 años / Esta libertad / Arrasando | No puedo dejar de pensar en ti (Con Erika Alcocer Luna y Myriam Montemayor) / 100 años / Esta libertad / Arrasando | No puedo dejar de pensar en ti (Con Erika Alcocer Luna y Myriam Montemayor) / 100 años / Esta libertad / Arrasando | No puedo dejar de pensar en ti (Con Erika Alcocer Luna y Myriam Montemayor) / 100 años / Esta libertad / Arrasando | No puedo dejar de pensar en ti (Con Erika Alcocer Luna y Myriam Montemayor) / 100 años / Esta libertad / Arrasando | No puedo dejar de pensar en ti (Con Erika Alcocer Luna y Myriam Montemayor) / 100 años / Esta libertad / Arrasando | No puedo dejar de pensar en ti (Con Erika Alcocer Luna y Myriam Montemayor) / 100 años / Esta libertad / Arrasando | No puedo dejar de pensar en ti (Con Erika Alcocer Luna y Myriam Montemayor) / 100 años / Esta libertad / Arrasando | No puedo dejar de pensar en ti (Con Erika Alcocer Luna y Myriam Montemayor) / 100 años / Esta libertad / Arrasando | No puedo dejar de pensar en ti (Con Erika Alcocer Luna y Myriam Montemayor) / 100 años / Esta libertad / Arrasando | No puedo dejar de pensar en ti (Con Erika Alcocer Luna y Myriam Montemayor) / 100 años / Esta libertad / Arrasando | No puedo dejar de pensar en ti (Con Erika Alcocer Luna y Myriam Montemayor) / 100 años / Esta libertad / Arrasando | No puedo dejar de pensar en ti (Con Erika Alcocer Luna y Myriam Montemayor) / 100 años / Esta libertad / Arrasando | No puedo dejar de pensar en ti (Con Erika Alcocer Luna y Myriam Montemayor) / 100 años / Esta libertad / Arrasando | No puedo dejar de pensar en ti (Con Erika Alcocer Luna y Myriam Montemayor) / 100 años / Esta libertad / Arrasando | No puedo dejar de pensar en ti (Con Erika Alcocer Luna y Myriam Montemayor) / 100 años / Esta libertad / Arrasando | No puedo dejar de pensar en ti (Con Erika Alcocer Luna y Myriam Montemayor) / 100 años / Esta libertad / Arrasando | No puedo dejar de pensar en ti (Con Erika Alcocer Luna y Myriam Montemayor) / 100 años / Esta libertad / Arrasando | No puedo dejar de pensar en ti (Con Erika Alcocer Luna y Myriam Montemayor) / 100 años / Esta libertad / Arrasando | No puedo dejar de pensar en ti (Con Erika Alcocer Luna y Myriam Montemayor) / 100 años / Esta libertad / Arrasando | No puedo dejar de pensar en ti (Con Erika Alcocer Luna y Myriam Montemayor) / 100 años / Esta libertad / Arrasando | No puedo dejar de pensar en ti (Con Erika Alcocer Luna y Myriam Montemayor) / 100 años / Esta libertad / Arrasando | No puedo dejar de pensar en ti (Con Erika Alcocer Luna y Myriam Montemayor) / 100 años / Esta libertad / Arrasando | No puedo dejar de pensar en ti (Con Erika Alcocer Luna y Myriam Montemayor) / 100 años / Esta libertad / Arrasando | No puedo dejar de pensar en ti (Con Erika Alcocer Luna y Myriam Montemayor) / 100 años / Esta libertad / Arrasando | No puedo dejar de pensar en ti (Con Erika Alcocer Luna y Myriam Montemayor) / 100 años / Esta libertad / Arrasando | No puedo dejar de pensar en ti (Con Erika Alcocer Luna y Myriam Montemayor) / 100 años / Esta libertad / Arrasando | No puedo dejar de pensar en ti (Con Erika Alcocer Luna y Myriam Montemayor) / 100 años / Esta libertad / Arrasando | No puedo dejar de pensar en ti (Con Erika Alcocer Luna y Myriam Montemayor) / 100 años / Esta libertad / Arrasando | No puedo dejar de pensar en ti (Con Erika Alcocer Luna y Myriam Montemayor) / 100 años / Esta libertad / Arrasando | No puedo dejar de pensar en ti (Con Erika Alcocer Luna y Myriam Montemayor) / 100 años / Esta libertad / Arrasando | No puedo dejar de pensar en ti (Con Erika Alcocer Luna y Myriam Montemayor) / 100 años / Esta libertad / Arrasando | No puedo dejar de pensar en ti (Con Erika Alcocer Luna y Myriam Montemayor) / 100 años / Esta libertad / Arrasando | No puedo dejar de pensar en ti (Con Erika Alcocer Luna y Myriam Montemayor) / 100 años / Esta libertad / Arrasando | No puedo dejar de pensar en ti (Con Erika Alcocer Luna y Myriam Montemayor) / 100 años / Esta libertad / Arrasando | No puedo dejar de pensar en ti (Con Erika Alcocer Luna y Myriam Montemayor) / 100 años / Esta libertad / Arrasando | No puedo dejar de pensar en ti (Con Erika Alcocer Luna y Myriam Montemayor) / 100 años / Esta libertad / Arrasando | No puedo dejar de pensar en ti (Con Erika Alcocer Luna y Myriam Montemayor) / 100 años / Esta libertad / Arrasando | No puedo dejar de pensar en ti (Con Erika Alcocer Luna y Myriam Montemayor) / 100 años / Esta libertad / Arrasando | No puedo dejar de pensar en ti (Con Erika Alcocer Luna y Myriam Montemayor) / 100 años / Esta libertad / Arrasando | No puedo dejar de pensar en ti (Con Erika Alcocer Luna y Myriam Montemayor) / 100 años / Esta libertad / Arrasando | No puedo dejar de pensar en ti (Con Erika Alcocer Luna y Myriam Montemayor) / 100 años / Esta libertad / Arrasando | No puedo dejar de pensar en ti (Con Erika Alcocer Luna y Myriam Montemayor) / 100 años / Esta libertad / Arrasando | No puedo dejar de pensar en ti (Con Erika Alcocer Luna y Myriam Montemayor) / 100 años / Esta libertad / Arrasando | No puedo dejar de pensar en ti (Con Erika Alcocer Luna y Myriam Montemayor) / 100 años / Esta libertad / Arrasando | No puedo dejar de pensar en ti (Con Erika Alcocer Luna y Myriam Montemayor) / 100 años / Esta libertad / Arrasando | No puedo dejar de pensar en ti (Con Erika Alcocer Luna y Myriam Montemayor) / 100 años / Esta libertad / Arrasando | No puedo dejar de pensar en ti (Con Erika Alcocer Luna y Myriam Montemayor) / 100 años / Esta libertad / Arrasando | No puedo dejar de pensar en ti (Con Erika Alcocer Luna y Myriam Montemayor) / 100 años / Esta libertad / Arrasando | No puedo dejar de pensar en ti (Con Erika Alcocer Luna y Myriam Montemayor) / 100 años / Esta libertad / Arrasando | No puedo dejar de pensar en ti (Con Erika Alcocer Luna y Myriam Montemayor) / 100 años / Esta libertad / Arrasando | No puedo dejar de pensar en ti (Con Erika Alcocer Luna y Myriam Montemayor) / 100 años / Esta libertad / Arrasando | No puedo dejar de pensar en ti (Con Erika Alcocer Luna y Myriam Montemayor) / 100 años / Esta libertad / Arrasando | No puedo dejar de pensar en ti (Con Erika Alcocer Luna y Myriam Montemayor) / 100 años / Esta libertad / Arrasando | No puedo dejar de pensar en ti (Con Erika Alcocer Luna y Myriam Montemayor) / 100 años / Esta libertad / Arrasando | No puedo dejar de pensar en ti (Con Erika Alcocer Luna y Myriam Montemayor) / 100 años / Esta libertad / Arrasando | No puedo dejar de pensar en ti (Con Erika Alcocer Luna y Myriam Montemayor) / 100 años / Esta libertad / Arrasando | No puedo dejar de pensar en ti (Con Erika Alcocer Luna y Myriam Montemayor) / 100 años / Esta libertad / Arrasando | No puedo dejar de pensar en ti (Con Erika Alcocer Luna y Myriam Montemayor) / 100 años / Esta libertad / Arrasando | No puedo dejar de pensar en ti (Con Erika Alcocer Luna y Myriam Montemayor) / 100 años / Esta libertad / Arrasando | No puedo dejar de pensar en ti (Con Erika Alcocer Luna y Myriam Montemayor) / 100 años / Esta libertad / Arrasando | No puedo dejar de pensar en ti (Con Erika Alcocer Luna y Myriam Montemayor) / 100 años / Esta libertad / Arrasando | No puedo dejar de pensar en ti (Con Erika Alcocer Luna y Myriam Montemayor) / 100 años / Esta libertad / Arrasando | No puedo dejar de pensar en ti (Con Erika Alcocer Luna y Myriam Montemayor) / 100 años / Esta libertad / Arrasando | No puedo dejar de pensar en ti (Con Erika Alcocer Luna y Myriam Montemayor) / 100 años / Esta libertad / Arrasando | No puedo dejar de pensar en ti (Con Erika Alcocer Luna y Myriam Montemayor) / 100 años / Esta libertad / Arrasando | No puedo dejar de pensar en ti (Con Erika Alcocer Luna y Myriam Montemayor) / 100 años / Esta libertad / Arrasando | No puedo dejar de pensar en ti (Con Erika Alcocer Luna y Myriam Montemayor) / 100 años / Esta libertad / Arrasando | No puedo dejar de pensar en ti (Con Erika Alcocer Luna y Myriam Montemayor) / 100 años / Esta libertad / Arrasando | Pandora / Varios / Nadia Yvonne / Thalía | Pandora / Varios / Nadia Yvonne / Thalía | Pandora / Varios / Nadia Yvonne / Thalía | Pandora / Varios / Nadia Yvonne / Thalía | Pandora / Varios / Nadia Yvonne / Thalía | Pandora / Varios / Nadia Yvonne / Thalía | Pandora / Varios / Nadia Yvonne / Thalía | Pandora / Varios / Nadia Yvonne / Thalía | Pandora / Varios / Nadia Yvonne / Thalía | Pandora / Varios / Nadia Yvonne / Thalía | Pandora / Varios / Nadia Yvonne / Thalía | Pandora / Varios / Nadia Yvonne / Thalía | Pandora / Varios / Nadia Yvonne / Thalía | Pandora / Varios / Nadia Yvonne / Thalía | Pandora / Varios / Nadia Yvonne / Thalía | Pandora / Varios / Nadia Yvonne / Thalía | Pandora / Varios / Nadia Yvonne / Thalía | Pandora / Varios / Nadia Yvonne / Thalía | Pandora / Varios / Nadia Yvonne / Thalía | Pandora / Varios / Nadia Yvonne / Thalía | Pandora / Varios / Nadia Yvonne / Thalía | Pandora / Varios / Nadia Yvonne / Thalía | Pandora / Varios / Nadia Yvonne / Thalía | Pandora / Varios / Nadia Yvonne / Thalía | Pandora / Varios / Nadia Yvonne / Thalía | Pandora / Varios / Nadia Yvonne / Thalía | Pandora / Varios / Nadia Yvonne / Thalía | Pandora / Varios / Nadia Yvonne / Thalía | Pandora / Varios / Nadia Yvonne / Thalía | Pandora / Varios / Nadia Yvonne / Thalía | Pandora / Varios / Nadia Yvonne / Thalía | Pandora / Varios / Nadia Yvonne / Thalía | Pandora / Varios / Nadia Yvonne / Thalía | Pandora / Varios / Nadia Yvonne / Thalía | Pandora / Varios / Nadia Yvonne / Thalía | Pandora / Varios / Nadia Yvonne / Thalía | Pandora / Varios / Nadia Yvonne / Thalía | Pandora / Varios / Nadia Yvonne / Thalía | Pandora / Varios / Nadia Yvonne / Thalía | Pandora / Varios / Nadia Yvonne / Thalía | Pandora / Varios / Nadia Yvonne / Thalía | Pandora / Varios / Nadia Yvonne / Thalía | Pandora / Varios / Nadia Yvonne / Thalía | Pandora / Varios / Nadia Yvonne / Thalía | Pandora / Varios / Nadia Yvonne / Thalía | Pandora / Varios / Nadia Yvonne / Thalía | Pandora / Varios / Nadia Yvonne / Thalía | Pandora / Varios / Nadia Yvonne / Thalía | Pandora / Varios / Nadia Yvonne / Thalía | Pandora / Varios / Nadia Yvonne / Thalía | Pandora / Varios / Nadia Yvonne / Thalía | Pandora / Varios / Nadia Yvonne / Thalía | Pandora / Varios / Nadia Yvonne / Thalía | Pandora / Varios / Nadia Yvonne / Thalía | Pandora / Varios / Nadia Yvonne / Thalía | Pandora / Varios / Nadia Yvonne / Thalía | Pandora / Varios / Nadia Yvonne / Thalía | Pandora / Varios / Nadia Yvonne / Thalía | Pandora / Varios / Nadia Yvonne / Thalía | Pandora / Varios / Nadia Yvonne / Thalía | Pandora / Varios / Nadia Yvonne / Thalía | Pandora / Varios / Nadia Yvonne / Thalía | Pandora / Varios / Nadia Yvonne / Thalía | Pandora / Varios / Nadia Yvonne / Thalía | Pandora / Varios / Nadia Yvonne / Thalía | Pandora / Varios / Nadia Yvonne / Thalía | Pandora / Varios / Nadia Yvonne / Thalía | Pandora / Varios / Nadia Yvonne / Thalía | Pandora / Varios / Nadia Yvonne / Thalía | Pandora / Varios / Nadia Yvonne / Thalía | Pandora / Varios / Nadia Yvonne / Thalía | Pandora / Varios / Nadia Yvonne / Thalía | Pandora / Varios / Nadia Yvonne / Thalía | Pandora / Varios / Nadia Yvonne / Thalía | Pandora / Varios / Nadia Yvonne / Thalía | Pandora / Varios / Nadia Yvonne / Thalía | Pandora / Varios / Nadia Yvonne / Thalía | Pandora / Varios / Nadia Yvonne / Thalía | Pandora / Varios / Nadia Yvonne / Thalía | Pandora / Varios / Nadia Yvonne / Thalía | Pandora / Varios / Nadia Yvonne / Thalía | Pandora / Varios / Nadia Yvonne / Thalía | Pandora / Varios / Nadia Yvonne / Thalía | Pandora / Varios / Nadia Yvonne / Thalía | Pandora / Varios / Nadia Yvonne / Thalía | Pandora / Varios / Nadia Yvonne / Thalía | Pandora / Varios / Nadia Yvonne / Thalía | Pandora / Varios / Nadia Yvonne / Thalía | Pandora / Varios / Nadia Yvonne / Thalía | Pandora / Varios / Nadia Yvonne / Thalía | Pandora / Varios / Nadia Yvonne / Thalía | Pandora / Varios / Nadia Yvonne / Thalía | Pandora / Varios / Nadia Yvonne / Thalía | Pandora / Varios / Nadia Yvonne / Thalía | Pandora / Varios / Nadia Yvonne / Thalía | Pandora / Varios / Nadia Yvonne / Thalía | Pandora / Varios / Nadia Yvonne / Thalía | Pandora / Varios / Nadia Yvonne / Thalía | Pandora / Varios / Nadia Yvonne / Thalía | Pandora / Varios / Nadia Yvonne / Thalía | Pandora / Varios / Nadia Yvonne / Thalía | Pandora / Varios / Nadia Yvonne / Thalía | Pandora / Varios / Nadia Yvonne / Thalía | Pandora / Varios / Nadia Yvonne / Thalía | Pandora / Varios / Nadia Yvonne / Thalía | Pandora / Varios / Nadia Yvonne / Thalía | Pandora / Varios / Nadia Yvonne / Thalía | Pandora / Varios / Nadia Yvonne / Thalía | Pandora / Varios / Nadia Yvonne / Thalía | Pandora / Varios / Nadia Yvonne / Thalía | Pandora / Varios / Nadia Yvonne / Thalía | Pandora / Varios / Nadia Yvonne / Thalía | Pandora / Varios / Nadia Yvonne / Thalía | Pandora / Varios / Nadia Yvonne / Thalía | Pandora / Varios / Nadia Yvonne / Thalía | Pandora / Varios / Nadia Yvonne / Thalía | Pandora / Varios / Nadia Yvonne / Thalía | Pandora / Varios / Nadia Yvonne / Thalía | Pandora / Varios / Nadia Yvonne / Thalía | Pandora / Varios / Nadia Yvonne / Thalía | Pandora / Varios / Nadia Yvonne / Thalía | Pandora / Varios / Nadia Yvonne / Thalía | Pandora / Varios / Nadia Yvonne / Thalía | Pandora / Varios / Nadia Yvonne / Thalía | Pandora / Varios / Nadia Yvonne / Thalía | Pandora / Varios / Nadia Yvonne / Thalía | Pandora / Varios / Nadia Yvonne / Thalía | Pandora / Varios / Nadia Yvonne / Thalía | Pandora / Varios / Nadia Yvonne / Thalía | Pandora / Varios / Nadia Yvonne / Thalía |

Después de La Academia I, en el 2003 graba su primer álbum solista llamado Nadia, el cual logra destacar gracias al primer corte «Esta libertad», este tema es un cover de «essa tal liberdade», una canción brasileña que fue adaptada para este disco, a los pocos días de haber sido lanzada Esta libertad alcanzó los primeros lugares de las listas de popularidad a nivel nacional y permaneciendo en ellas por casi 7 meses. Este álbum contiene temas de Óscar López y la cantautora Jannette Chao. Los otros sencillos fueron «La duda», «Como hacerte saber» y «Te voy a olvidar», los cuales tuvieron un éxito similar a su predecesor. Por su parte La duda fue el tema principal de la telenovela del mismo nombre, la cual fue transmitida por TV Azteca en el año 2002. Esta producción ganó Disco de platino por más de 160,000 copias vendidas, luego sería lanzada una edición especial titulada «Camino al éxito» que además de contener algunos de los temas de la edición estándar, contenía el videoclip del tema «Esta libertad», así como de otros temas que Nadia interpretó en La Academia, esta edición especial ganó Disco de platino por más de 150,000 copias vendidas. Nadia fue nominada en la segunda entrega de los Premios Oye!, en la Categoría Revelación Popular y para su sorpresa resultó ser la ganadora; también fue nominada a los premios Lunas del Auditorio y nominada en 2 categorías de Premios Lo Nuestro en Estados Unidos, ganando una presea.

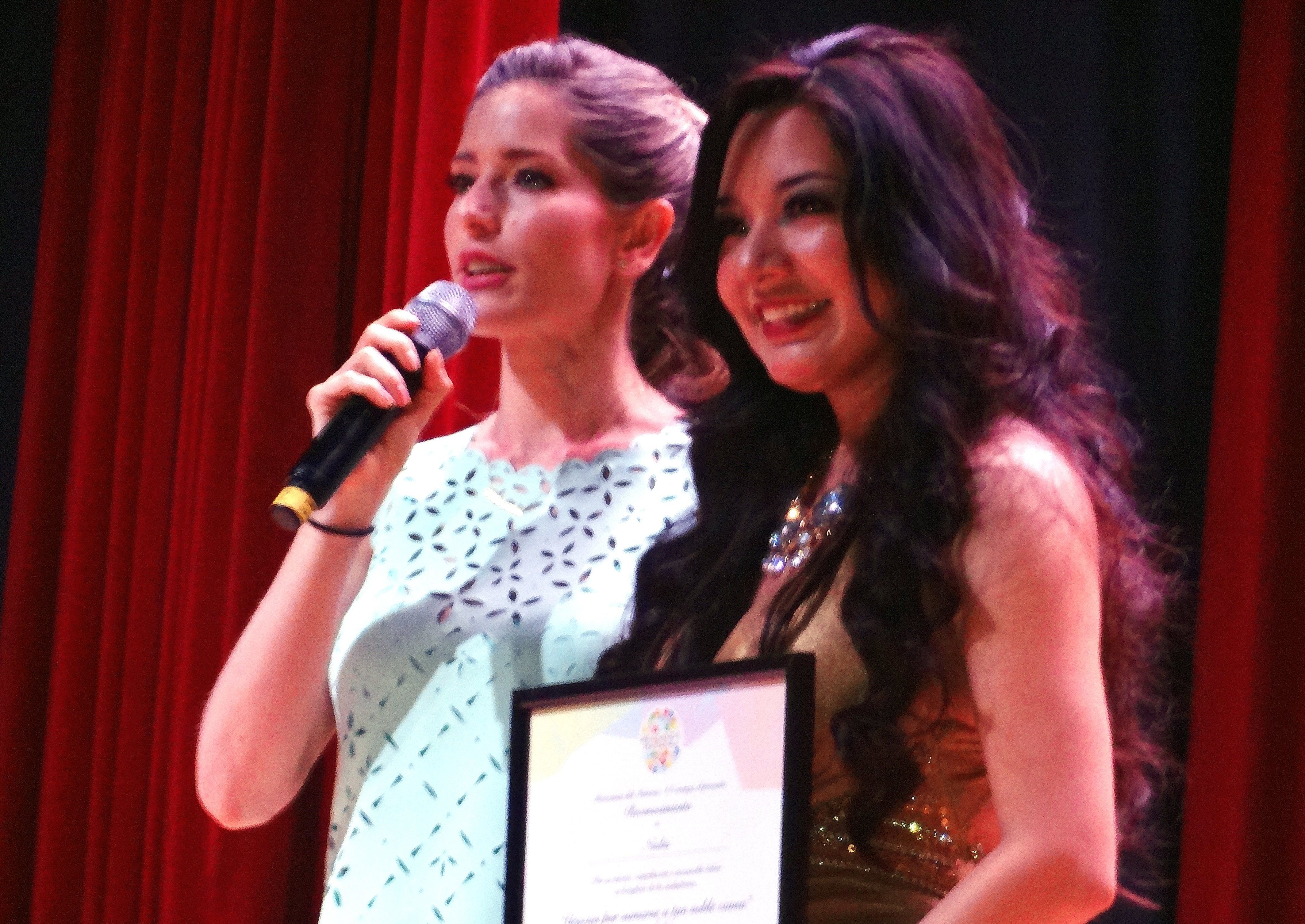
Nadia junto a María Inés en un concierto benéfico en 2015.

Después del gran éxito de su primer disco, en 2004 graba su segunda producción discográfica de la mano del productor mexicano Chuy Carrilo, titulada «Contigo sí», cuyo primer single fue el tema homónimo, interpretado a dueto con Yahir, el cual también fue escogido como tema principal de la telenovela juvenil Soñarás, protagonizada por él mismo, rápidamente el tema se convirtió en todo un éxito en las estaciones de radio nacionales e internacionales, tanto de música Pop, como de música grupera, gracias a sus dos versiones. Logró colocarse en las primeras posiciones de las listas de radio y de videos con su videoclip musical. Es uno de los sencillos más exitosos del mismo año. De este álbum se extrajeron los temas «Perdón» y «Suavecito». En esa semana de salir a la venta «Contigo sí», se convierte en acreedor de disco de platino por más de 100,000 copias vendidas en alrededor del mundo. También es nominada y ganadora a los Premios Oye! como mejor solista o grupo grupero. Lanza una segunda versión del disco titulada Edición de oro. Poco después recibió la Llave de la Ciudad de Puerto Escondido, Oaxaca.
En 2005, grabó su tercer álbum discográfico llamado «Endúlzame el oído», donde el género era totalmente el Tex-Mex, en donde incluyó un dueto con el cantante estadounidense Bobby Pulido, titulado «Para olvidarte», quien hasta ese momento no había realizado ningún dueto con una mujer. Con este fue nominada a lo Premios Oye! en 2006, en la categoría Solista o Grupo Grupero.
A inicios del año 2006, Nadia participa en el reality Desafío de estrellas, en su segunda edición, siendo eliminada, previo a su participación, a mediados de ese año lanza su cuarto álbum llamado «Mujer», vendiendo más de 50,000 copias en el mercado mexicano, en el cual hace un homenaje a las mejores intérpretes femeninas reviviendo clásicos como «La gata bajo la lluvia» (Rocío Dúrcal), «Amiga mía» (Jeanette), «Eternamente bella» (Alejandra Guzmán) y «Simplemente amigos» (Ana Gabriel), el primer corte promocional fue «Heridas», tema que hiciera famoso en los «años 80» a la cantante Dulce, el segundo fue «Abrázame». Su premio fue el Micrófono de Oro, que otorga la Asociación de Locutores de México a lo más destacado de la música. En dicha producción participó el reconocido productor musical Eduardo Magallanes, quien ha trabajado al lado de Rocío Dúrcal, Marco Antonio Solís, Joan Sebastián, entre otros. 11 de los 12 temas fueron grabados con la colaboración de una orquesta completa, y el tema «Paloma negra» fue grabado con la colaboración del Mariachi Vargas de Tecalitlán, el disco fue bien recibido y debutó en la posición número 4 de ventas en la tienda de discos Mixup.
En 2007, incursiona en el género pop ofreciendo el álbum, llamado «Un poco de tus besos», con el que consolida su carrera como cantante en el género pop y logra vender poco más de 25,000 copias. Fue producido y dirigido por el productor Armando Ávila, también conocido como «el rey midas» de la música pop ya que ha sido el productor de artistas como RBD, La Quinta Estación, Aleks Syntek. El álbum incluye 12 temas con autores como Reyli Barba, Gian Marco, Ángel Reyero (La Quinta Estación), Noel Schajris (Sin Bandera), Cachorro López, Amaury Gutiérrez, entre otros. Los temas son:
1. Dame
2. Si se te ocurre regresar
3. Un poco de tus besos
4. Aprendí a caer
5. Bésame
6. Todavía duele
7. Siempre buscaré
8. Cerca de mí
9. Seré serás
10. Mírame a los ojos
11. Cantaré
12. Si falta amor

Con este disco, consigue su consolidación en el género del Pop Latino.
A principios de 2008, lanza su sexta producción discográfica titulada «A puro dolor», con covers de cantantes como Vicente Fernández, Lucha Villa y Juan Gabriel,certifica más de 75,000 mil copias de ventas, siendo acreedora a Disco de oro en México. Incursiona en la música ranchera acompañada por mariachi, del cual se desprende su primer sencillo «Mátalos», adaptación del tema de Alejandro Fernández «Mátalas»; el álbum se logró colocar en los primeros lugares de ventas por varias semanas, además obtiene una nominación en los Premios Grammy en la categoría de «Mejor álbum regional mexicano». Desprendiendose una segunda edición llamada «Con más dolor», contó con certificación de disco de oro por un total de más de 45,000 copias vendidas. participando en un evento en el Brasil frente a su presidente Lula da Silva, y causando el aplauso de todo el público.
De igual manera en la entrega de los Premios Principio 2008, fue elegida por la empresa TV Azteca para participar amenizando aquel evento, Nadia y el grupo Motel fueron los únicos en presentarse aquel día frente al presidente de México Felipe Calderón. Además también realiza un episodio biográfico en la serie Lo que callamos las mujeres.
El 3 de diciembre de 2008, la cantante fue nominada a los premios Grammy en la categoría de Mejor Álbum Regional Mexicano por su material «A puro dolor», aunque las ganadoras fueron el Mariachi Los Camperos de Nati Cano y el femenil Mariachi Divas en un inusual empate; con esta nominación se colocó como la única participante de La Academia que ha sido nominada para un galardón de renombre en los Estados Unidos de América.
En 2009, lanza su séptima producción «De amor y desamor», en donde el tema «Amigos nunca» en el cual hace una coautoría con Jorge Domínguez, ese mismo año participa en El gran desafío de estrellas en su segunda etapa, llegando hasta la gran final, en 2012 lanza su octavo disco «Demasiado herida», catalogado como un disco homenaje a los 80´s con música ranchera, segunda parte del disco «Mujer», se desprende de nuevo como primer sencillo a «Heridas» de la cantante Dulce. «Yo te pido amor» fue tema principal de la telenovela Corazón apasionado de la cadena Venevisión, transmitiéndose también en México por TV Azteca.
Durante el año 2013, lanzó su octava producción discográfica «Mexicanísima», en donde recopila la mayoría de sus temas que fueron éxitos como «Esta libertad», «Te voy a olvidar», «Demasiado herida», «La diferencia» y «Mátalos». Esta producción contiene un total de 38 temas musicales.
En 2014, debuta en teatro en la obra Si nos dejan, con el personaje protagónico de Paloma, alternado papel con la cantante Lety López.
En 2016, lanza su novena producción discográfica con la disquera Warner Music «Bésame mucho», un disco bajo la producción de Rodrigo Cuevas y Chacho Gaytan, homenaje a compositores como José Alfredo Jiménez, Pedro Infante y Rocío Jurado, contando como primer sencillo el tema del mismo nombre, bolero de Consuelo Velázquez, se desprenden los temas «Deja que salga la luna», «Amorcito corazón», «Me nace del corazón», «Cielito lindo», entre otros. Tiempo después debuta como presentadora de televisión del programa de entrevistas Vive+ (Vive más).
En 2018, termina su contrato de exclusividad con Warner Music México. Hasta el año 2023 lanza el videoclip de los sencillos de estilo católico: «El mesías» en abril del mismo año y posteriormente de «Eres mi luz» en el mes de noviembre.
En 2024, participa en la gira Generaciones Tour, a lado de otros exingresados de La Academia.

### Premios y nominaciones
| Año  | Premio                     | Categoría                     | Trabajo        | Personaje |
| ---- | -------------------------- | ----------------------------- | -------------- | --------- |
| 2003 | Premios Oye!               | Revelación popular del año    | «Nadia»        | Ganadora  |
| 2008 | Grammy Awards              | Mejor álbum regional mexicano | «A puro dolor» | Nominada  |
| 2009 | Premios Oye!               | Solista o grupo ranchero      | «A puro dolor» | Nominada  |
| 2011 | The Rising Awards of Texas | —                             | —              | Nominada  |
| 2019 | Premio águila              | Mejor presentadora audivisual | Vive+          | Nominada  |

## Filmografía
| Año           | Programa                                | Personaje                 | Nota                                                                  |
| ------------- | --------------------------------------- | ------------------------- | --------------------------------------------------------------------- |
| 2002          | La Academia                             | Ella misma                | Concursante; 23 episodios                                             |
| 2003          | Desafío de estrellas                    | Ella misma                | Concursante; 15 episodios                                             |
| 2003          | Homenaje a                              | Ella misma                | Concursante; 11 episodios                                             |
| 2005          | Especial Nadia, el sueño hecho realidad | Ella misma                | Presentadora                                                          |
| 2005          | Te regalo mi canción                    | Ella misma                | Participante; 8 episodios                                             |
| 2006          | Desafío de estrellas 2                  | Ella misma                | Concursante; 20 episodios                                             |
| 2006          | La vida es una canción                  | Jennifer / Tamara / Lilia | Episodios; «Ellas», «Un pedacito de cielo», «Entre el odio y el amor» |
| 2008          | Lo que callamos las mujeres             | Ella misma                | Episodio «Nadia»                                                      |
| 2009          | El gran desafío de estrellas            | Ella misma                | Concursante; 14 episodios                                             |
| 2009          | Lo que callamos las mujeres             | Karen                     | Episodio «Límites»                                                    |
| 2010          | Lo que callamos las mujeres             | Elsa                      | Episodio «Me muero sin ti»                                            |
| 2010          | Lo que callamos las mujeres             | Aurora                    | Episodio «De pronto la vida cambia»                                   |
| 2014          | Lo que callamos las mujeres             | Antonia "Toña"            | Episodio «A la mala»                                                  |
| 2016-presente | Programa Vive más                       | Presentadora              | Presentadora junto a Alan Fernando                                    |
| 2022          | La Academia 20 años                     | Ella misma                | Invitada musical                                                      |
| 2022          | MasterChef Celebrity México             | Ella misma                | Concursante; 12 episodios                                             |

## Vida privada
Después de problemas personales, Nadia y su familia se convirtieron al cristianismo; fue de especial influencia la ayuda que recibió al congregarse en la iglesia Semilla de Mostaza donde María del Sol y el pastor mexicano Fermín IV expusieron el mensaje bíblico de salvación que llevó a la cantante a acercarse a la fe en Dios; esto de acuerdo con su entrevista en el programa Vivencias de la cadena Enlace.

## Discografía
| Año  | Título                                   | MEX | Ventas en México |
| ---- | ---------------------------------------- | --- | ---------------- |
| 2003 | Nadia                                    | 1   | 75,000           |
| 2004 | Contigo sí                               | 5   | 100,000          |
| 2004 | Contigo sí (Edición de oro)              | -   | 55,000           |
| 2005 | Endúlzame el oído                        | -   | 50,000           |
| 2006 | Mujer                                    | -   | 50,000           |
| 2007 | Un poco de tus besos                     | -   | 30,000           |
| 2008 | A puro dolor                             | 10  | 50,000           |
| 2008 | Con más dolor (Edición especial)         | -   | 45,000           |
| 2009 | De amor y desamor                        | 65  | 25,000           |
| 2009 | Éxitos remix                             | -   | -                |
| 2010 | De amor y desamor (Edición Bicentenario) | -   | 20,000           |
| 2012 | Demasiado herida - Mujer vol. II         | -   | 45,000           |
| 2013 | Mexicanísima                             | -   | 20,000           |
| 2016 | Bésame mucho                             | -   | 55,000           |

## Giras musicales
- 2003: Nadia, Camino al Éxito
- 2024: Generaciones Tour
- 2025: Mi historia musical